# Zemljopis Irana
Zemljopis Irana u orografskom smislu karakteriziraju visoki planinski lanci koji zauzimaju zapad i sjever zemlje, prostrana unutrašnja visoravan, te relativno uska ravničarska područja uz obale. Država se prostire na 1.648.195 km² Azije što je čini 18. najvećom u svijetu odnosno približno 30 puta većom od Hrvatske, a prema popisu iz 2006. godine u njoj je živjelo 70.495.782 stanovnika. Na sjeveru omeđena Armenijom, Azerbajdžanom i Turkmenistanom odnosno Kaspijskim jezerom, na istoku Afganistanom i Pakistanom, na zapadu Irakom i Turskom, te na jugu Omanskim i Perzijskim zaljevom.
Iranom dominira gorje Zagros, serija usporednih planina od 1500 – 4000 m visine ispresjecanih ravnicama koje dijele zemlju od sjeverozapada prema jugoistoku. Na sjeveru se proteže i gorje Alborz s vulkanom Damavand (5671 m) koji je najviši vrh ne samo u Iranu već i čitavoj Euroaziji zapadno od Hindukuša. Središnji dio zemlje zauzima prostrana visoravan prosječne nadmorske visine od 900 – 1200 m na kojoj su smještene i dvije nenaseljene pustinje (Dašt-e Lut i Dašt-e Kavir). Zbog smještaja u sjevernom umjerenom pojasu i vrlo raštrkanog reljefa, Iranom prevladavaju različite vrste klima među kojima su najdominantnije sredozemna na naseljenim područjima odnosno suha stepska na istoku zemlje. Kontrasti su posebno primjetni kod vegetacije koja se može kretati od beživotnih pješčanih pustinja na jugoistoku do prašuma i džungli na sjeveru zemlje.

## Razvoj geografije o Iranu

### Drevna iranska geografija
Koncepti Irana i prvotne iranske geografije javljaju se još u ranom starom vijeku kada je naziv Iran bio etničkog karaktera odnosno podrazumijevao „zemlju Arijaca”. Prvotni endonim ovjeren u najstarijim dijelovima zoroastrijske Aveste (2. tis. pr. Kr.) imao je oblik Arijānām; u ahemenidskom razdoblju (6. – 4. st. pr. Kr.) pojavljuje se u pridjevnom obliku Arijana („arijska”; „zemlja Arijaca”), dok se u današnjem obliku pojavljuje u sasanidskom razdoblju (3. st.) kao Ērān odnosno Irān. Stručnjaci prepostavljaju da je navedeni endonim postojao kod iranskih plemena još u 3. tisućljeću pr. Kr. u zapadnom Sibiru odnosno Središnjoj Aziji gdje je pronađena arheološka Andronovska kultura koja se smatra pradomovinom iranskih naroda.
Nakon seobe iranskih plemena prema Jugozapadnoj Aziji i osnivanja Medijskog i Ahemenidskog Perzijskog Carstva na današnjoj Iranskoj visoravni, naziv Iran dobio je preciznije geografsko značnje: u ahemenidskim zapisima poput onih u Behistunu, Perzepolisu i Nakš-e Rustamu pojavljuje se kao ime čitavog teritorija carstva, uz detaljni popis pokrajina (satrapija). Ovi se toponimi kasnije pojavljuju i u djelima starogrčkih autora poput Klaudija Ptolemeja odnosno armenskih autora poput Mojsija Horenskog, a preuzeli su ih i rani muslimanski geografi iz arapskog svijeta koji Iran spominju kao Ērānšaher. U iranskoj mitologiji ono se povezuje s osobnim imenom eponimskog vladara, a istovremeno se zadržao i kao ime mitološke pradomovine Arijaca odnosno iranskih naroda (Ērān Vēz; iz staroiranskog Arijānān Vaidžah tj. avestičkog Airijanəm Vaēdžō). Ovaj se teritorij nalazio u Horezmu odnosno donjem toku Oksa (Amu-Darje) i prema predaji bio je protutežom Anērānu ili Tūrānu, zemlji glavnih iranskih suparnika (srednjoazijski nomadi).
Međutim, za vrijeme stabilnih centraliziranih carstava (ahemenidskog, partskog i sasanidskog) termin Iran dobio je geopolitičku konotaciju i kao u slučaju svih velikih civilizacija označavao je postojanje glavnog političkog entiteta u kojem su se stanovnici smatrali središtem svijeta. Carstvo je bilo podijeljeno u sedam dijelova tj. kešvara (iz avestičkog Karšvar; „omeđeno brazdom”) s Iranom kao središnjim elementom odnosno ostalim dijelovima imenovanim prema planetima i nebeskim tijelima. Popisi tih sedam planeta ostali su zabilježeni u djelima kasnijih autora i donekle se razlikuju, no pokazuju progresivnu svjesnost o jedinstvenosti zemalja u okolici Irana odnosno složenost karte svijeta. Jedan od popisa tih sedam dijelova svijeta spominje Hindustan (Indiju) kao Saturn, Kinu i Hotan kao Jupiter, Turkestan (srednjoazijski predio) kao Mars, Transoksaniju kao Veneru, grčko-rimski svijet kao Merkur, sjeverne regije kao Mjesec, te Iran i Horasan kao središte svijeta ili Sunce. Drugi popis iranskih susjeda koji je sačuvan u djelu perzijskog geografa H. Mustavfija iz 14. stoljeća spominje Arabistan (arapski svijet), Rim, srednjoazijske turkijske zemlje, Kinu, Indiju, te Afriku u koju je uključena i Sirija. Bez obzira na razlike među popisima, najvažnija činjenica ostaje da je u starovjekovnom Iranu postojala tradicija geografske znanosti.
Početci iranske geografije isprepletene s mitologijom i poviješću očituju se u Gatama drevne Aveste, no avestička geografija tog razdoblja (2. tis. pr. Kr.) bila je ograničena na istočnu Iransku visoravan odnosno teritorije prije velike seobe iranskih naroda prema zapadu tj. obroncima Zagrosa (uključujući pokrajinu Perziju) gdje su ostvarili izravan doticaj s Elamom i mezopotamskim civilizacijama. U najstarijim dijelovima Aveste javlja se tripartitna razredba svijeta što se povezuje s mitološkim vladarom Feredunom koji je Zemlju podijelio trima sinovima, dok se kasnije uvriježila podjela na sedam kružnih regija tj. kešvara. One su bile omeđene brazdama u obliku rijeka, gora i šuma, dok je središnja regija podrazumijevala Iran s dominirajućom planinom Harā bərəzaitī (Alborz). Koncept svijeta bio je kružnog oblika i u potpunosti omeđen planinskim lancem, plutao je na vodi odnosno bio natkriven kamenim nebom. Iako su stručnjaci ove geografsko-kozmografske koncepte prvotno povezivali s mezopotamskom mitologijom, danas je uvriježeno da se temelje na arijskom nasljeđu odnosno da su prisutni i indoeuropski elementi (npr. drvo života). Usprkos nekim kasnijim dijelovima Aveste poput Vendidada koji dijele Iran u 16 pokrajina stvorenih od Ahure Mazde ili detaljnih popisa upravnih jedinica iz drevne imperijalne epohe (6. st. pr. Kr. – 7. st.), koncept podjele svijeta na sedam kešvara zadržan je i tijekom ahemenidskog, partskog i sasanidskog razdoblja. U određenim slučajevima podjela se projicirala i na samo iransko carstvo o čemu svjedoče imenovanja sedam glavnih namjesnika od strane Darija I. Velikog i Darija II., sedam vladajućih partskih klanova, pisani dokumenti o diobi sasanidskog teritorija iz islamskog razdoblja, itd. Jedan od najvažnijih primarnih izvora za proučavanje drevne iranske geografije su i tisuće glinene pločice iz Perzepolisa koje zajedno s drugim ahemenidskim zapisima sadrže oko 750 toponima, no otegodne okolnosti su njihov administrativni karakter i nepotpun prijevod.
Za razliku od starih Grka koji su zamišljali da poznati svijet okružuje zajednički ocean, Iranci su istovremeno vjerovali da postoje dvije odvojene vodene mase – istočno more koje je uključivalo Perzijski zaljev i Crveno more, odnosno zapadno more tj. Sredozemlje. Istočni pomorski putevi bili su dobro poznati Irancima o čemu svjedoči Herodotov zapis u kojem Darije I. Veliki (522. – 486. pr. Kr.) zapošljava karijskog moreplovca Skilaka zbog istraživanja mora od Egipta do Inda, dok o važnosti pomorskog prometa govori i stela iz Sueza koja ovjerava Darijevu gradnju prvog Sueskog kanala. Svi ovi podatci upućuju kako je u starovjekovnom Iranu postojala geografska perspektiva u globalnim okvirima. Iranski koncept dvaju svjetskih mora kasnije je preuzet u Kuranu (Ar Rahman 19. – 22.), a islamski geografi i kartografi koristili su ga sve do 14. stoljeća.

### Ranoislamska geografija
U stručnoj literaturi ranoislamske geografije termin Iran rjeđe se pojavljuje s obzirom na to da su muslimanski geografi slijedili starogrčku tradiciju podjele svijeta na eklime tj. klime, a raspored se vršio prema geografskoj širini temeljem čega je Iran u geografskom smislu izgubio na jedinstvenosti u arapskim djelima. Ipak, takva preobrazba nije se odigrala brzo već postepeno o čemu svjedoče tragovi starovjekovnog iranskog koncepta organizacije svijeta u djelima određenih arapskih autora. Primjerice, Hamadani citirajući Madaenija (r. 752.) u svojim djelima spominje Erāk (arapski egzonim za Iran) kao jedinstveni entitet koji se proteže od Hita na Eufratu do Indije i Kine, a obuhvaća Raj, Horasan, Dejlam, Gilan, Džebal i Isfahan. Osim toga, Masudi u svom djelu „Zlatna polja i rudnici dragog kamenja” (arap. Murudž adh-dhahab va ma'adin al-džavhar, oko 950.) spominje sedam klima u sličnom kontekstu drevnim iranskim kešvarima. Prva klima pripisana Jupiteru podudarala se s Iranom i uključivala je Babilon (Babel) u Mezopotamiji, Horasan, Fars, Suzijanu (Ahvaz), Mosul i Mediju, no izuzimala je Dejlam koji je pripisan turkijskoj zemlji. Tragovi ovog koncepta mogu se pronaći i u Bakrijevim djelima iz 11. stoljeća, no niti jedan od navedenih autora nije poznavao ništa više od ograničenih administrativnih i pokrajinskih podjela odnosno islamskih mamlaka. Erāk (Iran) bio je ograničen na Mezopotamiju odnosno današnji Irak koji je bio sjedištem kalifata i razlikovalo ga se od Erāka al-Adžama („stranog Irana”), naziva koji se odnosio na žarište Iranske visoravni često imenovanog i kao Džebāl („planinska zemlja”) isključujući jug današnjeg Irana i Horasan. Naziv Īrān u djelima arapskih geografa očuvan je isključivo u obliku Īrānšaher, službenom i počasnom imenu koje je npr. Mukadasi pripisivao Nišapuru. Takav koncept pratili su i neki od perzijskih geografa pa se Iran kao toponim niti ne spominje npr. u „Granicama svijeta” (perz. Hodud al-Alam) iz 983. godine.

### Novovjekovna geografija
Nakon raspada kalifata odnosno mongolskih invazija koncem srednjeg vijeka, Iran se kao geografski koncept ponovo javlja u pisanim dokumentima što svjedoči kako je svijest o identitetu iranskog stanovništva bila prisutna tijekom ranoislamskog razdoblja. Jedno od takvih djela je Mustavfijev „Užitak srca” (arap. Nozhat al-Kolūb) iz 1340. godine u kojem se Iran pojavljuje kao jasan invidualizirani geografski pojam, bez obzira na to što je Iranskom visoravni i šire (Anatolija) vladala strana, mongolska dinastija Ilhanida. Istovremeno, arapski geograf Dimaški koji je pisao sredinom 1320-ih i dalje je ignorirao Iran kao specifični entitet i dijelio ga je u tri dijela. Nakon Mustavfija, Iran se kao specifična država u zapadnjačkoj i orijentalnoj geografiji kontinuirano javlja od safavidskog razdoblja nadalje.
Geografski prikazi u Europi su bili temeljeni prvenstveno na djelima putopisaca, ponekad uključujući i osnovne bilješke o zemlji. Iscrpan popis takvih djela s opisom fazi istraživanja i razvoja zabilježen je u „Istraživanju Perzije” (njem. Die Erforschung Persiens), djelu A. Gabriela iz 1952. godine. Početkom 17. stoljeća ti podatci prikupljeni su u sustavnom izvodu koji je tiskala izdavačka kuća Elzevir iz Nizozemske. Ova vrst enciklopedijskoj djela osim primarnih geografskih uključivala je i povijesne, etnografske, institucijske, političke i druge značajke o Iranu, a tiskana je redovno čak i tijekom 19. stoljeća. Novim podatcima doprinosili su razni autori koji su boravili u Iranu duže vrijeme (npr. J. E. Polak i S. G. W. Benjamin) ili su poslani na plaćena putovanja (npr. G. N. Curzon). Istovremeno, Iran je pronašao svoje mjesto u svim „općim geografijama” tiskanima u Zapadnom svijetu, među kojima su i iscrpna djela C. Rittera odnosno E. Reclusa. Opsežni radovi s tematikom geografije Irana i Afganistana javljaju se i u britanskim gazetteerima tj. geografskim leksikonima čiji su autori obavještajci iz Britanske Indije. Britanski veleposlanici također su sastavljali i detaljne izvještaje o geografskim značajkama pojedinih iranskih pokrajina, a takva tradicija nastavila se sve do kraja Drugog svjetskog rata kada se u „Mornaričkim obavještajnim priručnicima” (engl. Handbooks of Naval Intelligence) pojavljuju geografski opisi Irana iz suvremene znanstvene perspektive iako i dalje uz potpuno povijesna poglavlja. Ipak, u drugoj polovici 20. stoljeća počinju se tiskati i geografska djela s enciklopedijskim opisima kao što su „Iranska civilizacija” (fr. La civilisation iranienne) H. Masséa odnosno „Iran” U. Gehrkea i H. Mehnera.
U Iranu se tradicionalna geografska znanost razvijala istovremeno kada i u Europi odnosno od sredine 19. stoljeća kada su predavanja geografije uvedena u teheransko sveučilište Dar al-Fonun s ciljem postizanja administrativne dokumentacije i političke efikasnosti, prilikom čega su im pomagali europski (prvenstveno austrijski) stručnjaci. Neki od primjera većih svezaka geografskih tema iz navedene tradicije su „Opća geografija Irana” (perz. Džogrāfījā-je mufaṣal-e Irān) M. Kajhana iz 1932. odnosno „Geografski leksikon Irana” (perz. Farhang-e džogrāfījā-je Irān) H.-A. Razmare iz 1954. godine.

### Suvremena geografija
Korak prema naprednijoj znanstvenoj fazi analitičke geografije temeljene na dubljem poznavanju fizičke okoline, odnosu između čovjeka i prirode, te uzajamnih poveznica među raznim kategorijama prirodnih pojava, u Iranu se po prvi put pojavio u međuratnom razdoblju i to na osnovi zapadnjačkih znanstvenih metoda i teorija. Ranije, krajem 19. odnosno početkom 20. stoljeća, znanstvena istraživanja i promatranja u Iranu su prvenstveno vršena zbog političkih i pragmatičnih razloga, uglavnom zbog razgraničenja sa susjedima ili kombiniranih geološko-arheoloških istraživanja. Ova vrlo sadržajna vrst istraživanja znatno je proširila znanje o geografskim okvirima istočnog odnosno sjevernog i sjeverozapadnog dijela zemlje, no strani sveskovi naslovljeni „Geografijom” (primjerice engl. Geography F. J. Goldsmida ili fr. Études Géographiques J. Morgana) i dalje su se bavili uglavnom općenitim istraživanjima. Stoga, nalazi prikupljeni od strane S. A. Hedina tijekom njegovog velikog putovanja središnjim i jugoistočnim Iranom 1905. i 1906. godine bili su predstavljeni u obliku putopisa s opisima vezanim uz ceste, karte i panorame.
Nova epoha započinje 1934. godine radovima austrijskog geografa H. Bobeka koji je prvi izašao izvan okvira pukih putopisa i sustavno počeo obrađivati probleme fizičke geografije poput glaciologije, geomorfologije, geoloških razredbi po kvartarima, regionalne biogeografske i klimatskih klasifikacija, itd. Njegova istraživanja smatraju se ključnima za razvoj geografske znanosti o Iranu, a iscrpni kronološki popis njegovih publikacija nalazi se u djelima E. Ehlersa. H. Bobek također je počeo proučavati i humanističku geografiju Irana, a nakon Drugog svjetskog rata objavio je i prve značajne sinteze njegove kulturne geografije. Istovremeno, vrijedan znanstveno-istraživački opus o geografiji Irana objavili su i brojni drugi geografi kao npr. Nijemci K. Scharlau (od 1958.) i E. Ehlers, Francuzi X. de Planhol (od 1958.) i J. Dresch (od 1959., djelomično surađujući s M. Derruauom i C.-P. Péguyom), Talijan G. B. Castiglioni, Rus N. A. Gvozdetski, te Britanac J. I. Clarke. Njihov se rad aktivno nastavio tijekom idućih četvrt stoljeća u suradnji sa znanstvenicima raznih nacionalnosti, a nedugo kasnije uz raznovrsne geografske radove počelo je i tiskanje važnih regionalnih i urbanih monografija. Nakon nekoliko djelomičnih doprinosa u navedenoj sferi izdanih 1971. i 1975. godine, E. Ehlers je 1980. objavio opsežnu sintezu o Iranu naslovljenu „Iran: Opća regionalna geografija” (njem. Iran: Grundzüge einer geographischen Landeskundes, Wissenschaftliche Länderkunden) s iscrpnim popisom relevantne stručne literature na 53 stranice, koje se smatra revolucionarnim za potrebe suvremene znanstvene geografije. U međuvremenu je 1968. godine suradnjom više autora odnosno pod uredništvom W. B. Fishera objavljeno prvo izdanje Cambridge History of Iran koje je bilo pomalo užurbano organizirano i neujednačenog sadržaja. Iranska revolucija iz 1979. odnosno iračka agresija (1980. – 1988.) rezultirali su do obustave zapadnjačkog istraživačkog rada u Iranu na duže vrijeme, no situacija se počela popravljati 1990-ih kada je B. Hourcade u suradnji s drugim francuskim i iranskim socijalnim geografima izdao prvi tematski i višejezični „Atlas Irana” (fr. Atlas d'Iran). Kroz ovo razdoblje odnosno od 1977. godine nadalje redovito je izdavan i „Tübingerov atlas prednjeg Orijenta” (njem. Tübinger Atlas des Vorderen Orients) koji uključuje brojne analitičke karte od temeljne važnosti za geografiju Irana, kao i jezgrovite sinteze kulturne i političke geografije.
Sredinom 20. stoljeća u sklopu Teheranskog sveučilišta osnovana je i suvremena iranska geografska škola, zajedno s „Centrom za istraživanje sušnih područja” kojeg su vodili H. Bobek i drugi europski znanstvenici zaposleni u Iranu. Centar se ubrzo preinačio u „Geografski institut”, prvi takve vrste u zemlji. Godine 1973. u Teheranu je održan prvi kongres iranskih geografa na kojem su radove izlagali i mladi iranski znanstvenici s europskih sveučilišta. Nakon više uzastopnih neuspješnih pokušaja, u Mašhadu se od 1985. godine nadalje pod uredništvom M.-H. Papolija Jazdija počeo izdavati „Geografski časopis” (perz. Taḥkīkāt-e džogrāfījā) čiji je sadržaj akademskog i znanstvenog karaktera. Istovremeno, u Teheranu se od 1990. godine pod vodstvom „Državnog kartografskog zavoda” (perz. Sazman-e nakša-bardari-je kešvar) počelo tiskati i najvažnije kartografsko izdanje „Opći atlas Irana” (perz. Atlas-e meli-je Iran), a brojni školski i sveučilišni priručnici inspirirani suvremenom geografijom i zapadnjačkim publikacijama postali su rasprostranjeni među iranskom intelektualnom elitom.

## Kartografija Irana
Sinonimi za „kartu” u srednjoj epohi razvoja perzijskog jezika bili su ṣūrat („konfiguracija”), te povremeno i šakl („oblik”) rasm („crtež”) ili nakš („slika”). U suvremenom perzijskom nakša podrazumijeva kartu, a ponekad se koriste i tuđice ḵarīṭa iz arapskog odnosno harita iz suvremenog turskog jezika. Sadašnji perzijski pojam za kartografiju jest nakša-negārī.
Kartografija se najčešće definira kao „umjetnost i znanost slikovnog prikazivanja Zemljine površine”, no tijekom posljednjih desetljeća njeno značenje je prošireno. Primjerice, 1964. godine Britansko kartografsko društvo definira je kao „umjetnost, znanost i tehnologiju izrade karata, zajedno s proučavanjem metoda izrade istih”. U ovom konrekstu kartografija obuhvaća sve vrste karata i globusa koji prikazuju Zemlju, uključujući religijske karte, sva nebeska tijela, te astrološke dijagrame.

### Drevna kartografija
Babilonijska kartografija
Najstarija poznata topografska karta koji prikazuje dijelove iranskog teritorija je babilonijska glinena pločica iz 23. st. pr. Kr. pronađena u Nuziju na sjeveroistoku Mezopotamije. Radi se o relativno naprednoj slikovnoj karti koja prikazuje dva niza brežuljaka koji okružuju rijeke sastavljene od više usporednih linija. Pretpostavlja se da ta drevna karta prikazuje područje između Zagrosa i brdovitih terena koji se protežu kroz Kirkuk. Drugi babilonijski artefakt je slavna „Karta svijeta” iz kaldejskog razdoblja (oko 600. pr. Kr.) koja se čuva u Britanskom muzeju i prikazuje više gradova i mjesta starovjekovnog Irana. Sustavno proučavanje neba u kalendarske i astrološke svrhe vjerojatno je počelo još u najranijim razdobljima drevne mezopotamske povijesti odnosno prije više od 5000 godina u Sumeru, a astronomska dokumentacija izuzetne kvalitete i točnosti još je dan danas od velike vrijednosti za znanstvenike. Međutim, unatoč nekoliko spomenutih glinenih pločica relevantnih za kartografiju Irana, danas se vrlo malo zna o predislamskoj kartografiji u samom Iranu s obzirom na kroničan nedostatak pisanih dokumenata i arheoloških nalaza.
Grčko-rimska kartografija
Bogata grčko-rimska kartografija razvijana između 6. st. pr. Kr. i 2. stoljeća vrlo se vjerojatno koristila kartografskim tradicijama Starog Istoka, no danas nije moguće temeljito objasniti na koje su načine Perzijanci i Babilonci utjecali na stare Grke. Aristagora je oko 500. pr. Kr. posjedovao kartu s prikazanim regijama od Jonije do Perzije za koju se pretpostavlja da potječe od Anaksimandara (610. – 546. pr. Kr.), no velika je mogućnost da je mjere prometnica prikupio od Perzijanaca koji su se služili besprijekorno organiziranom Kraljevskom cestom.
Izvorne karte iz ovog razdoblja nisu sačuvane, no sudeći prema njihovim kasnijim rekonstrukcijama može se utvrditi da su mnogi kartografi poput Hekateja Milećanina (oko 500. pr. Kr.), Aristotelovog učenika Dikearha (kasno 4. st. pr. Kr.), Eratostena (3. st. pr. Kr.), Strabona (1. st.) i ostalih prikazivali Perzijski zaljev kao široki ili gotovo pravokutni zaljev odnosno Kaspijsko jezero kao duboki ili gotovo kružni zaljev, oba položena ili prema istoku karte ili nasuprotno prema jugu i sjeveru s račvanjem prema opkoljavajućem oceanu. Rijeke poput Eufrata, Tigrisa i Inda uvijek su vjerno prikazane, a Iranska visoravan položena u središtu karte često nije u razmjeru. Ipak, na nekim drugim prikazima poput Herodotove karte svijeta (5. st. pr. Kr.), Kaspijsko jezero nije zaljev već kopnom zatvorena vodena masa.
Rekonstruirane karte svijeta grčko-rimskih geografa:
- Anaksimandar
(rano 6. st. pr. Kr.)
- Hekatej Milećanin
(kasno 6. st. pr. Kr.)
- Herodot
(4. st. pr. Kr.)
- (engl.) Eratosten[75]
(3. st. pr. Kr.)
- (engl.) Strabon
(1. st.)

Ptolemejeva kartografija
Vjeruje se da izvorne karte iz Ptolemejevog vremena (2. st.) nisu sačuvane, no najstariji grčki kodeksi pojavljuju se u srednjovjekovnoj Europi kroz 12. i 13. stoljeće zajedno s kartama koje su rekonstruirane iz tih tekstova odnosno djelomično proizašle iz originalnih Ptolemejevih karata. Prvi latinski prijevod izvorno grčke „Geografije” dovršen je 1406. godine, a kopije drugih rukopisa pojavljuju se uglavnom tijekom prve polovice 15. stoljeća. „Geografija” se u tiskanom izdanju prvi put pojavila 1477. u Bologni, a nakon toga više od 50 izdanja na latinskom i drugim europskim jezicima tiskano je prvenstveno u Italiji i Njemačkoj sve do 1730-ih, zajedno s kopijama onih starijih.
Na svim Ptolemejevim kartama svijeta Perzijski zaljev (lat. Sinus Persicus) prikazan je u pravokutnom obliku i smješten na gotovo preciznoj geografskoj širini, a Kaspijsko jezero (lat. Mare Hyrcanum; „Hirkanijsko more”) prikazano je kao kopnom zatvorena vodena masa ovalnog oblika. Iran se na tim kartama nalazi na središtu, isto kao u ranijim grčkim prikazima. Velika peta regionalna karta Azije prikazuje Iran s njegovim prilično točnim planinama, rijekama, gradovima i drugim mjestima, dok šesta i sedma regionalna karta prikazuju Perzijski zaljev odnosno Kaspijsko jezero u cjelini. Ove karte isključivo su regionalnog karaktera i na njima se nalaze isključivo iranske pokrajine poput Asirije na sjeverozapadu, Suzijane na jugozapadu, Medije na sjeveru, Hirkanije na sjeveroistoku, Partije na istoku, Perzije na jugu, te Karmanije na jugoistoku. Godine 1548. talijanski kartograf G. Gastaldi u Veneciji je objavio prvi džepni atlas naslovljen „Geografija Klaudija Ptolemeja” (tal. La geografia di Claudio Ptolemeo Alessandrino) u kojem su spomenute regije objedinjene u iransko Partsko Carstvo imenovano pod „Nova karta Perzije” (lat. Persia Nova Tabula).
(lat.) Ptolemejeve regionalne karte:
- IV.Babilonija, Mezopotamija, Sirija, Palestina i Petra
- V. Asirija, Suzijana, Medija, Hirkanija, Partija i Perzija
- VI.Perzijski zaljev, Arabija i Karmanija
- VII.Kaspijsko jezero, Baktrija, Sogdijana, Margijana, Skitija i Saka
- IX.Arija, Arahozija, Drangijana i Gedrozija

### Srednjovjekovna europska kartografija
Srednjovjekovna europska kao i kasna bizantska kartografija ignorirali su Ptolemejeva djela i temeljili vlastite na ranijim kartografskim tradicijama. Iz ovog povijesnog razdoblja odnosno nakon 7. stoljeća sačuvano je više od tisuću karata svijeta, a Iran se na njima nalazi u središtu Azije i nerijetko je prekomjernih dimenzija. Većina ovih karata poznatih pod nazivom mappa mundi bile su tzv. „T-O tipa” i prikazivale su svijet kao kružnu ploču („O”) podijeljenu na tri dijela s „T” koji simbolizira tri glavne vodene mase: rijeke Don i Nil, te Sredozemno more. Ta tri dijela predstavljali su poznate kontinente: Aziju na gornjem dijelu odnosno Afriku i Europu na donjim dijelovima. Kao i u slučaju starogrčkih, Perzijski zaljev na srednjovjekovnim kartama prikazan je na desnoj strani, a Kaspijsko jezero kao drugi zaljev na lijevoj strani Azije, dok oba povezuje rubni ocean koji okružuje kopna.
Srednjovjekovne karte svijeta temeljene na gore navedenim kartografskim tradicijama uključuju radove sv. Izidora Seviljskog (7. st.), Henrika I. iz Mainza (12. st.), tzv. brevijarska i Ebstorfova, zatim Herefordska karta (13. st.), te one R. Higdena i P. Vescontea (14. st.). Osim navedenih, postoji i nekoliko karata uglavnom iz kasnog 14. i 15. stoljeća kao što su Katalonski atlas (1375.) i Fra Maurova karta (1459.) na kojima se Kaspijsko jezero prikazuje kao zatvorena vodena masa, što se pripisuje utjecaju obnovljenih radova iz Ptolemejevog vremena. Prikazani oblik jezera mnogo je precizniji stvarnom u odnosu na sve Ptolemejeve i europske karte do 1730-ih na kojima se Kaspijsko jezero prikazuje u ovalnom obliku.
Tabula Peutingeriana iz 12. ili ranog 13. stoljeća rađena na temelju rimskih modela iz 4. stoljeća prikazuje Iran (10. i 11. odlomak) s pripadajućim regijama Perzijom (Persida), Velikom Medijom (Media Maior), Partijom (Parria), te Kaspijskim jezerom i Perzijskim zaljevom zajedno s brojnim otocima. Šire geografsko područje koje obuhvaća navedene regije oslovljeno je kao Iran (Ariae). Udaljenost od Ekbatane (današnji Hamadan) do Inda izražena je u iranskim parasanzima (1 par. = 5,0 – 6,0 km) što je vjerojatno preuzeto iz seleukidskih putopisa (312. – 64. pr. Kr.).

### Ranoislamska iranska kartografija
Perzijski geografi bili su vodeći doprinositelji razvoja ranoislamske kartografije (8. – 14. st.). Brzo širenje islama između 621. i 750. godine stvorilo je golemo carstvo tj. kalifat u kojem je arapski bio službenim jezikom, a učenjaci iz svih regija bili su primorani koristiti arapski kao jezik sporazumijevanja (lingua franca) da bi mogli napredovati u struci. Ipak, djela na arapskom kasnije su prevođena na perzijski jezik, a na njemu su pisani i određeni izvornici. Perzijanci su zasigurno naslijedili neke karografske tradicije iz njihovog predislamskog razdoblja kao što je podjela naseljenog svijeta na sedam regija, kao suprotnost Ptolemejevim geoklimatskim zonama. Prva karta islamskog svijeta (danas neočuvana) napravljena je 702. godine za istočnog guvernera Hadžadža, a prikazuje iranski Dejlam uz južnu kaspijsku obalu. Godine 707. dotični je guverner naručio i kartu šireg područja Buhare kako bi mu pomogla u opsadi tog grada. Perzijanac Fazari, poznati astronom iz Bagdada, u 8. stoljeću prva je osoba u islamskom svijetu koja je izradila astrolab.
Abasidski kalifi Harun al-Rašid i njegov sin Mamun ostali su upamćeni kao pokrovitelji znanosti, a za vrijeme vladavine potonjeg (813. – 833.) u Bagdadu je osnovana „Kuća mudrosti” (arap. Bajt al-Ḥikma) po uzoru na starovjekovno iransko sveučilište u Gondešapuru. U toj bagdadskoj školi napravljena je prva sačuvana karta islamskog svijeta (arap. al-Ṣūrat al-maʾmūnīja; „Mamunova karta”) koji je prema Masudiju (896. – 956.) prikazivao svijet u njegovim sferama, zvijezde, kopna i mora, naseljene i nenaseljene regije, narode i plemena, te manja naselja i gradove. Prema svim kriterijima ova je karta bila naprednija od svih ranijih uključujući Prolemejeve i Marinove radove. Ibn Hordadbe, jedan od najranijih perzijskih geografa, godine 846. objavio je svoje glavno djelo „Knjiga cesta i kraljevstva” (arap. Kitāb al-masālek va’l mamālik) koje se smatra temeljem za kasniju Balhijevu školu geografije. Musa Hvarizmi (780. – 847.) bio je nadahnut grčkom kartografijom što se očituje u njegovom geografskom djelu „Knjiga prikaza Zemlje” (arap. Kitāb ṣūrat al-arż) koje je sastavljeno na temelju Ptolemejevih geoklimatskih zona. Njegov rad zasigurno je bio popraćen regionalnim kartama za svaku od navedenih zona, no niti jedno od njih nije sačuvano. Takve karte mogu se nazvati grčko-islamskom tradicijom u kartografiji, ali razlikuju se od Ptolemejevih prema više čimbenika; npr. njihovim projekcijama i klimatskim podjelama.
U 10. stoljeću osnovana je prva islamska geografsko-kartografska škola koja se uglavnom temeljila na grčkim tradicijama, a jedini poznati rad proizašao iz iste jest sažetak perzijskog geografa Sohraba (10. st.) u njegovom djelu „Čuda sedam klima i krajnjih staništa” (arap. Ajāʾeb al-akālīm al-saba). Istovremeno, Abu Zajd Balhi (849. – 934.) pokrenuo je novu kartografsku tradiciju koja je duboko utjecala na kasniju kartografiju i postala je popularnim stilom u islamskom svijetu. Njegovo geografsko djelo „Regionalni oblici” (arap. Ṣovar al-akālīm) temelji se na drevnoj iranskoj tradiciji podjele svijeta na sedam regija zvanih kešvarima odnosno suprotnost je Ptolemejevim geoklimatskim zonama, a smatra se osobnim opisom regionalnih karata zajedno s njihovim granicama, važnim gradovima, rijekama, planinama i cestama. Također, ono uključuje i karte Indijskog oceana, Sredozemnog mora, Kaspijskog jezera, te kartu svijeta s Mekom u središtu. Balhijeve karte i geografska djela danas nisu sačuvana, no najslavniji perzijski kartograf ranoislamskog razdoblja Istahri (u. 957.) uključio je njegove rasprave u svoj rad „Knjiga tradicija zemalja” (arap. Kitāb al-masālik va’l-mamālik) zajedno s unaprijeđenim kartama. Istahri je iscrtao kartu svijeta i dvadeset regionalnih karata u boji koji su očuvani do danas. Drugi vodeći učenjak iz Balhijeve škole bio je Ibn Havkal koji je proputovao veći dio islamskog svijeta prilikom čega je susreo Istahrija i preradio neke njegove karte na zahtjev. Njegov opus sastoji se od djela „Knjiga prikaza Zemlje” (arap. Kitāb ṣūrat al-arzµ) u kojem se nalaze 22 karte, uključujući jednu kartu svijeta. Neka od najznačajnijih imena perzijskih geografa i kartografa iz ovog razdoblja uključuju Džajhanija (oko 930.) koji je bio vezir Samanida u Horasanu i autor „Oblika svijeta” (arap. Aškāl al-ʿālam) sastavljenog od više karata u boji, Ibn Fakiha Hamadanija (rano 10. st.) koji je autor „Knjige zemalja” (arap. Kitāb al-boldān), te astronoma Azofija iz Raja (903. – 986.) koji je autor „Knjige prikaza fiksnih zvijezda” (arap. Ṣuvar al-kavākib al-ṯābita). Nepoznati perzijski autor koji je 982. godine sastavio „Granice svijeta” (arap. Ḥodūd al-ʿālam) služio se unaprijeđenim kartama Hazena (u. 970.) koje nisu sačuvane.
Biruni (973. – 1050.) je vjerovao da su kopnene mase okružene zajedničkim oceanom i da je Indijski ocean povezan s Atlantskim preko stanovitih kanala južno od tzv. Mjesečevih planina koje su tradicionalno smatrane izvorom Nila. Stoga, na njegovoj karti Ptolemejeva terra incognita („nepoznata zemlja”) bila je zamijenjena morem koje je zauzimalo većinu južnih krajeva, a Afrika je postala manjih dimenzija. Iranske religijske karte namijenjene kibli i hadžu zajedno s kozmografijom također su bili razvijani tijekom 12. stoljeća; jedan od ranih zvjezdanih globusa kojeg je izradio Zaman (1140.) danas se čuva u Iranskom nacionalnom muzeju u Teheranu.
Iako je ranoislamska iranska kartografija prema svemu sudeći doživjela vrhunac u 13. stoljeću tj. neposredno prije razarajuće mongolske invazije, nekoliko značajnih kartografa zabilježeno je i krajem 14. stoljeća. Kazvini (1203. – 1283.) je sastavio „Čudesna stvorenja i pojave” (arap. Adžāʾeb al-maḵlūkāt va ḡarāʾeb al-mavdžūdāt) i „Spomenici zemalja i narodne tradicije” (arap. Āṯār al-belād va aḵbār al-ʿebād), a njegova karta svijeta slijedi tradiciju Balhijeve škole iako je zadržala i neke elemente iz grčko-islamske tradicije. Primjerice, prema Balhijevoj tradiciji opkoljavajući ocean povezuje dva glavna mora (Indijski ocean i Sredozemno more), no okružen je legendarnom planinom Kaf koja predstavlja tradicionalnu grčku terru incognitu. Godine 1256. Tusi (1201. – 1274.) je ušao u službu ilhanidskog Hulagu-hana i osnovao je glavnu zvjezdarnicu u Maragi (južno od Tabriza), te napisao „Ilhanidske zvijezde” (Zīdž-e īl-ḵānī) na perzijskom jeziku. Također, u svojoj zvjezdarnici školovao je brojne učenjake među kojima je bio i Širazi (1236. – 1311.) poznat po nastavku Tusijevih istraživanja nakon njegove smrti.
H. Mustavfi (1281. – 1349.), autor „Užitka srca” (arap. Nozhat al-Kolūb) iz 1340. godine, u islamsku kartografiju uveo je kvadrangulaciju služeći se mrežom horizontalnih i vertikalnih linija (sličnim geografskim širinama i dužinama Merkatorove projekcije iz 16. stoljeća) za određivanje geografskih položaja. Ova nova praska ima određenih sličnosti s kineskim rasterskim sustavom koji je korišten za određivanje udaljenosti, na temelju kojih I. J. Kračkovski tvrdi da su perzijski kartografi utjecali na kinesku kartografiju preko Mongolije. Mustavfijeva karta naseljenog svijeta podijeljena je u 18 jednakih geografskih dužina odnosno osam širina koje su poslagane u kvadrate, a svaki među njima predstavlja 10° x 10°. Mustavfi je također izradio i veliki prikaz Irana čiji kvadrati predstavljaju 1° x 1°, a K. Miller naziva ga „Kartom Irana” (njem. Irankarte). S druge strane, određeni izvori tvrde da je Bakran prethodio Mustavfiju u korištenju kvadrangulacije u njegovoj „Knjizi svijeta” (perz. Džahānnemā) iz 1208. godine. Hafez Abru (u. 1430.) također je koristio mrežni sustav u svojim kartama, a opus je upotpunio opsežnim ali nedovršenim i neimenovanim djelom kasnije naslovljenog „Knjigom geografije” (perz. Ketāb-e džoḡrāfījā) koja uključuje brojne karte i smatra se prijevodom ranijih arapskih radova. Olog-beg (1394. – 1449.), Timurov unuk koji je postao vladarom 1446. godine, približno 25 godina prije svoje krunidbe dao je u prijestolnici Samarkandu izgraditi zvjezdarnicu koja je upošljavala brojne poznate astronome i znanstvenike. Izradom crteža temeljenih na astronomskim katalozima Tusija i njegovim osobnim promatranjima, Olog-beg i njegov znanstveni tim izradili su „Olog-begove zvijezde” (perz. Zīdž-e Oloḡ Beg) kojeg se smatra naprednim astronomskim priručnikom. Prilikom istraživanja, otkrili su i veliki broj pogrešaka u Ptolemejevim proračunima kojima su se i dalje služili astronomi njihova vremena.
| (arap.) Ibn Havkalovakarta svijeta (10. st.)  |  | (arap.) Ibn Havkalovakarta svijeta (10. st.)                                |
| (arap.) Ibn Havkalova karta svijeta (10. st.) |  | (arap.) Idrisijeva karta svijeta iz 12. st. (orijentirana jugom prema gore) |

Tijekom stoljetnog razvoja islamske kartografije, kartografi iz ostalih islamskih zemalja uvijek su uključivali Iran ili njegove regije u svojim kartama. Jedan od takvih primjera je „Razonoda onima koji čeznu da obiđu svijet” (arap. Nozhat al-moštāk fī eḵterāk al-āfāk), djelo Idrisija (1100. – 1165.) koje se smatra vrhuncem grčko-islamske tradicije u kartografiji. Njegovi prikazi Irana na karti svijeta podijeljene na 70 dijelova bili su precizniji od bilo koje europske karte što se posebno odnosi na veličinu teritorija i oblik Perzijskog zaljeva. Islamska kartografija i znanost općenito doživljavaju nagli pad nakon dviju razarajućih mongolskih invazija Džingis-kana i Timura koncem srednjeg vijeka, a taj negativni trend koincidira s renesansom u Europi gdje se rekonstruiraju Ptolemejeve karte odnosno razdobljem velikih geografskih otrkića. Na osnovu takvog razvoja događaja islamska kartografija postepeno gubi na originalnosti i dolazi pod utjecaj europske kartografije. Interes Safavida (1501. – 1732.) i kasnijih iranskih dinastija za kartografiju sve do reformi početkom 20. stoljeća prema svemu sudeći bio je ograničen na karte vojnog i religijskog karaktera. Također, sredinom 18. stoljeća inicijativom Nader-šaha javljaju se i prva katastarska mjerenja odnosno zemljišne knjige poznate kao Rakabat-e Nāderi. Iz novovjekovnog razdoblja islamske kartografije najvažniji perzijski predstavnik je Isfahani (u. 1651.), autor djela „Istinski mučenik” (perz. Šāhed-e ṣādek) poznatog i kao „Perzijski atlas” (engl. The Persian Atlas) koji uključuje kartu svijeta i 32 regionalne karte. Drugi značajni islamski predstavnik relevantan za kartografiju Irana bio je I. Motafareka (1670. – 1745.), osmanlijski diplomat i geograf mađarskog podrijetla koji je iscrtao kartu Irana s turskim opisom i izdao ga 1729. godine u Istanbulu. Smatra se da je riječ o kopiji J. Homannove karte Irana naslovljene kao „Perzijsko Carstvo” (lat. Imperii Persici) objavljene u njegovom „Atlasu svijeta” (engl. World Atlas) iz 1725. godine.

### Novovjekovna europska kartografija
Svi europski globusi, karte svijeta ili regionalne karte Zapadne Azije uvijek su uključivali Iran ili njegov zapadnjački egzonim Perziju kao jednu od glavnih država svijeta. Najvažnija središta proizvodnje karata relevantnih za kartografiju Irana između 16. i 18. stoljeća bili su Belgija, Nizozemska, Francuska, Njemačka, Engleska, Italija i Rusija.
A. Ortelius (1527. – 1598.) u Antwerpenu je 1570. godine objavio „Teatar svijeta” (lat. Theatrum Orbis Terrarum) koji sadrži zasebnu kartu Irana što je prvi takav slučaj u Europi poslije kopija Ptolemejevih radova. U tom jednolikom atlasu svijeta Iran je imenovan kao „Perzija ili kraljevstvo mudrih” (lat. Persici Sive Sophorum Regni Typus) što se temelji na ondašnjem geografskom znanju. Na poleđini karte Perzijanci su opisani kao „prirodno gospodski i dostojanstven narod, vrlo uglađen i velikodušan, koji obožava učenje i znanost”. Ista karta pojavljuje se u svim kasnijim izdanjima Theatruma do 1612. godine. A. Ortelius također je 1577. godine izdao i džepni atlas poznat kao „Sažetak Teatra svijeta” (fr. L'Epitome Du Theatre De L'Univers) koji sadrži malu kartu Irana, a tiskan je sve do 1724. godine. Iste godine G. de Jode (1509. – 1591.) u Antwerpenu izdaje „Prvu kartu Azije” (lat. Prime Partos Asia), kopiju rada G. Gastaldija s Iranom u prvom planu. U atlasu G. Mercatora (1512. – 1594.) nova karta Irana prvi se put pojavila u izdanju J. Hondiusa iz 1606. godine, a njegovi dopunjeni primjerci uključeni su u Mercatorove atlase koje je nakon 1636. izdavao J. Janssonius.
Blaeuova tiskara u Amsterdamu je 1629. godine objavila mali atlas s 57 karata, uključujući i jednu Irana. Rad J. Blaeua kulminirao je 1662. godine kada je objavio „Veliki atlas” (lat. Atlas Maior) u 9 – 12 svezaka koji je uključivao približno 600 karata, a smatra ga se najskupljim tiskanim djelom 17. stoljeća. U navedenom atlasu (IX. ili XI. svezak; ovisno o izdanju) nalazi se i izvrsna karta Irana s dekorativnim amblemom koji prikazuje tri lika za koje se pretpostavlja da je riječ o Abasu I. Velikom i dvojici njegovih vojnika.
- (lat.) Persici Sive Sophorum Regni Typus
(A. Ortelius, 1570.)
- (lat.) Persia
(A. Ortelius, reizdanje „Sažetka” iz 1603.)
- (lat.) Prime Partos Asia
(G. de Jode, 1577.)
- (lat.) Persici vel Sophorum Regni Typus
(J. Janssonius, 1636.)
- (lat.) Persia
(J. Janssonius prema J. Blaeuu, 1666.)

Prema svemu sudeći, poboljšanja predstavljena u djelu A. Oleariusa (r. Ölschläger, njemačkog putopisca i diplomata, 1599. – 1671.) naslovljenom „Nove granice Perzije” (lat. Nova Delineatio Persiae et Confiniorum) iz 1646. godine ili novi povijesno-geografski podatci E. Kaempfera (1651. – 1716.) nisu utjecali na velike kartografe njihovog vremena kao što je to slučaj s primjerice kartom Irana F. de Wita (1610. – 1698.) iz kasnog 17. stoljeća koja je vrlo slična Blaeuovoj karti. S obzirom na to da je u tom razdoblju bio običaj da kartografi kupuju radove njihovih prethodnika i tiskaju ih uz manje izmjene pod vlastitim imenom, vjeruje se da je de Wit upravo to učinio s Blaeuovim bakrorezima. Stoga, razne karte Irana koje su izrađivali Mercator, Hondius, Janssonius, Blaeu, de Wit i neki drugi nizozemski kartografi može se praktički smatrati jednom originalnom kartom s manjim izmjenama i dopunama. Na njihovim kartama zapadne granice Irana najčešće su prikazane točkastom linijom dok istočne nisu označene što ukazuje da vjerojatno nisu bile poznate kartografima. Ipak, neki od njih nasumice su bojali određene rijeke prikazivajući ih istočnim granicama, no takva proizvoljna razgraničenja nemaju povijesnih osnova.
Karte Irana izrađivali su i brojni drugi nizozemski kartografi 17. i ranog 18. stoljeća među kojima su i P. Schenk stariji (1645. – 1715.), P. van der Aa (1659. – 1733.), braća R. Ottens (1698. – 1750.) i J. Ottens (1704. – 1765.), te I. Tirion (1705. – 1765.). U svoju veliku seriju knjiga o gradovima svijeta iz 1657. godine, J. Janssonius je uključio safavidsku prijestolnicu Isfahan u obliku panoramske karte. Također, van der Aa u Leidenu je 1719. na temelju djela A. Oleariusa tiskao veliki broj karata iranskih gradova kao što su Ardabil, Sultanija, Kom, Kašan, Isfahan, Gomron (Bandar Abas), itd.
- (lat.) Persia; Media
(M. Quad, 1602.)
- (lat.) Asia Nova Descriptio
(J. Hondius, 1610.)
- (lat.) Regnum Persicum
(R. i J. Ottens, 1730.)
- Globus
J. Blaeua (17. st.)
- Panorama Isfahana
(A. Olearius, 1656.)

N. Sanson (1600. – 1667.) pokrenuo je slavnu kartografsku školu u Francuskoj koja je ubrzo postala središtem izrade karata na uštrb Belgije i Nizozemske, a održala se do kasnog 18. stoljeća. U svoj veliki atlas „Opće karte svih dijelova svijeta” (fr. Cartes generales de toutes les parties du monde) objavljen u Parizu 1658. godine, Sanson je uključio i kartu Irana. J. B. B. d’Anville (1697. – 1782.) je iscrtao poboljšanu kartu Perzijskog zaljeva 1758. godine služeći se pritom novim britanskim istraživanjima i podatcima koje je E. Kaempfer prikupio još 1712. godine. Također, godine 1754. izradio je i kartu Kaspijskog jezera, a četrdesetak godina kasnije i kartu Irana. Brojni drugi francuski kartografi također su izrađivali karte Irana, a najpoznatiji među njima su P. Duval (1618. – 1683.), N. de Fer (1646. – 1720.), G. Delisle (1675. – 1726.), G.-L. Le Rouge (1707. – 1790.), G. R. de Vaugondy (1688. – 1766.) i R. Bonne (1727. – 1795.).
Njemački kartografi bili su prvi u Europi koji su prepoznali udomaćeni naziv Iran i koristili ga umjesto egzonima Perzije kao u ranijim slučajevima. Godine 1740. nepoznati je autor tiskao kartu pod imenom „Timuridsko Carstvo 1405.” (lat. Imperium Timuri 1405) na kojem je carstvo imenovano isključivo kao Iran. Neki drugi njemački kartografi svjesni endonima zemlje na svojim su kartama tiskali su oba pojma – Iran i Perziju. Primjerice, karta C. C. F. Radefelda (1788. – 1874.) iz Meyerovog „Velikog priručnog atlasa” (njem. Grosse Hand-Atlas, 1846.) kao i ona H. Habenichta (1844. – 1917.) iz Stielerovog „Priručnog atlasa” (njem. Hand-Atlas, 1882.) nose naziv Iran u naslovu, a Perzija se nalazi na amblemu tih karata. J. B. Homann (1663. – 1724.) i njegov takmac M. Seutter (1678. – 1757.) također su izrađivali iscrpne i dotjerane karte Irana koje prikazuju njegove pokrajine i Kaspijsko jezero približno u pravilnom obliku, a temeljili su se na novim istraživanjima iz 1720. godine. A. Olearius putovao je safavidskim Iranom između 1635. i 1639. predvodeći trgovačko izaslanstvo svog Schleswig-Holsteina, a prilikom putovanja naučio je perzijski jezik i preveo Sadijev Golestan na njemački. Također, godine 1646. izradio je i vrlo preciznu „Novu kartu Irana” i okolnih regija služeći se bakrorezom veličine 52 x 38,5 cm. Ova karta vjerno prikazuje planine i rijeke Irana, a Kaspijsko jezero je više pravokutnog nego ovalnog oblika kakvim se ranije često pogrešno prikazivao. Na njemu se nalaze i imena brojnih iranskih gradova kao što su Tabriz, Ardabil, Kazvin i Hamadan.
- (lat.) Expeditionis Alexandri Magni (P. Duval, 1654.)
- (fr.) Carte de Perse
(G. Delisle, 1724.)
- (fr.) Empire de Perse
(G. R. de Vaugondy, 1753.)
- (fr.) Carte de l'Empire de Perse (R. Bonne, 1787.)
- (lat.) Imperii Persici
(J. B. Homann, cca 1715.)

Kartografija u Britaniji teško je pratila korak s onima u drugim europskim zemljama sve do konca 18. stoljeća kada Britansko Carstvo postaje vodeća pomorska i trgovačka sila, a geopolitički uspon implicirao je naglim napretkom i doprinosima na polju kartografije u čemu se posebno istaknuo njihov Hidrografski ured (engl. Trigonometrical/Ordinance and Admiralty Hydrographic Office ili UKHO). Iako je britanski opus u izradi karata Irana do 1800. godine bio vrlo ograničen, postoji više istaknutih imena. J. Speed (1552. – 1629.) je veliku kartu Irana 1627. godine uključio u prvi engleski atlas svijeta naslovljen kao „Prikazi najslavnijih dijelova svijeta” (engl. The Prospect of the Most Famous Parts of the World). Iran je na karti imenovan kao „Perzijsko kraljevstvo” (engl. The Kingdom of Persia), a na obrubu su priložene panorame četiriju iranskih gradova i osam etnoloških ilustracija narodne nošnje. J. Seller (u. 1697.) u svoj „Mali atlas” (engl. Atlas Minimus) iz 1679. priložio je i malenu kartu Irana. Među ostale engleske kartografe iz ovog razdoblja koji su izrađivali karte Irana spadaju R. Blome (u. 1705.), R. Morden (u. 1703.), H. Moll (rođeni Nijemac ili Nizozemac, u. 1732.), E. Bowen (1720. – 1767.) i T. Kitchin (1718. – 1784.).
Među kartografe ostalih zemalja koji su izrađivali karte Irana spadaju prvenstveno Talijani i Rusi. Neki od značajnih Talijana su G. Cantelli (1643. – 1695.), G. G. Rossi (1627. – 1691.) i A. Zatta (kasno 18. st.). Ruske su vlasti zaposlile nekoliko nizozemskih kartografa kao što je kapetan K. van Verden poznat po istraživanju i izradi karata Kaspijskog jezera i okolnih područja od 1720. godine nadalje.
- (engl.) Persia
(H. Moll, 1720.)
- (engl.) Persia
(E. Bowen, 1747.)
- (engl.) Part of the Persian Empire (E. Bowen, 1750.)
- (engl.) Persia
(T. Kitchin, 1787.)
- (fr.)(rus.) Kaspijsko jezero
(K. van Verden, 1721.)

### Suvremena kartografija
Suvremena epoha u kartografiji Irana započinje u ranom 19. stoljeću, a ishodom je novih europskih istraživanja, brojnih ekspedicija i putopisa koji uključuju stotine detaljnih cesta i regionalnih karata. Vodeća europska zemlja u kartografiji Irana prvotno je bila Francuska zbog naslijeđa Sansonove škole i njenog imperijalnog uspona krajem 18. stoljeća, no kasnije su primat preuzele kolonijalne sile Britanskog i Ruskog Carstva koje su redovito vodile i ratove s Iranom u Perzijskom zaljevu i Afganistanu odnosno Horasanu i Kavkazu. Značajan opus također su ostavile Njemačka i Sjedinjene Države čije se kartografije Irana uglavnom temelje na ruskoj odnosno britanskoj. Također, razvojem snažne geografske škole u Teheranu od sredine 19. stoljeća značajno kartografsko središte postaje i sam Iran.
Suvremena zapadnjačka kartografija
Francuz P. A. Jaubert (1779. – 1847.), član Gardaneovog poslanstva Napoleona Bonapartea na dvor Fateha Ali-šaha (vl. 1794. – 1844.), sastavio je novu kartu Irana koji je priložio u svoju knjigu „Putovanje Armenijom i Perzijom...“ (fr. Voyage en Arménie et en Perse...). Nekolicina drugih francuskih kartografa također je izrađivala karte Irana, a među njima se ističu J. P. Ferrier (1811. – 1886.) i A. M. Perrot (1793. – 1879.).
Ruska ekspedicija predvođena N. V. Hanikovom proputovala je sjeverozapadnim iranskim regijama između 1851. i 1855. odnosno Horasanom tijekom 1858. i 1859. godine, a njihov istraživački materijal poslužio je njemačkim kartografima poput H. Kieperta i J. Sulzera. Između 1886. i 1889. godine pod nadzorom J. I. Stebnitskog u Tbilisiju je na 14 listova objavljena velika karta Irana i okolnih zemalja u mjerilu 1:840.000. Ova karta obuhvaćala je svu poznatu građu tog vremena i bila je daleko naprednija od svih ostalih. Godine 1911. u Moskvi je tiskana i „Shematska karta Perzije“ (rus. Šematičeskaja karta Persij) koju je izradio N. P. Passek, ruski konzul u Bušeheru. Karta se sastoji od dvodjelnog lista veličine 117 x 75 cm odnosno u mjerilu 1:1.700.000, a na njemu su strogim crvenim linijama označene sjeverna ruska odnosno južna britanska zona gospodarskog utjecaja.
Njemački doprinosi kartografiji Irana djelomično se temelje na ruskim i britanskim istraživanjima. Primjerice, na temelju ruskih istraživanja predvođenih N. V. Hanikovom, J. Sulzer je 1860. godine u Berlinu sastavio kartu „Ruske znanstvene ekspedicije u Horasanu“ (mj. 1:3.350.000) dok je dvije godine kasnije H. Kiepert (1818. – 1899.) u istom gradu objavio novu kartu iranske regije Azarbajdžan u mjerilu 1:800.000. Kiepert je također iscrtao i kartu Irana koja je uključena u Ritterov „Atlas Azije“ (njem. Atlas von Asien) izdan 1852. godine u Berlinu. Jedna od detaljnih i praktičnih karata bila je i Grässlova „Nova specijalizirana karta Perzije” (njem. Neuste Spezialkarte von Persien) iz Meyerovog „Priručnog atlasa” (njem. Hand-Atlasa) tiskanog u Leipzigu 1855. godine. Tijekom Drugog svjetskog rata u Njemačkoj je izrađena i velika karta Irana u mjerilu 1:200.000 koja je uglavnom rađena prema podatcima britanske „Državne izmjere Indije” (engl. Survey of India), ali je revidirana i tiskana 1941. i 1942. godine.
| (njem.) Neuste Spezialkarte von Persien (J. Grässl, 1855.) |  | (njem.) Neuste Spezialkarte von Persien (J. Grässl, 1855.) |
| (njem.) Neuste Spezialkarte von Persien (J. Grässl, 1855.) |  | (njem.) Iran & Turan (A. Stieler, 1891.)                   |

Opsežna istraživanja obale i otoka Perzijskog zaljeva između 1820. i 1829. godine proveo je britanski Bombay Marine (indijski ogranak kraljevske ratne mornarice) i rezultirao izradom 31 karte i lučkih nacrta poznatih kao „Istočnoindijske karte Perzijskog zaljeva” (engl. East India Company Charts of the Persian Gulf). Ove su karte bile popraćene tekstualnim opisima i obojenim prikazima priobalja. Tijekom 19. stoljeća brojni britanski kartografi izrađivali su nove karte Irana i Perzijskog zaljeva, a najpoznatiji među njima su J. Cary (1754. – 1835.), A. Arrowsmith (1750. – 1823.), D. Lizars (1754. – 1812.), J. Pinkerton (1758. – 1826.), J. Thomson (1777. – 1840.), J. Tallis (1816. – 1876.), braća W. Johnston i A. K. Johnston stariji (od 1825.), te kartografsko društvo Laurie & Whittle (od 1795. do konca 19. st.).
Godine 1813. A. Arrowsmith je objavio veliku dvostranu kartu Irana dimenzija 200 x 130 cm koju je izradio sir J. M. Kinneir. Obavještajni ogranak Ratnog ureda (engl. War Office) iz Londona je 1886. godine izradio detaljnu i sveobuhvatnu „Kartu Perzije” (engl. Map of Persia) u mjerilu 1:1.013.760 sastavljenu od šest listova dimenzija 61 x 91 cm. Ova karta prvotno je bila lošija u odnosu na istovjetnu rusku kartu koju je izradio J. I. Stebnitski, no 1891. godine je prerađena i poboljšana zahvaljujući novim materijalima prikupljenim od strane „Državne izmjere Indije” (engl. Survey of India). Godine 1898. istu je kartu nadopunio „Kartografski ured Simla” (engl. Simla Drawing Office) iz navedene organizacije i tiskana je u Dehradunu.
Neke od najpreciznijih britanskih karata Irana s konca 19. stoljeća izrađenih za britansko Kraljevsko geografsko društvo su „Karta Horasana“ (engl. Map of Khorasan) tiskana 1881. od strane potporučnika C. E. Stewarta i „Karun s pritocima“ (engl. The Karun River and Branches) koju su 1890. godine prema podatcima pukovnika Chesneyja, poručnika Selbya i satnika Clementsa sastavili braća W. Johnston i A. K. Johnston. Kraljevsko geografsko društvo u Londonu je 1892. godine izdalo novu kartu (mj. 1:3,810.000; dim. 62,5 x 51,5 cm) koju je izradio W. J. Turner pod nadzorom G. N. Curzona, na temelju čega je poznata kao „Curzonova karta Perzije” (engl. Curzon map of Persia). Najveća karta Irana objavljena od strane Državne izmjere Indije pojavila se 1941. i 1942. godine tijekom Drugog svjetskog rata i to u mjerilu 1:50.000 na listovima veličine 40 x 40 cm. Ova golema karta koja je poboljšana i ponovo tiskana 1962. godine od strane Ratnog ureda i Ministarstva ratnog zrakoplovstva u Londonu ostala je najveća i najdetaljnija karta Irana sve do 1992. kada je iranski Državni kartografski zavod (perz. Sāzmān-e nakša-bardārī-je kešvar) u Teheranu izdao još veću kartu u mjerilu 1:25.000.
Nekoliko američkih kartografa bilo je aktivno u izradi karata Irana prije Drugog svjetskog rata među kojima se ističe S. A. Mitchell (1792. – 1868.) koji je svoju kartu objavio 1860. godine, a kasnije su izdavane njene nadopunjene inačice. Od 1941. godine nadalje broj američkih kartografa na tom području izrade u naglom je porastu: Američka vojna kartografska služba (United States Army Map Service) je 1943. sastavila „Iran: specijalna strateška karta“ (engl. Iran: Special Strategic Map), vojnu vrst karte u mjerilu 1:4.000.000 odnosno veličine listova 53 x 44 cm, a 1961. godine nastala je i zajednička karta Irana i Iraka u mjerilu 1:100.000 odnosno veličine listova 56 x 46 cm. CIA je također izdala dvije važne karte: prvu 1978. godine u mjerilu 1:4.000.000, a dvije godine kasnije zajedničku kartu Irana i Iraka u mjerilu 1:670.000.
- (engl.) A New Map of Persia
(J. Cary, 1801.)
- (engl.) Persia
(J. Thomson, 1814.)
- (engl.) Persia
(J. Pinkerton, 1818.)
- (engl.) Persia (S. A. Mitchell, reizdanje iz 1872.)
- (engl.) Persia (W. i A. K. Johnston, r. iz 1895.)

U 20. stoljeću dva su događaja uvjetovala na imenovanje Irana na zapadnjačkim kartama. Godine 1935. vladar Reza-šah Pahlavi službeno je zatražio od Zapada i ostatka svijeta da njihov egzonim Perziju zamijene endonimom Iran, a 1949. godine njegov sin M. Reza Pahlavi prihvatio je da se u zapadnom svijetu ravnopravno koriste oba naziva. Stoga, od 1935. godine na većini zapadnjačkih karata pojavljuje se naziv Iran dok se u nekim slučajevima pojavljuju i oba imena. Nakon Drugog svjetskog rata odnosno usponom arapskog nacionalizma u regiji, zemlje arapskog svijeta Perzijski zaljev počinju oslovljavati Arapskim u čemu ih slijedi i manji broj geografsko-kartografskih institucija u Zapadnom svijetu. Iako je iranska vlada prosvjedovala zbog ovog čina, u određenim izdanjima posvojni pridjev perzijski je izostavljen pa se primjerice u The Times Atlasu pojavjuje imenovan samo kao „Zaljev” (engl. The Gulf), no povijesni pojam „Perzijski zaljev“ ipak je ostao nedirnut u većini renomiranih izdanja kao npr. National Geographic Atlasu.
Suvremena iranska kartografija
Tijekom 19. i početkom 20. stoljeća, na temelju europskih radova i vlastitih geografskih istraživanja, nekoliko iranskih kartografa izradilo je niz karata koji uz perzijski kao primarni ponekad uključuju i francuski ili engleski kao sekundarni jezik. Primjerice, H. M. H. Fasai je 1857. godine na perzijskom i francuskom jeziku izradio topografsku kartu koja je 1876. predstavljena Nasrudin-šahu (vl. 1848. – 1896.) odnosno na temelju koje je isti vladar dao sastaviti veliki geografski traktat naslovljen „Naserova perzijska knjiga” (perz. Fārs-nāma-je Nāṣerī) s tematikom povezanosti iranskih pokrajina. Ova karta u mjerilu 1:570.240 odnosno papiru veličine 182 x 125 cm konačno je tiskana u Teheranu 1895. godine, a geografske dužine i širine njenih mjesta temelje se na radovima škotskog kartografa A. K. Johnstona starijeg (1804. – 1871.).
Prva službena karta Teherana izrađena je 1857. godine na inicijativu Amira Kabira, iranskog velikog vezira u službi kadžarske dinastije. Na izradi karte sudjelovao je A. K. Krziž, češki časnik iz Austrijskog Carstva koji je predavao u „Kući znanosti” (perz. Dar al-Fonun; preteča Teheranskog sveučilišta) zajedno s dvojicom njegovih iranskih studenata. Karta je na perzijskom jeziku, u mjerilu 1:2880 odnosno na veličini papira 92 x 76 cm, a prikazuje stare fortifikacije dužine od sedam kilometara, šest gradskih vrata, kraljevsku citadelu (perz. Arg), trgovačko središte (veliki bazar), te tri gradska kotara. Ostale vrijedne karte iz ovog razdoblja uključuju kartu Tabriza i okolice (mj. 1:8300; dim. 100 x 97 cm) koju su 1880. godine sastavili M.-R. Mohandes i pukovnik M. D. Karadžadagi, novu kartu proširenog Teherana (mj. 1:4000; dim. 132 x 97 cm) s približno 21 km njegovih gradskih zidina i 12 gradskih vrata koju je 1910. izradio A. Dž. Nadžm, kartu Teheranskog okruga (mj. 1:200.000; dim. 118 x 74 cm) koju je 1910. sastavio A.-R. M. Bagajeri, te kartu Isfahana (mj. 1:3200; dim. 135 x 129 cm) koju je 1923. godine sastavio satnik S. Reza-han.
Iako su navedene i slične karte uključivale legende, opise i slično što ih je činilo praktičnim i upotrebljivim, smatra se da su uglavnom bile temeljene na europskim istraživanjima. Međutim, značajni napredak iranske kartografije započinje kada je u vrijeme dinastije Pahlavi (1925. – 1979.) osnovan vojni „Geografski odjel oružanih snaga“ (perz. Dājera-je džoḡrāfījā-je setād-e arteš), a zatim i civilni „Državni kartografski zavod“ (perz. Sāzmān-e nakša-bardārī-je kešvar) u sklopu „Organizacije za planiranje i proračun“ (perz. Sāzmān-e būddža va barnāma). Potonja organizacija izvršila je zračna fotografiranja čitave države i tijekom 1940. i 1941. godine objavila veliku kartu Irana u mjerilu 1:1.000.000 na 20 listova od kojih je svaki obuhvaćao područje od 4° x 4°. Između 1948. i 1960. godine, vojni Geografski odjel izdao je veću kartu u mjerilu 1:253.440 na 131 listu koji su obuhvaćali područja od 1° x 1°. Kasnije je potonja civilna organizacija unaprijedila kartografiju zemlje izdavši 1992. godine najveću topografsku kartu koji se temelji na satelitskim snimkama. Izrađen je u mjerilu 1:25.000 i podijeljen na 132 dijela od kojih svaki obuhvaća područje od 1° x 1°. Svaki od navedenih dijelova posložen je na 96 listova veličine 55 x 48 cm (uključujući legende i indeks) što podrazumijeva da se zbirka sastoji od 12.672 lista ukupne površine od oko 3345 m².
Teheransko sveučilište je 1971. godine izdalo „Povijesni atlas Irana“ (perz. Aṭlas-e tārīḵī-je Īrān) koji se sastojao od 26 dvostranih povijesnih karata uz dodatne tri karte s opisima na perzijskom, engleskom i francuskom jeziku. Prije i nakon revolucije iz 1979. godine osnovano je i nekoliko iranskih kartografskih institucija koje su izdavale sve vrste karata i atlasa, uglavnom koristeći podatke dviju navedenih državnih organizacija. Neke od navedenih privatnih institucija su „Geografsko-kartografski institut Sahab“ (perz. Moasasa-je džoḡrāfījā-je va kārtogerāfī-je Saḥāb) osnovan 1936. godine kao prvi takve vrste u široj regiji, te „Geografsko-kartografski institut Gitašenasi“ (perz. Sāzmān-e džoḡrāfījā-je va kārtogerāfī-je Gītā-šenāsī). Tijekom 2000-ih godina Iranska svemirska agencija započela je s razvojem opsežnog projekta daljinskih istraživanja koji između ostalog uključuje i izradu trodimenzionalne digitalne karte Irana. Svemirske misije tog projekta započele su 15. lipnja 2011. kada je lansiran Rasad-1, prvi iranski satelit za promatranje.

## Toponomastika
| Učestali leksički morfemi kod iranskih toponima | Učestali leksički morfemi kod iranskih toponima | Učestali leksički morfemi kod iranskih toponima          |
| Pref./suf. morfem:                              | Hrv. prijevod:                                  | Primjeri:                                                |
| ----------------------------------------------- | ----------------------------------------------- | -------------------------------------------------------- |
| stan                                            | domovina                                        | Golestan, Huzestan, Kurdistan, Luristan, Sistan, itd.    |
| šaher                                           | grad                                            | Horamšaher, Novšaher, Piranšaher, Šaher-e Kord, itd.     |
| abad                                            | naselje                                         | Abadan, Firuzabad, Gonabad, Horamabad, Parsabad, itd.    |
| bandar                                          | luka                                            | Bandar-e Abas, Bandar-e Anzali, Bandar-e Homeini, itd.   |
| rud                                             | rijeka                                          | Arvand-Rud, Hari-Rud, Safid-Rud, Zarine-Rud, itd.        |
| darjače                                         | jezero                                          | Darjače-je Bahtegan, Darjače-je Urmija, itd.             |
| kuh                                             | planina                                         | Alam-Kuh, Alvand-Kuh, Azad-Kuh, Kuh-e Rahmat, itd.       |
| tape                                            | brdo                                            | Tape-Hasanlu, Tape-Jahja, Tape-Sialk, Šahin-Tape, itd.   |
| dašt                                            | ravnica                                         | Dašt-Azadegan, Dašt-Haštadan, Dašt-Kavir, Dašt-Lut, itd. |

Velika većina toponima u Iranu je perzijskog i drugog iranskog jezičnog podrijetla što je uvjetovano 3000-godišnjom etničkom rasprostranjenošću iranskih naroda na tim geografskim prostorima kao i kontinuirane upotrebe perzijskog kao službenog jezika pod domaćim ali i stranim dinastijama. Najčešći leksički morfemi koji se pojavljuju kod toponima na perzijskom i srodnim iranskim jezicima su stan (domovina), šaher (grad), abad (naselje), bandar (luka), rud (rijeka), darjače (jezero), kuh (planina), tape (brdo) i dašt (ravnica). U perzijskim složenicama se javljaju na različite načine, često kao sufiks (npr. Hari-Rud ili Harirud) ali ponekad i kao prefiks (Rud-e Hari), dok se u stranim jezicima navedeni morfemi ponekad izbjegavaju u korist pojednostavljenih oblika (Hari). Zbog povijesnog iranskog političko-kulturološkog utjecaja, toponimi perzijskog podrijetla učestali su i u široj regiji što uključuje imena devet suverenih država (srednjoazijske i južnoazijske sa sufiksom -stan, Azerbajdžan i Irak) odnosno četiriju glavnih gradova iranskih susjeda (Ašgabad, Bagdad, Baku i Islamabad). Također, egzonimi koji su u hrvatski i druge europske jezike ušli posredstvom perzijskog uključuju Indiju i Kinu.
Etimološko podrijetlo ostalih toponima Irana prvenstveno je arapsko i altajsko, dok postoje i određeni armenski, dravidski, pa čak i arhaični primjeri. Takvi toponimi nisu nužno ograničeni na geografska područja koja naseljavaju pripadajuće etničke skupine. Primjerice, ime drugog najvećeg iranskog grada (Mašhad) koji se nalazi na krajnjem sjeveroistoku zemlje ima arapsko etimološko podrijetlo, iako su arapski toponimi karakteristični za jug zemlje. Na sjeveru zemlje učestali su turkijski toponimi, a mogu se naći i miješane složenice s turkijskim leksičkim morfemima i to uglavnom u sufiksalnom obliku, primjerice čaj kod rijeka (npr. Astara-Čaj) odnosno dag kod planina (npr. Kopet-Dag). Ostali altajski primjeri uključuju mongolske toponime pretežito u Azarbajdžanu i Horasanu. Među jedinstvene arhaične primjere spada grad Suza (perz. Šuš) čije je elamsko etimološko podrijetlo ovjereno na najstarijim sumerskim klinopisima iz 3. tisućljeća pr. Kr. što ga čini najstarijim kontinuirano naseljenim mjestom svijeta koje je zadržalo isto ime.
U 20. stoljeću određeni toponimi Irana bili su predmetom politizacije odnosno dvaju procesa geografskih preimenovanja: prvog za vrijeme vladajuće dinastije Pahlavi odnosno drugog poslije njihovog svrgavanja 1979. godine. Apsolutistički vladari Reza-šah (vl. 1925. – 1941.) i njegov sin M. Reza Pahlavi (vl. 1941. – 1979.) inzistirali su na starovjekovnom iranskom identitetu što je impliciralo preimenovanjem tj. iranizacijom brojnih turkijskih toponima na sjeveru odnosno arapskih na jugozapadu zemlje (npr. Šat al-Arab ⇒ Arvand-Rud; Muhamareh ⇒ Horamšaher), a na temelju izraženog kulta ličnosti nekim toponimima pridodani su šah kao titula odnosno Pahlavi kao naziv vladajuće dinastije (npr. Bandar-e Turkaman ⇒ Bandar-e Šah; Bandar-e Anzali ⇒ Bandar-e Pahlavi; Urmija ⇒ Rezaijeh). Nakon revolucije došlo je do djelomične promjene trendova odnosno isticanja religijske dimenzije na uštrb monarhističke ostavštine. Iako je nova vlada bila dosljedna jezičnom purizmu pa su iranizirani oblici uglavnom zadržani, kod toponimima koji su nosili osobna imena vladara bivšeg režima nastupila je nova serija preimenovanja i to prema Homeiniju i drugim revolucionarnim vođama, herojima iz iransko-iračkog rata, etičkim pojmovima poput slobode i slično (npr. Bandar-e Šahpur ⇒ Bandar-e Homeini; Šahi ⇒ Kaemšaher; Šah Pasand ⇒ Azadšaher). Kod nekih toponima koji su nosili spomenutu vladarsku titulu, sufiks -šah jednostavno je mijenjan u -šaher što podrazumijeva grad (npr. Naftšah ⇒ Naftšaher; Hozrovšah ⇒ Hozrovšaher).

## Regionalna geografija
Položiti Iran u jednu od specifičnih makroregija Azije predstavlja složen zadatak s obzirom na to da se uglavnom radi o novovjekovnim i suvremenim novotvorenicama nesavršenih definicija. Iran se najčešće spominje u kontekstu tzv. Bliskog istoka, regije koja se prvi put pojavljuje početkom 19. stoljeća u francuskom obliku Proche-Orient označavajući teritorije pod Osmanskim Carstvom kojem Iran nikad nije pripadao. Srednji istok, srodni geopolitički pojam na engleskom jeziku (Middle East) istovremeno je podrazumijevao područja između Osmanskog Carstva i Britanske Indije odnosno Iran i istočnu Mezopotamiju, ali ujedno i Arapski poluotok koji se po mnogo čemu razlikuje u kulturološkom i geografskom smislu. Nakon raspada kolonijalnih carstava u 20. stoljeću dva su pojma redefinirana stapanjem u jedno geografsko područje i počinju se koristiti kao sinonimi u svim jezicima pa tako i u hrvatskom. Iako se danas terminom Bliski istok služe arheolozi i povjesničari pozivajući se na geografski kontekst Starog istoka gdje su tijekom starog vijeka postojale civilizacije u uskoj kulturološkoj interakciji, čak ni ta povijesna regija u geografsko-kronološkom smislu nije kompatibilna s iranskom poviješću jer isključuje istok Irana odnosno ograničena je na razdoblje prije stvaranja prvih imperijalnih iranskih država. Jedan od neodređenih europskih primjera je i metonim Orijent koji je objedinjavao heterogene kulture ne samo Azije već i Sjeverne Afrike.
Koncem 20. stoljeća nastupio je trend izbjegavanja eurocetričnih termina i Iran se počeo javljati u kontekstu Jugozapadne ili Zapadne Azije koja objedinjuje područja tzv. užeg Bliskog istoka (Mezopotamiju, Levant, Arabiju i Anatoliju), dok ga UN smješta u Južnu Aziju zajedno s Afganistanom i državama Indijskog potkontinenta. Iako je potonja regija primjerenija u etnojezičnom smislu jer objedinjuje Iran s državama srodnih jezika (iranski i indoarijski), u oba primjera regije nisu strogo definirane ni geografijom, kulturom ili poviješću. U slučaju Irana to se prvenstveno odnosi na povijesno prožimanje iranske kulture na Kavkazu i u Središnjoj Aziji, kao i nejednolikom reljefnom strukturom u odnosu na zapadne, sjeverne i istočne susjedne države. Akademske ustanove poput Encyclopædia Iranice skovale su termin Veliki Iran koji nije određen političkim ili iredentističkim već kulturološkim parametrima, a uključuje dijelove jugozapadne, južne i središnje Azije, te Kavkaz. Na temelju geomorfoloških i etnojezičnih karakteristika u regionalnom kontekstu ponekad se koristi i Iranska visoravan, no ona ne uključuje iranski Huzestan.
- Bliski istok prema različitim definicijama
- (Jugo)zapadna Azija
(noviji neutralniji pojam)
- Južna Azija
(službena regija UN-a)
- Veliki Iran
(kulturna regija)

Regionalna evolucija Irana
Unatoč tome što je Iran kroz veći dio povijesti bio politički cjelovit, koncepti njegove regionalizacija poznati su od ranog starog vijeka. Najstariji apolitički termini za specifične geografske prostore današnjeg Irana bilježe se u sumerskim epovima (npr. Arata) i istovrsnoj avestičkoj geografiji, no zbog mitološkog karaktera danas ih nije moguće precizno locirati bez obzira na više ponuđenih teorija. Druga vrst povijesnih regija odnosi se na područja prvotno imenovana prema narodima ili državama koji su vremenom iščezli, a neki od takvih primjera su Guteja, Elam i Urartu na zapadnom dijelu zemlje. Od sredine 1. tisućljeća pr. Kr. nadalje regionalizacija se iščitava iz satrapija (upravnih podjedinica) imenovanih uglavnom prema iranskim plemenima. U okvirima današnjeg Irana to su bili Medija i Atropatena na sjeverozapadu, Perzija na jugozapadu, Karmanija i Gedrozija na jugu, Drangijana, Arahozija i Arija na istoku, Partija na sjeveroistoku, te Hirkanija na sjeveru.
Daljnji geografski razvoj ovih regija uvjetovan je evolucijom i(li) seobama naroda, usponima i padovima određenih kulturnih odnosno urbanih žarišta, te političkim okolnostima. Primjerice, nekadašnja Medija i Atropatena danas na etničko-geografskoj osnovi impliciraju regije Kurdistan odnosno Azarbajdžan na sjeverozapadu, dok je jugoistočna Gedrozija isto tako poznata kao Beludžistan. Hirkanija na kaspijskoj obali kroz srednji i novi vijek bila je poznata pod imenima Dejlam i Tabaristan, a danas se sastoji od Mazandarana na istoku i Gilana na zapadu. Specifičan primjer u takvom etničko-geografskom kontekstu je drevna Drangijana (dio Arahozije) koja danas nosi ime Sistan prema skitskim Sakama, nestalom narodu koji je provalio na to područje još koncem starog vijeka. Horasan danas objedinjuje drevnu Ariju i Partiju te je jedna od rijetkih regija čije ime nije etničkog karaktera već označava „zemlju izlazećeg Sunca”. Isto vrijedi i za Huzestan (drevni Elam) imenovan prema gradu Suzi, a identični princip se javlja kod brojnih novovjekovnih regija odnosno pokrajina koje su produkt urbanizacije (npr. Isfahanska, Teheranska, itd.). Perzija (Fars) i Karmanija (Kerman) spadaju u regije koje su zadržale isto ime i ujednačene geografske okvire u odnosu na povijesne. Navedene regije su kulturološko-povijesnog karaktera i ne treba ih poistovjećivati sa suvremenim i nerijetko istoimenim iranskim pokrajinama koje se često mijenjaju zbog ekonomskih, demografskih i drugih okolnosti. U Iranu također postoji i niz mikroregija koje uglavnom gravitiraju većim gradovima, područjima iranskih i turkijskih jezičnih podskupina, nekadašnjih plemena, itd.

## Politička geografija

### Povijesni kontekst
Politička struktura koja odgovara zapadnom dijelu Iranskog svijeta u povijesnom kontekstu može se u kontinuitetu pratiti najmanje 2500 godina unatrag kada se prvi put oblikuje država pod sadašnjim imenom – Iran. Iranska visoravan u topografskom smislu omeđena je planinama na sjeveru i zapadu odnosno pustinjama na istoku i jugu pa je pružala mogućnost centralizacije, no politička moć iranskih dinastija značajno je varirala kroz tisuće godine pa su se granice, područja utjecaja i sama politička središta često mijenjali tijekom povijesti. Iako Iranska visoravan približno odgovara etničkim granicama tj. područjima naseljavanja iranskih naroda, zahvaljujući usponima određenih iranskih dinastija područja izravnog političkog utjecaja protezala su se mnogo šire kako u starom tako i u srednjem i novom vijeku. Tijekom posljednjih tisuću godina veliku političku ulogu odigrale su i turkijsko-mongolske invazije koje su rezultirale značajnim povezivanjem naroda Iranske visoravni sa Središnjom Azijom. Svi navedeni čimbenici uvjetovali su vrlo složenim geografsko-političkim strukturama odnosno teritorijalnim podijelama koje su zadržane do današnjeg dana. Današnji Iran kao država smatra se odrazom superiornosti iranske kulture nad dinastijama izvornog turkijskog podrijetla koje su dominirale Iranskom visoravni tijekom srednjeg vijeka (Gaznavidi, Seldžuci).
Središta političke moći prvih iranskih država smještena su u plodnim kišovitim područjima na zapadu suvremenog Irana odnosno u regiji Azarbajdžan i gorju Zagrosa. Prva takva država bilo je Medijsko Carstvo, a potom je na temelju istog nastalo Ahemenidsko Perzijsko Carstvo koje se osvajanjima proširilo daleko izvan iranskih etničkih okvira. Nadalje, tijekom vladavine stranih Seleukida i domaćih partskih Arsakida (izvorno iz Horasana) i perzijskih Sasanida, političkim žarištem bila je plodna Mezopotamija u kojoj su bile smještene prijestolnice poput Seleukije i Ktezifonta. Arapskim osvajanjima sredinom 7. stoljeća Iran gubi političku individualnost na približno 200 godina tijekom kojih Mezopotamija s Bagdadom postaje središtem kalifata arapskih Abasida, a istovremeno samostalna iranska politička moć jača u Horasanu gdje vladaju Tahiridi, Safaridi, Samanidi i Zijaridi. Navedene iranske dinastije teoretski su priznavale vladavinu kalifata zbog njihovog vjerskog autoriteta, no zbog geografske izoliranosti i manjkavosti abasidske centralizacije politički su bile gotovo neovisne. Ovaj razvoj političke situacije kulminirao je tijekom 10. i 11. stoljeća kada Iran postaje ponovo u potpunosti neovisan pod vodstvom šijitske dinastije Bujida koji su ubrzo i zauzeli Bagdad čime je ostvarena puna kontrola nad kalifatom. Ipak, nakon približno stotinu godina na Iransku visoravan iz pravca Središnje Azije provaljuju turkijska plemena koja pod dinastijama Gaznavida i Seldžuka podižu moćna carstva, no središtem političke moći i dalje je ostao sam Iran s njegovim povijesnim prijestolnicama Rajom, Nišapurom i Isfahanom.
Na prijelazu iz 11. u 12. stoljeće, horezmijski šahovi obnovili su iransku državu koja se prostirala istočnim dijelom Iranske visoravni odnosno Horasanom i Transoksanijom, no u 13. stoljeću nastupa razarajuća mongolska invazija. Podjelom kolosalnog Mongolskog Carstva nakon Džingis-kanove smrti, na području Iranske visoravni osnovano je Ilhanidsko Carstvo s prijestolnicom u Sultaniji, a njegove granice prostirale su se sve do Amu-Darje i Inda na istoku do Mezopotamije i središnje Anatolije na zapadu. U kasnom 14. stoljeću nastaje privremeni raspad na brojne lokalne kneževine, no obnovljeno je pod Timurom i njegovim sinom Ruh-šahom prilikom čega središtima političke moći postaju prvo Horasan i Transoksanija, a potom grad Herat. Ubrzo se raspada i druga mongolska dinastija, pa u 15. stoljeću zapadom Iranske visoravni dominiraju turkijske plemenske konfederacije Ak Koyunlu i Kara Koyunlu.
Današnja politička struktura Irana izravno se temelji na carstvu safavidske dinastije koja je oko 1500. godine ujedinila Iran i proglasila šijitski islam državnom religijom. Šijitska religija u to vrijeme bila je značajnim čimbenikom u jedinstvu zemlje koja je bila u neprestalnim sukobima sa sunitskim Osmanlijama na zapadu i Uzbecima na sjeveroistoku. Političko žarište safavidskog Irana prvotno je bilo u sjeverozapadnoj regiji Azarbajdžan, a religijska središta poput Koma, Ardabila i Mašhada važna za šijitska hodočašća nalazila su se u sjevernoj zoni zemlje. Zbog spomenutih vojno-političkih sukoba s Osmanlijama i Uzbecima, žarište političke moći iz strateških se razloga koncem 16. stoljeća premjestilo na središnju os Iranske visoravni koju čine prijestolnice Isfahan, Širaz i Teheran, a takva se struktura zadržala sve do današnjeg dana.

### Državne granice
Današnje državne granice Irana uglavnom su plodom stoljetnih sukoba s trima novovjekovnim supersilama: Ruskim Carstvom na sjeveru, Osmanlijskim Carstvom na zapadu, te Britanskim Carstvom na jugu i istoku. Zahvaljujući tisućljetnoj imperijalnoj tradiciji povijesne granice Irana obuhvaćale su velike dijelove Jugozapadne odnosno Središnje Azije pa i šire, a njihov se razvoj relevantan za današnje stanje u kontinuitetu može pratiti od 1500. godine. Tijekom vladavine novovjekovnih iranskih dinastija Safavida i Afšarida, državni teritorij prostirao se preko svih današnjih granica. Prva važnija oblikovanja istih javljaju se na zapadu kroz 16. i 17. stoljeće kada na iranski teritorij djelomično prodiru Osmanlije, a unutranji dinastijski sukobi s lokalnim paštunskim dinastijama početkom 18. stoljeća doveli su i do raspada istočnog dijela carstva odnosno osnutka samostalnog Afganistana. Istovremeno, na sjeverozapadu i sjeveroistoku počinje nadirati i Rusko Carstvo, dok se sredinom 19. stoljeća na političkoj sceni pojavljuje i Britanski imperij koji na jugoistoku prisvaja beludžijske kneževine. Iako je Iran uspio očuvati nezavisnost kroz brojne ratove na svim stranama, granice su podvrgnute značajnim promjenama i izgubio je približno polovicu teritorija koje je posjedovao početkom novog vijeka. Nakon Prvog svjetskog rata Britanci su prisvojili i osmanlijsku Mezopotamiju na jugozapadu pa se privremeno (uz Afganistan i Tursku) našao uklješten između Sovjetskog saveza i Britanskog Carstva, a raspadom potonjeg dobio je granice s Irakom i Pakistanom. Kopnene državne granice u konačnici su se oblikovale nakon raspada SSSR-a čime su novim susjednim državama postali i Armenija, Azerbajdžan, te Turkmenistan.
Osim kopnenih, Iran ima i pomorske granice u Kaspijskom jezeru na sjeveru odnosno Omanskom i Perzijskom zaljevu na jugu. S obzirom na to da nikada kroz povijest nije imao snažnu mornaricu, Iran se u novom vijeku teško nosio s kolonijalnim silama (Nizozemska, Portugal, Britanija) u Perzijskom zaljevu odnosno Rusijom u Kaspijskom jezeru, a početkom 20. stoljeća dijelio je pomorsku granicu isključivo s Britanskim Carstvom i Sovjetskim savezom. Osamostaljenjem arapskih država uz južnu obalu Perzijskog zaljeva dobio je nove granice s Irakom, Kuvajtom, Saudijskom Arabijom, Bahreinom, Katarom, Emiratima i Omanom, a raspadom SSSR-a i s Azerbajdžanom i Turkmenistanom u Kaspijskom jezeru.
Iranski granični sporovi uglavnom su pomorskog karaktera i uključuju korito Arvand-Ruda kojeg dijeli s Irakom, otoke Veliki i Mali Tunb pod iranskom kontrolom koje potražuju Emirati, te koncept definiranja graničnih zona u Kaspijskom jezeru u kojem se spori s bivšim sovjetskim republikama.
| Iranske kopnene granice | Iranske kopnene granice | Iranske kopnene granice | Iranske kopnene granice | Iranske kopnene granice                                                                                              | Iranske kopnene granice                                                                                              |
| Država: (W→N→E)         | Duljina: (km)           | Prirodne granice: (N→S / E→W) | Prirodne granice: (N→S / E→W) | Kronologija razgraničenja: (Sporazumi, mirovni ugovori, arbitraže i protokoli)                                       | Kronologija razgraničenja: (Sporazumi, mirovni ugovori, arbitraže i protokoli)                                       |
| ----------------------- | ----------------------- | --- | --- | --- | --- |
| Irak                    | 1609                    | Darvanag, Čekah Dar, Hadži Ibrahim, Dijala, Bambu, Alvand, Kanga Duš, Kulak, Arvand-Rud                                                                      | Darvanag, Čekah Dar, Hadži Ibrahim, Dijala, Bambu, Alvand, Kanga Duš, Kulak, Arvand-Rud                                                                      | Amazija (1555.), Istanbul (1590.), Zuhab (1639.), Istanbul (1724.), Erzurum (1823.), Erzurum (1847.)                 | Teheran (1911.), Istanbul (1913.), Sadabad (1937.), Alžir (1975.), UNSCR 598 (1988.)                                 |
| Turska                  | 511                     | Ararat, Zijarat, Guni, Er Daglari, Kala, Gir Buran, Sarıova, Haravol, Doganli Daglari, Kumru Tape, Nuč, Girbaran, Aladar, Zarine, Benar, Dalapar, Deravining | Ararat, Zijarat, Guni, Er Daglari, Kala, Gir Buran, Sarıova, Haravol, Doganli Daglari, Kumru Tape, Nuč, Girbaran, Aladar, Zarine, Benar, Dalapar, Deravining | Amazija (1555.), Istanbul (1590.), Zuhab (1639.), Istanbul (1724.), Erzurum (1823.), Erzurum (1847.)                 | Berlin (1878.), Istanbul (1913.), sporazum (1929.), sporazum (1932.), Sadabad (1937.)                                |
| Armenija                | 48                      | Aras | Aras | Sankt Peterburg (1723.), Istanbul (1724.), Rašt (1732.), Gandža (1735.), Golestan (1813.), Turkmenčaj (1828.)        | Sankt Peterburg (1723.), Istanbul (1724.), Rašt (1732.), Gandža (1735.), Golestan (1813.), Turkmenčaj (1828.)        |
| Azerbajdžan             | 759                     | Astaračaj, Tališinsko visočje, Bolgarčaj, Balha, Aras | Astaračaj, Tališinsko visočje, Bolgarčaj, Balha, Aras | Sankt Peterburg (1723.), Istanbul (1724.), Rašt (1732.), Gandža (1735.), Golestan (1813.), Turkmenčaj (1828.)        | Sankt Peterburg (1723.), Istanbul (1724.), Rašt (1732.), Gandža (1735.), Golestan (1813.), Turkmenčaj (1828.)        |
| Turkmenistan            | 1205                    | Harirud | J. prijateljstva, Kopet-Dag, Sumbar, Atrak | Teheran (1881.), tajni sporazum (1883.), MacLean (1891.)                                                             | Teheran (1881.), tajni sporazum (1883.), MacLean (1891.)                                                             |
| Afganistan              | 945                     | Harirud | Šurab, Korban, Haštadan, Šamtig, Sargardan, Namakzar, Čah-Tam, Petergan, Kurigan, Siahkuh, J. Sabari, Helmand, Malek Siah                                    | Pariz (1857.), Goldsmid (1872.), McMahon (1905.), MacLean (1891.), Altaj (1935.), komisija (1951.), sporazum (1973.) | Pariz (1857.), Goldsmid (1872.), McMahon (1905.), MacLean (1891.), Altaj (1935.), komisija (1951.), sporazum (1973.) |
| Pakistan                | 978                     | Malek Siah, Kače, Taftan, Siahan, Nahang, Gvadarski zaljev                                                                                                   | Malek Siah, Kače, Taftan, Siahan, Nahang, Gvadarski zaljev                                                                                                   | Goldsmid (1871.), Holdich (1895. – 1905.), sporazum (1948.)                                                          | Goldsmid (1871.), Holdich (1895. – 1905.), sporazum (1948.)                                                          |

| Iranske pomorske granice | Iranske pomorske granice         | Iranske pomorske granice       | Iranske pomorske granice | Iranske pomorske granice                                                                                | Iranske pomorske granice                                                                                |
| Država: (W→E)            | Vodena površina: (more / jezero) | Vrsta: (T. m. / E. p.)         | Status:                  | Kronologija razgraničenja: (Sporazumi, mirovni ugovori, arbitraže i protokoli)                          | Kronologija razgraničenja: (Sporazumi, mirovni ugovori, arbitraže i protokoli)                          |
| ------------------------ | -------------------------------- | ------------------------------ | ------------------------ | --- | --- |
| Azerbajdžan              | Kaspijsko jezero                 | teritorijalno-epikontinentalna | Neriješen                | Ugovor o prijateljstvu (1921.), Pomorsko-trgovački sporazum (1935.), Pomorsko-granični sporazum (1957.) | Ugovor o prijateljstvu (1921.), Pomorsko-trgovački sporazum (1935.), Pomorsko-granični sporazum (1957.) |
| Turkmenistan             | Kaspijsko jezero                 | teritorijalno-epikontinentalna | Neriješen                | Ugovor o prijateljstvu (1921.), Pomorsko-trgovački sporazum (1935.), Pomorsko-granični sporazum (1957.) | Ugovor o prijateljstvu (1921.), Pomorsko-trgovački sporazum (1935.), Pomorsko-granični sporazum (1957.) |
| Irak                     | Perzijski zaljev                 | teritorijalno-epikontinentalna | Neriješen                | Nema | Nema |
| Kuvajt                   | Perzijski zaljev                 | epikontinentalna               | Neratificiran            | Sporazum (1970.)                                                                                        | Sporazum (1970.)                                                                                        |
| Saudijska Arabija        | Perzijski zaljev                 | epikontinentalna               | Riješen                  | Sporazum (1968.)                                                                                        | Sporazum (1968.)                                                                                        |
| Bahrein                  | Perzijski zaljev                 | epikontinentalna               | Riješen                  | Sporazum s Britanijom (1965.)                                                                           | Sporazum (1971.)                                                                                        |
| Katar                    | Perzijski zaljev                 | epikontinentalna               | Riješen                  | Sporazum s Britanijom (1965.)                                                                           | Sporazum (1971.)                                                                                        |
| UAE                      | Perzijski i Omanski zaljev       | epikontinentalna               | Neriješen                | Sporazum s Britanijom (1965.)                                                                           | Sporazum s emiratom Dubai (1974.)                                                                       |
| Oman                     | Perzijski i Omanski zaljev       | teritorijalno-epikontinentalna | Riješen                  | Sporazum (1975.), sporazum (2000.)                                                                      | Sporazum (1975.), sporazum (2000.)                                                                      |
| Pakistan                 | Omanski zaljev                   | teritorijalno-epikontinentalna | Riješen                  | Sporazum (2000.)                                                                                        | Sporazum (2000.)                                                                                        |

#### Granica s Afganistanom
Granica između Irana i Afganistana proteže se uglavnom u smjeru sjever-jug dužinom od 945 km i dijeli Iransku visoravan, a izvorno je nastala u 18. stoljeću prilikom raspada safavidskog Irana na dva nova i sukobljena carstva: kadžarsko na zapadu i duranijsko na istoku. Nakon desetljeća kolebanja uzrokovanih oružanim sukobima, granica se stabilizirala nakon što je 27. svibnja 1863. kabulski amir Dost Muhamed-han zauzeo Herat. Granični sukobi od tada prestaju, no proces detaljnog razgraničenja trajao je relativno dugo vremena (1872. – 1935.) i odvijao se u tri faze koje odgovaraju različitim dijelovima granice. Za rješavanje graničnih sporova Iran i Afganistan pozvali su neutralne komisije za arbitražu koje su se sastojale prvo od Britanaca, potom američkih država, te konačno Turaka.
Nužnost hitnog razgraničenja prvo se pojavila u Sistanu, južnoj regiji odnosno zatvorenom slijevu od 90.000 km² koji obuhvaća ušće Helmanda i nekoliko manje važnih rijeka. Zbog relativno plodnog tla radi se o jedinom gušće naseljenom području na iransko-afganistanskoj granici, a smatra ga se i od velike strateške važnosti. Sredinom 19. stoljeća politička situacija oko ovog dijela granice bila je vrlo turbulentna s obzirom na to da su se Teheran i Kabul borili za naklonost lokalnih plemenskih vođa. Nakon anarhije koja je zavladala nakon smrti Dost Muhamed-hana (1863.), Iranci su prodrli dublje u regiju i uspješno uspostavili uporište na desnoj obali Helmanda, a 1865. zauzeli su i Nad-e Ali. Nakon što je tri godine kasnije Afganistanom zavladao Šer Ali-han, iranski vladar Nasrudin-šah bio je pod političkim pritiskom i zatražio je britansku arbitražu u skladu s odredbama 6. članka Pariškog sporazuma iz 1857. prema kojem se Britanija obavezala na „prijateljsku pomoć u svim pitanjima između Irana i Afganistana“. Ubrzo je sastavljena Sistanska arbitražna komisija koja se sastojala od četiri britanska časnika pod vodstvom F. J. Goldsmida, pukovnika koji je 1871. dovršio razgraničavanje Irana i kneževine Kalat. Goldsmid je posjetio Sistan u veljači 1872. i nakon 40-ak dana provedene arbitraže na terenu vratio se u Teheran odakle je u kolovozu iste godine obznanio rezultate. Donji tok Helmanda, od brane Kuhak (ili perz. Band-e Sistan) do močvarnog ušća Hamun-e Puzaka, određen je kao granica „unutarnjeg“ (zapadnog) Sistana koji je pripao Iranu odnosno „vanjskog“ (istočnog) Sistana koji je pripao Afganistanu. Od navedenih dvaju točaka granica prati jednostavnu ravnu liniju prema dvama istaknutim vrhovima u gorju koji razdvaja Sistan od Dašt-e Luta: Siahkuh (ili Kuh-e Narahu; 1278 m) na sjeveru i Kuh-e Malek Siah (1643 m) na jugu. Potonji planinski vrh u Afganistanu jedna je od njegovih točaka najbližih moru (oko 510 km od Omanskog zaljeva i Hormuškog tjesnaca). Britanskom arbitražom teoretski je bilo definirano približno 300 km granica, no razgraničenje nije odmah provedeno u praksi. Naime, zbog početnog Šer Ali-hanovog odbijanja ratificiranja sporazuma smatra se da je Goldsmid pogodovao Iranu na uštrb Afganistana, no u listopadu 1873. godine afganistanski je vladar primio 1,5 milijuna rupija odštete i ipak uvažio arbitražu.
Goldsmidova arbitraža ubrzo se pokazala vrlo neprimjerenom posebice glede lokacija odabranih za granične biljege što se tumači na različite načine; jedni tvrde da su pogrješke plodom puke slučajnosti odnosno britanskog nepoznavanja terena, a drugi da su tim činom namjerno pokušali stvoriti regionalne tenzije kako bi mogli projicirati vlastite interese. Jedan od podataka koji potkrijepljuje potonji argument su i nejasno definirana prava o vodoopskrbi. Spomenute lokacije odabrane za granične biljege bile su vrlo nestabilne s obzirom na to da se nalaze ili uz prošireni riječni tok tipičan za nizinu delte ili na promjenjivoj obali obližnjeg jezera koja se značajno mijenja ovisno o sezoni odnosno godini. Uzimajući u obzir i sporna pitanja o korištenju Helmandovih voda (posebno u sušnim razdobljima), arbitražne odluke otvarale su mogućnost ozbiljnog graničnog sukoba dviju država.
Godine 1896. velika je poplava rezultirala pomicanjem glavnog riječnog korita Helmandove delte od istočnog ogranka Sihsara do Rud-e Parijana, starog kanala za navodnjavanje. On se nalazi duboko na zapadu odnosno u potpunosti na iranskom teritoriju što je prijetilo onemogućavanjem navodnjavanja u afganistanskom dijelu Sistana. U početku su lokalne vlasti riješile problem obostranim sporazumom koji je uključivao podizanje zemljane brane na Rud-e Parijanu što je omogućilo obnovu korita u Sihsaru, no 1902. izbila je velika suša pa je nedostatak zaliha vode doveo do zategnutih odnosa između iranskog i afganistanskog stanovništva u Sistanu, a zabilježeni su i oružani okršaji. Britanci su potom ponovo pozvani da provedu arbitražu i precizno definiraju državne granice u porječju Helmanda, pa je sazvana tzv. „Sistanska granična komisija“ pod vodstvom pukovnika A. H. McMahona koji je bio dobro upoznat s južnim granicama Afganistana. Komisija je istraživala teren pune dvije godine, od veljače 1903. do travnja 1905. godine. Unatoč iranskim potraživanjima dijela Sistana koji je 1872. bio dodijeljen Afganistanu, komisija se odlučila držati smjernica Goldsmidove arbitraže odnosno poboljšati definicije starih granica. Primjerice, granica koja je prvotno postavljena koritom Sihsara nakon što je presušen redefinirana je nizom od 89 okolnih brežuljaka s obje strane (desne afganistanske; lijeve iranske). Konačno, nakon pedantnih istraživanja koja i danas predstavljaju primarni dokumentacijski izvor, komisija je dodijelila Iranu trećinu Helmandovog toka kod njegovog ušća u Sistan i proglasila dvije države jednako nadležnima za korištenje zaliha vode odnosno navodnjavanje, bez obzira na daljnje moguće izmjene riječnih korita.
Nove arbitražne mjere ipak nisu u potpunosti spriječile izbijanje novih graničnih sporova, posebice nakon afganistanskog velikog projekta za navodnjavanje srednjim tokom Helmanda iz 1946. koji je ugrozio vodoopskrbu u cijelom Sistanu. Nakon neuspjeha bilateralnih pregovora, godine 1951. sazvana je trojna „Komisija Helmandove delte“ (perz. Komisjun-e Delta-je Helmand) s članovima iz Čilea, Kanade i Sjedinjenih Država. Prema odlukama ove komisije Afganistan je bio dužan isporučiti Iranu određenu količinu vode propisanu prema mjesecima (min. 1.98 m³/s u rujnu, maks. 66.12 m³/s u veljači; prosječno 22 m³/s godišnje). Afganistan je prihvatio arbitražu, no Iran ju je odbacio tražeći veće ustupke. Spor se nastavio sljedeća dva desetljeća, a kulminirao je nakon velike suše iz 1971. godine. Međutim, ovaj put strasti su se brzo smirile pa je 13. ožujka 1973. u prijateljskoj atmosferi donesen „Afganistansko-iranski sporazum o Helmandu“. Njime se Afganistan obavezao prepustiti nešto veći dio Helmandovih voda Iranu (prosječno 26 m³/s godišnje), a u slučaju zabilježenog pada riječnog vodostaja iznad vodospremnika Kajakai obje su strane bile dužne na proporcionalni ustupak vode drugoj. Ratifikacija sporazuma odgođena je padom afganistanske monarhije u srpnju iste godine kada je pokrenuta i agresivna politička kampanja protiv „prodaje“ Helmanda. Ipak, sporazum je naposljetku potpisan 5. lipnja 1977. u Teheranu čime je stoljetni granični spor okončan.
Razgraničavanje ostalih dijelova iransko-afganistanske državne granice potaknulo je niz manjih sporova što se prvenstveno odnosi na područja koja nisu bila trajno naseljena već su služila kao zimski pašnjaci nomadskim plemenima. Zbog ništavne gospodarske vrijednosti, područja su često provokativno nazivana „Ravnicom tuge“ (perz. Dašt-e Navmed).
Dašt-e Haštadan, okrug nazvan prema navodnim ostacima 80 kanata koji se nalazi južno od riječnog zavoja Hariruda, podijeljen je između dvije zemlje u prosincu 1889. temeljem arbitraže koju je proveo general bojnik C. S. MacLean, britanski veleposlanik u Horasanu i Sistanu. Tijekom 1890. i 1891. godine MacLean je dao podići 39 graničnih kolaca uzduž 66 km. Ovaj potez brzo je popraćen stvaranjem malih i stalno naseljenih oaza s obje strane granice, posebice na iranskoj. Krivudavi tok na sjevernom dijelu Hariruda predstavlja jednu od najstabilnijih i najmanje spornih državnih granica u široj regiji, no ujedno je i jedna od najpustijih s obzirom na to da ne postoji niti jedan most duž 157 km tog graničnog dijela.
Središnji dijelovi granice između Haštadana i Sistana bili su nenaseljeni dugo vremena, no ipak je zabilježeno niz povremenih političkih sporova koji su u lipnju 1928. rezultirali odlukom dviju država da potpišu novi sporazum o arbitraži. Za neutralnog posrednika odabrana je Turska, država s kojom su Iran i Afganistan bili u dobrim odnosima. Između listopada 1934. i svibnja 1935. godine, turski general Fahredin Altaj iscrtao je više od 400 km granica i potom odredio podizanje 48 graničnih kolaca. Kasnije je turska komisija dala podići još pet kolaca na lijevoj obali Hariruda s ciljem dopunjavanja onih koje je 45 godina ranije dao postaviti MacLean. Ovim činom razgraničenje Irana i Afganistana u potpunosti je završeno.
U gospodarskom smislu iransko-afganistanska granica od manjeg je značaja za obje zemlje, a jedini granični prijelaz do 2000-ih otvoren za trgovinu nalazio se između gradića Tajbada (Iran) i Islam-Kale (bivši Kafir-Kala, Afganistan) tj. 120 km zapadno od afganistanskog Herata, 32 km od iranskog Jusufabada odnosno 250 km od Mašhada. S obzirom na to da su cijene u Iranu neusporedivo veće nego u Afganistanu, uzduž granice česta pojava je krijumčarenje stoke. Prema iransko-afganistanskom trgovačkom sporazumu iz 1960. godine, kamioni iz obje zemlje imaju dozvolu za prometovanje između Herata i Mašhada. U cilju da se Afganistanu nadoknade ustupci definirani ugovorom o upravljanju Helmandovim vodama iz 1973. godine, trgovački sporazum je proširen na čitavu cestovnu mrežu između dviju zemalja i Iran mu je osigurao korištenje svojih luka uz otvoreno more. Međutim, zbog nerazvijene prometne mreže u Afganistanu ovaj gospodarski potez nije zaživio pa se veći dio afganistanske robe nastavio izvoziti preko relativno dostupnijeg Karačija u Pakistanu odnosno Turkmenistana na sjeveru. Godine 2004. otvoren je i drugi granični prijelaz između iranskog sela Milak i afganistanskog grada Zarandža, a 2010. najavljeno je da će iranska vlada će financirati projekt željeznice koja će Teheran preko Mašhada spojiti s Hafom i Heratom. Najveći iranski sigurosni problemi na ovoj granici tijekom 2000-ih bili su priljev stotina tisuća afganistanskih izbjeglica koji su bježali pred američkim napadom, te borba protiv krijumčarenja afganistanskog heroina prilikom čega je stradalo na tisuće iranskih vojnika.

#### Granice s Armenijom i Azerbajdžanom
Iranska granica s Armenijom (48 km) i Azerbajdžanom (759 km) u fizičkom smislu proteže se u smjeru istok-zapad i sastoji se od tri dijela koji su redom najkraći među državnim granicama Irana: istočnog dijela granice s Azerbajdžanom, središnjeg s Armenijom, te zapadnog s azerbajdžanskom enklavom Nahčivan (179 km). Ove se granice kako iz fizičke tako i iz povijesne perspektive mogu sagledati kao cjelina s obzirom na to da su plodom stoljetnih iransko-ruskih sukoba u regiji Kavkaza koji su započeli još 1556. prilikom ruskog prodora u grad Astrahan (perz. Haštarhan) na sjevernoj kaspijskoj obali. Prva ruska provala na Kavkaz i sjeverni Iran uzrokovana je padom safavidske dinastije odnosno invazijom paštunskih Hotakija s istoka. Godine 1722. trupe Petra Velikog okupirale su Derbent (perz. Darband), a potom u studenom iste godine na poziv namjesnika iz Rašta ugroženog paštunskim napadima uspostavljaju vojno uporište u tom gradu. U svibnju 1723. u potpunosti je zauzeta cijela pokrajina, a dva mjeseca kasnije okupiran je i Baku (perz. Badkuba) s ciljem da osiguranja kopnenih komunikacija. Iranski šah Tahmasb II. 23. rujna 1723. bio je prisiljen sklopiti sporazum kojim je Rusima predao gradove Derbent, Baku i Astarabad, te Gilan i Mazandaran. Potonje dvije pokrajine zapravo nisu bile djelotvorno okupirane s obzirom na to da Rusi nisu napredovali iza Lahijana koji je bio zauzet od 1725. godine, no Istanbulski sporazum između Rusa i Osmanlija iz 1724. ipak je uspostavio smjernice za podjelu sjeverozapadnog Irana. Njime su zapadne pokrajine uključujući Dagestan i sjeverni Širvan pripali Osmanskom, a sjeverne pokrajine uz kaspijsku obalu Ruskom Carstvu. Ubrzo moć Irana ponovno raste pod afšaridskim vladarom Nader-šahom koji Osmanlije i Ruse prisiljava na teritorijalne ustupke. Rusi se sukladno sporazumu iz Rašta (1732.) prvo povlače iz osvojenog Astarabada i Mazandarana, potom iz Gilana i Tališa, te konačno prema sporazumu iz Gandže (rus. Elizavetpol) i iz Bakua i Derbenta.
Konac 18. stoljeća obilježava uspostava stalne ruske prisutnosti na Kavkazu. Nakon što je ponovo oslabila iranska središnja vlast pod zandijskom dinastijom, podređena Gruzija je 1781. sklopila sporazum s Rusijom u cilju da izbjegne velike iranske porezne namete. Novi iranski vladar Muhamed-han Kadžar odgovorio je na taj potez invazijom Gruzije i zauzimanjem Tbilisija, no to je izazvalo novu intervenciju Ruskog Carstva koje je ponovo zauzelo gradove Derbent i Baku odnosno kaspijsku obalu do Mogana. Aleksandar I. nastavio je s ekspanzionističkom politikom pa je prilikom proglasa 21. rujna 1801. pripojio Gruziju čime su započeli novi problemi razgraničenju dvaju carstava, a okončani su tek nakon devetogodišnjeg rata (1804. – 1813.). Prema Golestanskom sporazumu sklopljenom u listopadu 1813. Rusiji su pripali Širvan, Karabag i veći dijelovi moganskih stepa, čime je državna granica po prvi put je precizno definirana. Sljedećih dvanaest godina nižu se granični incidenti koji su rezultirali novim Iransko-ruskim ratom (1826. – 1828.) odnosno sklapanjem Turkmenčajskog sporazuma u veljači 1828. godine. Novim sporazumom Rusija je dodatno pripojila kneževine Erevan (perz. Iravan), Nahčivan (perz. Nahdžavan) i Tališ čime je granica dodatno pomaknuta prema jugu. Njen zapadni dio zapravo je od početka bio dobro utvrđenom bojišnicom sastavljenom od topografskih i hidrografskih elemenata koji su služili kao prirodne zapreke ruskim prodorima, a među takvima se najviše ističu rijeke Aras i Balha, dok su to na istočnom dijelu obronci planine Tališa i donji tok Astaračaja na kaspijskim padinama.
Ove prirodne granice prilično su precizno dijelile moganske stepe na iranski i ruski dio, no granične probleme stvarali su učestali prelasci nomadskih plemena, osobito turkijskih Šahsevena na zimskim pašnjacima. Iranske vlasti nerijetko nisu oklijevale goniti ih i na ruskom teritoriju što je vodilo i prigovorima na službenoj razini. Rusi su ovaj problem početkom pokušali riješiti na način da je određenim plemenima iz Irana zabranjen prijelaz granice, neka su deportirana iz Rusije u okolicu Urmije, a s Iranom je dogovoren proces uklanjanja problematičnih plemena s graničnog područja. Unatoč službenim dogovorima, neka plemena nastavljala su prkositi jednim i drugim vlastima pa su dvije zemlje 1869. godine ugovorile uspostavu trajnih graničnih patrola. Međutim, s obzirom na to da se ni one nisu pokazale učinkovitima ruske su vlasti 1884. odlučile u potpunosti zatvoriti granicu što se pokazalo katastrofalnim za pleme Šahseven jer je 35 od 56 klanova (5385 od 8635 obitelji) bilo prisiljeno provesti zimu na hladnom ruskom teritoriju.
Iako je iransko-ruska granica bila zatvorenom za nomadska plemena, ostala je otvorenom za trgovinu tijekom čitave druge polovice 19. stoljeća odnosno sve do Prvog svjetskog rata. Osim aktivnog krijumčarenja, važne legalne trgovačke rute karavanskog tipa protezale su se duž Arasa, posebno kod grada Džolfe. Drugi grad od velike gospodarske važnosti bila je kaspijska luka Astara u koju se pomorskim i kopnenim putem slijevala ruska roba, a potom otpremala prema Ardabilu i Tabrizu. Općenito, ova je granica bila najvažnijim gospodarskim i prometnim čvorištem između Irana i Europe sve do Prvog svjetskog rata. Izgradnjom asfaltirane ceste od Anzalija do Teherana (1893. – 1899.) veliki dio trgovine preusmjeren je na pomorski promet, no izgradnja slične prometnice između Džolfe i Tabriza (1902.) odnosno željeznice koja je spajala Džolfu, Tabriz i Urmiju (1913. – 1916.) doveli su do revitalizacije cestovnog prometa. Ipak, navedena željeznica korištena je uglavnom za potrebe iranske vojske.
Ruska revolucija iz 1917. godine gotovo je u potpunosti poremetila gospodarske i prometne odnose s Iranom koji su obnovljeni tek nakon što je 1957. usvojen zajednički pravilnik o preciznom definiranju granica, posebno uz korita Arasa i Astaračaja. Rusija je ranije potraživala potpuno pravo na rijeku Aras odnosno uspostavu granice uz njenu južnu obalu, no takvi zahtjevi naišli su na protivljenje Irana. Konačni ishod sporazuma uključivao je ravnomjerno korištenje voda iz rijeka odnosno akumulacijskog jezera (kapaciteta 1,35 km³) nastalog izgradnjom brane pokraj grada Nahčivana (1967. – 1972.). Gospodarska suradnja Irana sa SSSR-om nije dosegnula nekadašnju razinu, a glavnim trgovačkim rutama bili su luka Anzali i dva granična prijelaza pokraj Džolfe i Astare. Neposredno prije iranske revolucije iz 1979. godine, količina ruske robe otpremljene preko potonjeg naselja iznosila je svega 37.000 tona godišnje. Iranski izvoz u Rusiju uglavnom se svodio na prirodni plin koji je iz Astare transportiran plinovodom izgrađenim 1970. godine. Prema sporazumu Iran je SSSR-u isporučivao 10 milijardi m³ plina godišnje u zamjenu za pomoć u igradnji velike čeličane u Isfahanu. Rat između Armenije i Azerbajdžana (1988. – 1994.) koji se vodio neposredno uz granicu s Iranom nije izazvao nikakve promjene iste u fizičkom smislu, ali je doveo do humanitarnih problema odnosno priljeva tisuća armenskih i azerskih izbjeglica u Iran.

#### Granica s Irakom
Irak je država s kojom Iran ima najdužu granicu (1609 km), većim dijelom oblikovanu kroz iransko-turske ratove u novom vijeku. Mezopotamiju su oko 1500. godine u iransku državu uklopili Safavidi, no već početkom 1510-ih njene sjeverne dijelove prisvajaju Osmanlije. Sredinom 16. stoljeća Iran je izgubio čitavu Mezopotamiju i bio je prisiljen na sklapanje Amazijskog (1555.) odnosno Istanbulskog sporazuma (1590.) kojima je i službeno potvrđena osmanlijska vlast nad osvojenim krajevima. Nakon uspješnih iranskih protunapada početkom 17. stoljeća, granica s Osmanskim Carstvom usvojena je Zuhapskim sporazumom (17. svibnja 1639.) koji je postao temeljem za današnju iransko-iračku granicu između Tigrisa i Zagrosa. Ipak, zbog nesavršenosti definicija i daljnjih sukoba, tijekom sljedeća dva i pol stoljeća sklopljeno je još niz sporazuma lokalnog karaktera.
Nakon što su osmanlijske snage 1838. i 1839. pokušale uništiti iransku luku Horamšaher u cilju da se međunarodna pomorska trgovina preusmjeri u njihovu Basru, na britanski poticaj okupljena je komisija sastavljena od predstavnika Osmanlija, Iranaca, Britanaca i Rusa koja je nakon četverogodišnjeg rada dovela do sklapanja drugog Erzurumskog sporazuma (31. svibnja 1847.). Njime je dogovoreno da će Iran prepustiti Osmanlijama područja zapadno od Zuhaba uključujući Sulejmanijsku pokrajinu u zamjenu za istočnu obalu Perzijskog zaljeva uključujući otok Hezr, luku Horamšaher i lijevu obalu Arvand-Ruda. Također, usklađeno je i iransko pravo na nesmetanu plovidbu Arvand-Rudom od ušća na jugu do dodirne granične točke dviju država na sjeveru. Iran se nije u potpunosti slagao s odrednicama sporazuma jer je granica zapravo bila definirana istočnom (lijevom) obalom rijeke što je Osmanlijama otvaralo mogućnost da naknadno svojataju korito Arvand-Ruda. Drugi Erzurumski sporazum rezultirao je i izradom detaljne topografske karte između 1848. i 1865. godine. Tiskane su dvije odvojene karte; prva u mjerilu 1:84.000 iznad geografske širine od 36’N, a na drugoj je jedan inč predstavljao nautičku milju (tj. približno 1:73.000) i prikazivao je Perzijski zaljev ispod navedene širine. Unatoč opsežnom kartografskom radu, karte su se pokazale nepouzdanima s obzirom na to da je samo na prvih osam listova uočeno oko 4000 odstupanja. Konačno, 1869. godine izdana je ispravljena karta (tzv. Carte Identique) uz službeno priopćenje da Britanci i Rusi kao posrednici prepuštaju daljnja razgraničenja Irancima i Osmanlijama.
Širenjem britanskih pomorskih i trgovačkih interesa u Mezopotamiji dovelo je do potrebe za što preciznijim definiranjem granica, posebno nakon 1901. kada je Iran izdao koncesiju za crpljenje nafte Britancu Williamu D'Arcyju. Anglo-iranska naftna kompanija započela je bušenje na visoravni u okolici Kasr-e Širina (Kermanšaška pokrajina, Iran) i Mandalija (Dijalska pokrajina, Irak) koji su prema graničnoj karti Carte Identique djelomično bili u sastavu Osmanskog Carstva, no sukladno Erzurumskom sporazumu osmanlijske su vlasti pristale na crpljenje zbog izdašnih pristojbi. Britanci su ubrzo pregovarali i s Osmanlijama za slične koncesije u samoj Mezopotamiji.
Njemački prijedlog o gradnji željeznice do Basre povećao je bojazan da bi lokalni iransko-osmanlijski rat mogao otvoriti vrata njemačkom utjecaju u Mezopotamiji pa je 1907. sklopljena anglo-ruska konvencija kojom su Britanci i Rusi odredili zone gospodarskog utjecaja u Iranu. Sporazum je također uključivao i poziv za detaljno određivanje iransko-osmanlijskih granica u cilju da se izbjegne svaki mogući sukob dviju sila. Na temelju istog u Teheranu je 21. prosinca 1911. potpisan novi protokol koji je težio preciznom razgraničenju sukladnom Erzurumskom sporazumu, ali proces je tekao sporo sve dok britanski i osmanlijski ministri vanjskih poslova Sir Edward Grey odnosno Haki-paša u srpnju 1913. nisu pokrenuli energičniji rad komisije. Iste godine Britanija i Iran potpisali su novi protokol koji je Anglo-iranskoj naftnoj kompaniji dao prava na podizanje novih postrojenja oko Horamšahera i Arvand-Ruda. Njime je prekršen sporazum iz 1847. godine, ali je omogućio Britancima da izbjegnu osmanlijske pristojbe za pomorski promet. Ubrzo su uslijedile nove iransko-osmanlijske trzavice pa je 1913. u Istanbulu potpisan još jedan protokol prema kojem je njihova južna granica određena strogom sredinom Arvand-Ruda. Donji tok korita ostao je pod osmanlijskom kontrolom, izuzevši iranske luke Horamšaher i Abadan s Muhalom te četiri pripadajuća otoka između Abadana i Muavije odnosno dva otoka nasuprot Monjuhiju. U cilju da se izbjegnu daljnji veći sporovi, protokol je ograničio prava na potraživanje temeljenih na fizičkim izmjenama uzrokovanih morskim mijenama (npr. stvaranje novih ada). Ostale odrednice sporazuma uključivale su i etničke podjele: granična kurdska plemena na sjeveru ostala su podijeljena bez obzira jesu li suniti ili šijiti, dok su na jugu Arapi premješteni zapadno odnosno Iranci i Turci istočno od granice. Sva navedena razgraničenja označena su na detaljnoj karti koja je izrađena 1914. godine.
Područja oko Hanakina prema sjeveru, okolice Kasr-e Širina na istočnoj obali Dijale i ostalih na koje je pravo polagala Anglo-iranska naftna kompanija, nakon Istanbulskog protokola prvo su pripojeni Osmanskom Carstvu (15. svibnja 1914.), a potom nakon njegovog raspada uzrokovanog Prvim svjetskim ratom novonastalom Iraku (30. kolovoza 1925.). Iranska vlada dugo je godina osporavala odredbe Istanbulskog protokola što se poglavito odnosilo na osmanlijsku pomorsku kontrolu nad Arvand-Rudom, tvrdeći pritom da je nevažeći jer ga nije ratificirao iranski parlament odnosno da je utemeljen na drugom Erzurumskom sporazumu kojeg su iranske vlasti ranije odbacile. Ova interpretacija događaja smatra se opravdanom prvenstveno zbog nejasnih definicija o lijevoj obali korita i zajedničkoj pomorskoj kontroli, što je Irance navelo na snažniju diplomatsku angažiranost nakon raspada Osmanskog Carstva.
Irak je 1921. nakon raspada Osmanskog Carstva postao dijelom Britanskog mandata Mezopotamije čime počinje nastupati kao osmanlijski nasljednik u starom graničnom sporu s Iranom po pitanju Arvand-Ruda. Dvije godine nakon što je postao punopravni član Lige naroda, Irak 29. studenog 1934. iznosi granični problem pred spomenutu organizaciju, a Iran je istovremeno zahtijevao da se riječna granica dviju suverenih država treba definirati talvegom odnosno linijom koja spaja najniže točke glavnog korita. Novi sporazum sklopljen 14. srpnja 1937. granicu je djelomično odredio talvegom i jamčio je slobodan pomorski promet kroz Arvand-Rud, a sadržavao je i prijedlog o zajedničkom održavanju korita. Međutim, iako je iračka vlada priznavala iranski suverenitet nad uporištima koji su se protezali približno šest kilometara uz obalu nasuprot Abadanu, Irak je zadržao stvarnu kontrolu nad rijekom sve do travnja 1969. kada je baathistički režim po prvi put odlučio provjeravati dokumente brodova u Arvand-Rudu i zatražio od iranskih plovila da spuste zastavu prilikom uplovljavanja u rijeku. Na temelju međunarodnog zakona prema kojem su bilateralni ugovori važeći sve do promjene okolnosti, iranska je vlada 19. travnja iste godine proglasila sporazum iz 1937. potpuno nevažećim. Tadašnji iranski vladar M. Reza Pahlavi također je tvrdio kako je navedeni sporazum bio nametnut Iranu od strane Britanskog Carstva.
Prilikom održavanja OPEC-ovog sastanka na vrhu, uz posredovanje Alžira 6. ožujka 1975. susreli su se iranski vladar M. Reza Pahlavi i irački potpredsjednik Sadam Husein u cilju da redefiniraju zajedničke državne granice. Prema konačnom dogovoru uspostavljeno je 593 novih graničnih točaka i usuglašeno da talveg posluži kao granica od Arvand-Ruda do Perzijskog zaljeva. Alžirski sporazum također je uključivao i obustavu iranske potpore kurdskim pobunjenicima u sjevernom Iraku odnosno iračke potpore arapskim separatistima u Huzestanu, te pristanak Irana da vrati Iraku nekoliko spornih područja između Sulejmanije i Mandalija odnosno ravnomjerniju raspodjelu tamošnjih zaliha riječnih voda. Nakon iranske revolucije iz 1979. granični sporovi i dalje nisu ostali riješeni, a iračko ministarstvo vanjskih poslova tvrdilo je da nova iranska vlada odbacuje Alžirski sporazum. Četiri mjeseca kasnije tj. 30. listopada irački predsjednik Sadam Husein obznanio je da odbacuje isti sporazum, a sljedećih godinu dana redaju se međusobna optuživanja i povremeni granični sukobi. Dana 17. rujna 1980. Irak je pod izgovorm da Iran izbjegava granične obaveze i službeno proglasio Alžirski sporazum ništavnim, a pet dana kasnije pokrenuo je i vojnu agresiju na Iran. Nakon osam godina rata, Iran i Irak su 20. kolovoza 1988. pristali na prekid vatre i rješavanje graničnih sporova uz posredovanje Ujedinjenih naroda.

#### Granica s Pakistanom
Iranska granica s Pakistanom nalazi se u regijama Sistanu odnosno Beludžistanu i proteže se 978 km u smjeru sjever-jug. Ovo slabo naseljeno područje koje nikada nije izazivalo veću zainteresiranost kartografa uz manje je prekide bilo sastavnim dijelom povijesne iranske države još od ahemenidskog razdoblja, ali početkom 19. stoljeća kao posljedica sukoba iranskih (Safavidi, Afšaridi, Zandijci) i paštunskih dinastija (Hotaki, Durani) u istočnom Beludžistanu nastaje niz manjih nezavisnih državica među kojima su bile i beludžijske kneževine Haran i Kalat. Istovremeno, u Indiji se širi utjecaj Britanske Istočnoindijske kompanije što je sredinom 19. stoljeća rezultiralo pripajanjem spomenutih kneževina odnosno nastankom nejasno definirane iransko-britanske granice koja se politički održala sve do 1947. godine. Beludžistan za Britance ubrzo postaje od vitalnog strateškog značaja zbog planova o izgradnji telegrafa od Londona do Indije kao i mnogo širih geopolitičkih previranja na svjetskoj razini u čemu su glavnim suparnicima smatrali Ruse i Nijemce koji su također pokazali interes za regiju. Cjelokupnu situaciju dodatno su otežavali i lokalni sukobi Irana na zapadu, paštunskih plemena na sjeveroistoku, te beludžijskih na istoku regije tj. u Haranu i Kalatu pod britanskom upravom. Zbog svih navedenih čimbenika Britanci su početkom 1870-ih odlučili posredovati u svim teritorijalnim sporovima između triju strana, a granica Irana s Haranom i Kalatom (tadašnji sastavni dijelovi Britanskog Radža, kasnije Pakistana) određena je kroz dvije etape: godine 1871. Goldsmidovom komisijom određen je njen južni dio s Kalatom, te potom između 1895. i 1905. Holdichovom komisijom njen sjeverni dio s Haranom.
Sastavljanje trojne komisije dogovoreno je još 1870. godine, ali je odgođeno na zahtjev afganistanske vlade zbog unutrašnjih političkih problema. Granična komisija konačno je sazvana godinu dana kasnije i sastojala se od časnika iranskog ministarstva vanjskih poslova Mirze Masum-hana Ansarija u službi Nasrudin-šaha, kalatskog predstavnika Fakira Muhamed-hana, te britanskog pukovnika F. J. Goldsmida koji je ujedno bio zadužen i za projekt izgradnje britansko-indijskog telegrafa. Početni britanski prijedlozi naišli su na oštre osude i iranskog i kalatskog predstavnika, a u žarištu spora našli su se Kuhak i Isfandak. Goldsmid je odlučio pogodovati Iranu i prepustio mu navedene dvije strateške točke zajedno s teritorijem između rijeka Dašt i Nahang sve do luke Gvadar na obali Indijskog oceana, no njegov prijedlog naišao je na otpor britanske uprave u Kolkati pa su potonja područja ipak pripala Britanskoj Indiji. Time je definiran južni dio njihove granice, no granični spor oko Kuhaka, Isfandaka i doline Maškela ostao je neriješenim. Ova područja protezala su se sve do Helmanda približnom dužinom od 500 km, a otegodne okolnosti u razgraničavanju bile su nepostojanje relevantnih karata i upravni sporovi kneževina Haran i Kalat. Njihovo rivalstvo ubrzo je iskoristio Iran poslavši 1875. godine vojsku u Kuhak i Isfandak, što je 20 godina kasnije nagnalo Britance da u Teheranu službeno sazovu novu arbitražu (27. prosinca 1895.).
Novu komisiju vodili su iranski časnici i britanski pukovnik T. H. Holdich, a nakon manje od četiri mjeseca istraživanja utvrđena je karta s granicama prema kojima su dva sporna mjesta zajedno sa zapadnim dijelom doline Maškela u konačnici pripala Iranu. Međutim, novi problemi pojavili su se 1902. kada je Holdich prilikom okolčavanja granice sjeverno od Džalka primijetio da postoje odstupanja u odnosu na arbitražnu kartu tj. da su područja oko strateški važnog Mirdžava pogreškom prisvojena Britanskoj Indiji. Britanci su ovo pokušali ispraviti brzopletom izradom novih graničnih karata kojima bi prisvojili sporna područja, no to je izazvalo oštru reakciju Irana i odnosi dviju zemalja značajno su pogoršani. A. H. McMahon, britanski pukovnik koji je istovremeno sudjelovao i u razgraničenju Irana s Afganistanom, predložio je 1904. britanskim vlastima nametljiv pristup prema Iranu odnosno uspostavu tzv. „crvene linije” još dublje na njegovom teritoriju, ali takav prijedlog odbijen je uz posredništvo britanskog ministra u Teheranu koji je uvjerio Britance da Iran neće pristati na ustupke tj. da se trebaju držati Holdichove „plave linije”. Ubrzo se u iransko-britanski spor uključila i Rusija poticajući lokalne namjesnike da ometaju britansku trgovinu u Sistanu pa su Britanci pristali na iranske uvjete. Novi sporazum sklopljen je 13. ožujka 1905. čime je priznat iranski suverenitet nad Mirdžavom odnosno padinama planine Kuh-e Malek Siah.
U 20. stoljeću granice se nisu nimalo mijenjale iako je 1938. i 1939. sklopljeno nekoliko graničnih sporazuma lokalnog karaktera. Godine 1948. britanski Beludžistan je raspadom Britanskog Carstva izgubio je svoj identitet i postao dijelom nove države Pakistan, a dvije godine kasnije Britanci su Pakistancima predali čitavu graničnu dokumentaciju. Iste godine Iran i Pakistan sklopili su bilateralni granični ugovor kojim su uglavnom potvrđene starije smjernice po pitanju razgraničenja Mirdžava i Kuh-e Malek Siaha. Godine 2007. Iran je objavio kako će čitavom dužinom granice s Pakistanom podići zidanu ogradu visine tri metra s bodljikavom žicom u cilju da spriječi krijumčarenje, trgovinu drogom i terorističke napade od strane radikalnog Džundalaha. Ovim projektom granica će postati jedna od 13 ograđenog tipa u svijetu.

#### Granica s Turkmenistanom
Sjeveroistočna iranska granica tisućama godina bila je od ključne strateške važnosti s obzirom na to da je dijelila Iransku visoravan od otvorenih srednjoazijskih stepa iz kojih su nerijetko prodirale nomadske konjice poput Skita u starom odnosno turkijskih i mongolskih hordi u srednjem vijeku. Još za vrijeme partskog razdoblja prema sjeveroistoku je podignut veliki gorganski zid, fortifikacije duljine 195 km (najveće takve vrste nakon Kineskog zida) arheolozima poznate kao „crvena zmija”. Povijesni događaji na granicama prema Turanu ili Turkestanu odigrali su veliku ulogu u perzijskoj književnosti i iranskoj mitologiji među kojima je najpoznatija legenda iz Firdusijeve Šahname o strijelcu Arašu koji je na Damavandu požrtvovno izgubio život odapinjući graničnu strijelu između Irana i Turana, a ta se legenda slavi i dan danas tijekom godišnjeg iranskog festivala Tiregana.
Kao i u slučaju iranskih granica u regiji Kavkaza, granice s Turkmenistanom (1205 km) plodom su političkih sukoba s Rusima. Za razliku od razvoja događaja zapadno od Kaspijskog jezera, prodor Ruskog Carstva u donji dio Središnje Azije nije izazvao izravan sukob s Iranom. Međutim, Golestanski sporazum (kojeg je učvrstio onaj iz Turkmenčaja) omogućio je Rusiji monopol pomorske moći u Kaspijskom jezeru. Prema prvoj i dugo vremena jedinoj točki sporazuma, Rusija je nakon 1838. uz okupaciju otoka Ašurade na prilazu Gorganskom zaljevu imala pravo na pomorsku bazu koja se bila operativna sve do kraja 19. stoljeća. Godine 1854. Iran je zatražio napuštanje Ašurade, a Rusija je pristala uviđajući da veću prijetnju njenim vojnim interesima predstavljaju turkmenska plemena. Prilikom posjete otoku 1866. godine, iranski vladar Nasrudin-šah usuglasio se s ruskom politikom prema Turkmenima. Slijedom ovih događaja popraćenih i postupnim rastom kaspijskog vodostaja koji je rusku bazu učinio neupotrebljivom, ona je 1869. premještena u Krasnovodsk. Zbog iranskih prigovora ruska je vlada objavila da njihovom granicom smatra donji tok Atraka, na temelju čega je sjeverno od njegovog ušća pokraj Čekišlera podigla graničnu bazu.
Druga faza u definiranju granice bila je povezana s pacifikacijom turkmenskih plemena, aglomeracije nomadskog i polunomadskog stanovništva koje je prebivalo na području slabo određenih okvira. Većina tih plemena u 19. stoljeću prihvatila je uvjetnu ovlast hivskog kana, no ranije su u Iranu bili poznati po povremenim upadima na Iransku visoravan. Zbog toga se iranska politika prema turkmenskim plemenima tijekom safavidske vladavine u 17. i 18. stoljeću sastojala od naseljavanja kurdskog i azarskog stanovništva u Horasan gdje su odigrali ulogu čuvara prirodne granice na istočnom Alborzu odnosno Kopet-Dagu. Iranske su vlasti nadalje nastojale ostvariti prevlast nad graničnim plemenima pa je u vrijeme vladavine Nader-šaha Afšara (1736. – 1747.) uz sjeveroistočne planinske oaze podignut niz stalnih garnizona. Tijekom 19. stoljeća ovi su garnizoni postupno nestajali pod pritiskom Tekea, a posljednji među njima bili su Gjaurs i Anau (1861.) nakon čega je Iran odustao od daljnjih potraživanja prava na navedene položaje. Nakon što su ruske snage 1880-ih pacificirale plemena Tekea, planine u Horasanu postale su prirodnom granicom. Prema Teheranskom sporazumu iz 1881. definirana je precizna granica koja se protezala od Atraka do Čata, a potom je pratila planinska podnožja do Luftabada u okolici Dargaza. Ovim su sporazumom gotovo sva turkmenska plemena iz područja oko Dargaza uključena u Rusko Carstvo, dok su na tlu Irana ostale malene skupine poput one u dolini Kalat-e Čenara koja je jednovremeno bila vazalom kurdskog hana u Dargazu. Sporazum je plemenima s iranske strane zabranjivao sve poljoprivredne djelatnosti koje bi mogle onemogućiti protok vode na sjeveroistočne padine tih planina. Grad Sarahs na istočnom dijelu granice 1884. postao je dodirnom točkom s obzirom na to da su Rusi okupirali stari dio grada na istočnoj obali Hariruda dok je zapadni ostao u rukama Irana. Time je rijeka postala prirodnom granicom i protezala se sve do Afganistana, no područje između Luftabada i Sarahsa ostalo je nedefinirano. Rusi su prvenstveno imali pretenzije na Kalat-e Naderi jer su ga imali u planu mijenjati za dio Mogana, ali Iran je odbacio takvu ideju pa je granica ostala u podnožju planina dok su njene fiksne točke određene tajnim sporazumom sklopljenim 1883. godine.
Granica duž planinskog područja odmah se pokazala učinkovitom, ali njeni dijelovi uz rijeku Atrak dugo su vremena ostali teoretskog karaktera i iranska vlada imala je uvjetnu kontrolu nad turkmenskim stanovništvom u dolinama Atraka. Ruski granični službenici koji su održavali uredne odnose s turkmenskim plemenima južno od rijeke tijekom 1870-ih i 1880-ih godina nadalje, sve do Prvog svjetskog rata pokušavali su kontrolirati sve one koji su redovito prelazili na ruski teritorij. Do konačne pacifikacije iranskog dijela turkmenskog stanovništva došlo je nakon jeseni 1925. godine odnosno tijekom vladavine Reza-šaha Pahlavija (vl. 1925. – 1941.). U to vrijeme većina Jomuta naselila se u SSSR-u, no nakon sovjetske kolektivizacije masovno su se počeli vraćati u Iran 1930. godine.
Gospodarske aktivnosti na iransko-turkmenskoj granici prije ruske penetracije iz 19. stoljeća bile su vrlo ograničene i sastojale su se od jedne ili dviju karavana koje su prometovale između Astarabada i Mašhada s jedne odnosno Hive s druge strane. Međutim, pacifikacija turkmenskih plemena u Ašgabatu i Marvu odnosno izgradnja kaspijske željeznice rezultirali su razvojem granične trgovine preko planina u Horasanu. Glavna os ove trgovačke rute bila je cesta između Ašgabata i Kučana čiji je ruski ogranak dovršen još 1888. godine, a iranski dio tad još nije bio gotov. Izgradnja iranskog ogranka prvotno je povjerena austrijskom generalu A. J. Gasteigeru, no kasnije je razriješen dužnosti i njegovo mjesto zauzeo je M. H. Malek al-Todžar iz Mašhada. Brojne karavanske rute otvorene su kroz prijevoje oko Kake, Dušaka i Kizil-Arvata, a zbog uspona trgovine podignuta su i neka nova granična naselja poput Badžgirana koji je brzo rastao s obje strane granice. Količina ruske robe na tržištu u iranskom Mašhadu tijekom 1890-ih premašila je onu iz Britanske Indije i bila je vodećim izvorom europskih industrijskih proizvoda u Horasanu sve do konca Prvog svjetskog rata. S druge strane, iranski izvoz uglavnom se sastojao od poljoprivrednih proizvoda, prvenstveno vune i kože. Trgovinska razmjena između dviju zemalja ostala je aktivna sve do konca 1920-ih kada je sovjetska kolektivizacija u SSR Turkmenistanu rezultirala njenim naglim padom. Istovremeno, dio granice oko Atraka nije bio pacifiziran i gotovo nikada nije igrao gospodarsku ulogu. Godine 2007. oko 75 km južno od Sarahsa na graničnoj rijeci Harirud izgrađena je tzv. Brana prijateljstva.

#### Granica s Turskom
Iranska granica s Turskom danas je relativno kratka (511 km) u odnosu na ostale, no njen razvoj ima dugu povijesnu pozadinu jer je plodom novovjekovnih iransko-turskih ratova koji su također oblikovali i mnogo dužu granicu s Irakom. Područje sukoba između Osmanskog Carstva i iranskih dinastija okvirno se protezalo od Kavkaza do Perzijskog zaljeva, iako je bilo i privremenih prodora do središnje Anatolije na zapadu do iranskog Azarbajdžana na istoku. Prvi iransko-turski rat započeo je neposredno nakon uspona Osmanskog i Safavidskog Carstva pod Selimom I. (1512. – 1520.) odnosno Ismailom I. (1501. – 1524.), a prevagu su odnijeli Turci koji su nakon bitke kod Čaldirana (1514.) zauzeli zapadni Azarbajdžan zajedno s Tabrizom kao najvažnijim gradom. Uskoro je Iran izgubio i zapadni dio regije Kurdistan, a tijekom vladavine šaha Tahmaspa I. (1524. – 1576.) Osmanlije su nastavile prodor i pripojile veći dio istočnog Kurdistana i Mezopotamiju. Granice su relativno stabilizirane sklapanjem Amazijskog sporazuma (1555.) prema kojem nije definirana linija već pojas razgraničenja koji se protezao kroz Gruziju i Armeniju preko zapadnog Zagrosa sve do Basre. Odrednice ovog sporazuma u većoj su mjeri potvrđene novim Istanbulskim sporazumom (1590.) na koji je Iran bio prisiljen nakon osmanlijskog napada na Bagdad. Međutim, nakon što je neutralizirao uzbečku prijetnju na sjeveroistoku, iranski šah Abas I. Veliki (1588. – 1629.) započeo je niz uspješnih vojnih operacija kojima su Osmanlije protjerane iz Tabriza i većeg dijela Azarbajdžana. U vrijeme vladavine njegova nasljednika Safija I. (1629. – 1642.) potpisan je važni Zuhapski sporazum (17. svibnja 1639.) koji je u velikoj mjeri oblikovao današnju iransko-iračku granicu. Iako se rivalstvo između dva carstva nastavilo i dalje, granice su ostale prilično ustaljenima jer je upravljanje graničnim plemenima iz udaljenih prijestolnica bilo izuzetno složeno. Također, Osmanlije su oklijevale precizno definirati granice zbog mogućeg gubitka naklonosti lokalnih plemena koji su im plaćali danak, a iranski šahovi istovremeno su odbijali svaku mogućnost da osmanlijskim sunitskim sultanima prepuste regiju punu iranskih šijita i njihovih svetišta. Zbog ovih čimbenika Zuhapski sporazum bio je opravdano fleksibilan i obje su sile bile zaokupljene drugim žarištima pa je granica ostala nepromijenjenom sve do njihovog novog rata (1821. – 1822.) okončanog prvim Erzurumskim sporazumom (29. srpnja 1823.).
Od sredine 19. stoljeća nadalje niz prepiranja na lokalnoj, bilateralnoj pa čak i svjetskoj razini doveli su do potreba za detaljnim razgraničenjem. Lokalne incidente vjerskog i etničkog karaktera izazivala su granična kurdska plemena, bilateralni odnosi narušeni su osmanlijskim pokušajem da 1838. unište pomorsku trgovinu iranske luke Horamšaher u korist svoje Basre, a ubrzo se u politički sukob umiješalo i Britansko Carstvo plašeći se da će rat oslabiti Iransko i Osmansko Carstvo te tako omogućiti jačanje gospodarske i vojno-političke moći imperijalne Rusije na njihovim sjevernim granicama. Zbog navedenih čimbenika osnovana je zajednička komisija sastavljena od predstavnika Osmanlija, Iranaca, Britanaca i Rusa čiji je aktivan rad od 1843. kulminirao sklapanjem drugog Erzurumskog sporazuma (31. svibnja 1847.). Ovim sporazumom detaljno su obrađene iransko-osmanlijske granice u cijelosti, no smjernice su se uglavnom odnosile na Perzijski zaljev i Mezopotamiju odnosno Irak. Neposredno nakon sklopljenog sporazuma u Koturu i Hoju (sjeverozapadni Azarbajdžan) izbijaju novi sukobi, a situacija se stišava 1878. kada je potpisan Berlinski sporazum. Njime su dvije sile službeno prihvatile odrednice iz 1847. godine. Drugu polovicu 19. i početak 20. stoljeća obilježili su niz graničnih sporova odnosno dogovora koji su se uglavnom odnosili na jug tj. današnju iransko-iračku granicu, dok je posljednji iransko-osmanlijski sporazum relevantan za suvremenu granicu s Turskom sklopljen 1913. u Istanbulu. Njime je usklađeno da će granična kurdska plemena ostati podijeljena bez obzira jesu li suniti ili šijiti.
Nakon potpisivanja Mira iz Mudrosa (30. listopada 1918.) Turska se odrekla svih prava na Mezopotamiju koja je imala status okupiranog neprijateljskog teritorija sve do Kairske konferencije iz ožujka 1921. temeljem koje je osnovano Hašemitsko kraljevstvo Irak. Nakon ove teritorijalne promjene granice su precizno definirane Anglo-tursko-iračkim graničnim sporazumom potpisanim 5. lipnja 1926. kojim je iranska granica s Turskom znatno skraćena. Međunarodno priznata granica protezala se od točke 65 km sjeveroistočno od Ravanduza preko linije razgraničenja određene Tursko-iranskom komisijom do izvora rijeke Aras podno planine Ararat. U navedenoj komisiji iz 1914. kao arbitri opunomoćeni su Britanija i Rusija, a njome je detaljno određena iransko-osmanlijska granica od Perzijskog zaljeva do Ararata. Ipak, nikakva odluka nije donesena o graničnoj pokrajini Koturu čiji je teritorijalni status dugo vremena bio predmetom iransko-osmanlijskog spora. Korijeni ovog problema ishodom su rusko-osmanskih pregovora koji su 17. studenog 1913. završili sklapanjem Istanbulskog protokola, odnosno odrazom su još starije osmanlijske odluke iz 1905. kada su prestali s prodorima prema Iranu na istoku.
Tijekom međunarodnih konferencija u Europi nakon svršetka Prvog svjetskog rata na kojima je odlučivano i o sudbini bivših pokrajina Osmanskog Carstva, Iran je predao zahtjeve za teritorijima koji bi znatno povećali njegove zapadne granice. Na Pariškoj konferenciji iz 1919. godine potraživanja iranskog ministra vanjskih poslova Firuza uključivala su turski dio Kurdistana, Diyarbakır i Mosul, no europske sile odlučile su pogodovati Arapima pa su iranski zahtjevi odbačeni. Krajem 1920-ih glavni iransko-turski granični problem bile su sezonske migracije kurdskih nomadskih plemena što je jednima i drugima stvaralo administrativne poteškoće. Istovremeno su zabilježeni i oružani granični incidenti između iranskih i turskih snaga; prvo su Iranci 1927. prodrli zapadno do Doğubeyazıta u Turskoj, a potom su Turci dvije godine kasnije okupirali područja istočno od granice propisane 1914. tvrdeći kako su im ona vitalna za nacionalnu sigurnost. U ožujku 1929. Iran je zaprijetio povlačenjem iz mirovnog ugovora potpisanog tri godine ranije ako se Turci ne povuku, a Turska je istovremeno negirala vjerodostojnost Istanbulskog protokola tvrdeći da je joj je nametnut u vrijeme kada je bila vojno-politički slaba. Protiv smjernica Istanbulskog protokola bio je i sam Iran s obzirom na to da mu nisu odgovarale granice s Irakom oko Zuhaba i Arvand-Ruda.
Poslije godinu i pol dana uzastopnih pregovora s prekidima, turski podtajnik vanjskih poslova i iranski veleposlanik u Ankari su 9. travnja 1929. potpisali dva granična sporazuma. Prvim je potvrđeno razgraničenje iz 1914. godine (iako se taj sporazum konkretno ne navodi u tekstu), no prije preciznog definiranja predviđeno je da će miješane granične komisije temeljito istražiti područja oko naselja kao što su Bulakbaşı, Kotur, Sir i Margaraš. Drugi sporazum nazvan „Tursko-iranska konvencija za uspostavljanje reda i sigurnosti u graničnim regijama“ bio je sigurosnog karaktera.
Dana 23. siječnja 1932. iranski i turski ministri vanjskih poslova u Teheranu su potpisali sporazum kojim su definirane ograničene promjene u odnosu na onaj iz 1914. godine, uglavnom u korist Turske. Njime je sjeverni dio granice pomaknut prema istoku pa je Turska ostvarila potpunu kontrolu nad Araratom i njegovom okolicom. Ova novostečena područja zajedno s okolicom Kotura čine ukupnu površinu od približno 233 km². S druge strane, Iran je prema sporazumu zauzvrat dobio granični pojas uz jezero Borolan na krajnjem sjeveru granice, a linija iz 1914. na njenom južnom dijelu pomaknuta je ka zapadu čime mu je pripalo dodatnih 207 km² između Badžirge i Kuner Kota Daga. Prema drugom članku sporazuma naznačeno je da komisija za konačno razgraničavanje počne s radom u lipnju 1932. ali to se nije dogodilo sve do ljeta 1934. godine.
Granice propisane sporazumom iz 1932. neznatno su izmijenjene u iransku korist novim ugovorom sklopljenim 26. svibnja 1937. godine; njime je Iranu pripala i okolica Marbišua u južnom graničnom dijelu između Badžirge i Kuner Kota Daga. Novi sporazum plodom je kartografskih propusta u graničnim kartama iz 1932. na kojima je pogrešno lociran samostan u Deir Marbišu, a 14. ožujka 1937. prethodila mu je konvencija o sigurnosti koja je ratificirana tek 11. srpnja 1939. godine. Drugi članak Sadabadskog pakta sklopljenog u Teheranu (8. srpnja 1937.) između Irana, Turske, Iraka i Afganistana još je jedan značajan dokument relevantan za iransko-tursku granicu, a njime je zajamčena nepovredivost iranskih i inih granica.
Iako je od Drugog svjetskog rata nadalje na iransko-turskoj granici zabilježen niz manjih incidenata, obje zemlje nisu dovodile u pitanje legalnost sporazuma iz 1932. odnosno 1937. godine i zadržale su dobre odnose. Općenito, od 1937. do danas nije bilo nikakvih izmjena granice u vojnom, političkom i pravnom smislu, a jedina neriješena pitanja bila su migracije nomadskog dijela kurdskog stanovništva uz granična područja temeljem čega je nakon 1955. sklopljen niz novih graničnih sporazuma administrativnog karaktera. Jedan od posljednjih među njima potpisan je u prosincu 1984. godine, a odnosio se na suzbijanje djelovanja kurdskih marksističkih skupina (npr. PKK) i zajedničku graničnu kontrolu.
Obala i pomorske granice
Iranska obalna crta proteže se ukupnom dužinom od 2810 km i fizički se sastoji od sjevernog dijela uz Kaspijsko jezero (765 km) odnosno južnog uz Omanski i Perzijski zaljev (2045 km). Pomorsko razgraničavanje u Perzijskom zaljevu i Kaspijskom jezeru posljednjih je desetljeća bilo vrlo trbulentno, posebice zbog osamostaljenja bivših britanskih protektorata odnosno sovjetskih republika, ogromnih zaliha fosilnih goriva ispod dviju vodenih masa, te velike geostrateške važnosti otoka Perzijskog zaljeva.
Sukladno UN-ovoj konvenciji o pravu mora, južne iranske teritorijalne vode obuhvaćaju obalni pojas širine 12 morskih milja uz jednako širok vanjski pojas. Potreba za određivanjem središnje granice 200-300 km širokog Perzijskog zaljeva pojavila se 1965. godine kada su je Teheran i London okvirno definirali na temelju epikontinentalnih pojaseva između Irana na istoku odnosno britanskih protektorata na Arapskom poluotoku, a upotpunjena je tri godine kasnije kada je Iran sklopio i sličan bilateralni ugovor sa Saudijskom Arabijom. Prilikom postizanja potonjeg sporazuma presudnu ulogu odigrala su bogata naftna polja odnosno otoci Farsi i Arabi zbog kojih iransko-saudijska granica djelomično odstupa od epikontinentalne linije. Tijekom 1960-ih započela su i razgraničenja na sjeveru zaljeva s osamostaljenim Kuvajtom, no precizne morske granice nisu definirane do današnjeg dana zbog trostranih političkih nesuglasica na razini Iran – Irak – Kuvajt. U geografskom smislu, najveći problem predstavljali su iranski otok Harg odnosno kuvajtski otok Failaka s obzirom na to da obje strane potraživale da njihov otok bude temeljnom točkom za određivanje središnje linije, dok su istovremeno drugoj strani negirali to pravo. Iako su se 1970. godine Iran i Kuvajt usuglasili da prihvaćaju relevantnost oba otoka, ratificiranje sporazuma je odgođeno do daljnjeg. Pomorsko razgraničenje posebno se zakompliciralo 1971. kada su nezavisnost od Britanije proglasili Katar, Bahrein i UAE. Iran je iste godine potpisao pomorski granični ugovor s Katarom i dvije zemlje nisu imale daljnjih nesporazuma, no u žarištu spora našli su se otoci Veliki i Mali Tunb odnosno cijeli Bahrein koje je Iran potraživao od Britanije još od 1930-ih godina. Ubrzo su Iranci prihvatili samostalnost Bahreina, a otoke Veliki i Mali Tunb zaposjeli su vojskom čime je započeo dugogodišnji spor s Emiratima. Godine 1975. sklopljen je i bilateralni ugovor s Omanom čime je određena granica u strateški važnom Hormuškom tjesnacu. Osim teritorijalnih i pomorskih nesuglasica s arapskim zemljama Perzijskog zaljeva, Iran je u sporu i oko imenovanja samog zaljeva s obzirom na to da su ga Arapi od 1950-ih počeli nazivati „Arapskim zaljevom”. Međutim, vodeći kartografski i hidrološki instituti svijeta kao i Ujedinjeni narodi službeno se i dalje služe njegovim povijesnim nazivom - Perzijski zaljev.
Kaspijsko jezero do 1991. bilo je omeđeno isključivo Iranom i Sovjetskim savezom, a ključni sporazumi između dviju država bili su Iransko-ruski ugovor o prijateljstvu (1921.), pomorsko-trgovački sporazum (1935.) i pomorsko-granični sporazum (1957.). Njima je kaspijska granica bila određena ravnom crtom između Astare na zapadnoj obali i točke 2,2 km južno od Gorganskog zaljeva na istočnoj čime je Iran dobio približno 1/7 jezera, no dvije zemlje imale su jednako pravo na iskorištavanje kaspijskih prirodnih bogatstava. Nakon raspada SSSR-a kaspijsku obalu uz Rusiju dobile su i nove samostalne države Azerbajdžan, Kazahstan i Turkmenistan čime je započeo 20-godišnji spor po pitanju novog načina razgraničavanja, a u žarištu spora našla su se podvodna nalazišta fosilnih goriva. Tri nove države predložile su podjelu središnjim linijama s obalnim graničnim spojnicama kao referentnim točkama, ali Iran i Rusija odbacuju takav prijedlog i nude oprečna rješenja. Rusija predlaže da se uspostave obalna zona (teritorijalnih 12 n. m. ili gospodarskih 45 n. m. širine) podjeljena središnjim linijama odnosno vanjska zona namijenjena zajedničkom iskorištavanju, dok Iran na temelju starijih ugovora o ravnopravnoj podjeli traži diobu čitavog Kaspijskog jezera na pet jednakih dijelova. Ovaj problem nije riješen do današnjeg dana, a 2000-ih povremeno je izazivao i sporadične oružane okršaje.

### Upravna podjela
Administrativna podjela prvog stupnja u Iranu je tijekom 20. stoljeća bila kaotična i uključivala je uzastopne reorganizacije pokrajina, a razlog tome bila je nedovoljno razvijena prometna mreža u središnjem i jugoistočnom dijelu zemlje odnosno neravnomjerna raspodjela stanovništva. Prema Encyclopædia Britannici, Iran se 1908. godine pod kadžarskom dinastijom sastojao od 34 upravne jedinice podijeljene na 26 pokrajina i osam zavisnih teritorija. Uspostavom dinastije Pahlavi u prvoj polovici 20. stoljeća broj pokrajina je prvotnom reorganizacijom smanjen na dvanaest, a potom 1950. godine na deset. Nakon toga slijedi obrnuti trend odnosno njihovo dijeljenje, a današnje stanje rezultat je zadnje diobe iz 2010. godine od kada se Iran sastoji od 31 pokrajine (perz. ostān).
| Pokrajina | Okrug | Kotar  | Grad/Opć. | Selo           |
| --------- | ----- | ------ | --------- | -------------- |
| P         | O1    | K1 (c) | G1 (c)    | -              |
| P         | O1    | K1 (c) | G2        | -              |
| P         | O1    | K1 (c) | Op1       | S1, S2, S3, S4 |
| P         | O1    | K2     | G3        | -              |
| P         | O1    | K2     | Op2       | S5, S6         |
| P         | O1    | K3     | Op3       | S7, S8, S9     |
| P         | O2    | K4 (c) | G4 (c)    | -              |

Osim pokrajina postoje i niže upravne podjele koje uključuju okruge (perz. šaherestān) kao drugi administrativni stupanj, kotare (perz. bahš) kao treći, te gradove (perz. šaher) ili općine (perz. dehestān) kao posljednji stupanj. Na svim razinama postoje oblici lokalne samouprave koje predstavljaju čelnici (perz. ostāndār, farmandār, bahšdār, šaherdār i dehdār). Organizacijska struktura upravnih podjela prikazana je u shematskoj tablici lijevo: pokrajine (P) se dijele na nekoliko okruga (O1 i O2), a okruzi na kotare među kojima je jedan središnji i najčešće nosi ime glavnog grada pokrajine odnosno okruga. Nadalje, kotari se sastoje od jednog ili više gradova odnosno općina (sastavljenih od sela). Pojedini se kotari sastojati isključivo od sela, dok okrug po pravilu uvijek sadrži neki veći grad. U trećini slučajeva javlja se princip da je pokrajina zajedno sa središnjim okrugom i kotarom imenovana prema pokrajinskom glavnom gradu, dok su ostale imenovane uglavnom prema iranskim regijama. Kod upravne podjele postoje i dva specifična izuzetka: Komska pokrajina koja nije podjeljena na okruge već izravno na kotare, te megalopolis Teheran čija se urbana aglomeracija proteže preko četiri okruga (Teheranskog, Islamšaherskog, Rajskog i Šemiranatskog) odnosno dvije pokrajine (Teheranska i Alborška). Prema službenom popisu stanovništva iz 2006. (1385. AP) Iran je imao ukupno 336 okruga, 889 kotara, 1016 gradova i 2400 općina.

## Humanistička geografija

### Kulturna geografija
Iran u kulturnom smislu predstavlja etničko-religijski mozaik čiju jezgru karakterizira iranski ethnos, perzijski jezik i šijitizam. Sva tri elementa prisutna su kod Perzijanaca, najmnogoljudnijeg naroda koji demogeografski prevladava u unutrašnjosti, osobito Farsu i Horasanu. Drugi najbrojniji narod su Azari (20 %), turkofoni šijiti naseljeni u sjeverozapadu zajedno s Kurdima (7 %) čiji je jezik iranski odnosno religija uglavnom sunitska. Ove međusobne oprečnosti kod Azara i Kurda plodom su stoljetnog prožimanja iranske i turske kulturne sfere, ali i njihovih žestokih ratova. Osim kod dvaju spomenutih naroda u Azarbajdžanu i Kurdistanu, istovjetne razlike postoje i na drugim periferijama zemlje − neiranskih šijitskih Arapa (1 – 2 %) u Huzestanu i Hormuzganu odnosno kaškajskih plemenskih zajednica na zapadu Farsa, te iranskih sunitskih Beludža (2 – 3 %) i Paštunaca (<1 %) uz istočne granice odnosno manjih zajednica Tališa na sjeveru. Najslabije integriranim narodom u kulturnom smislu smatraju se neiranski sunitski Turkmeni (<1 %) koji žive u dolinama Atraka. Izuzevši spomenute Kurde, Beludže, Paštunce i Tališe, ostali narodi koji se osim službenog perzijskog služe i drugim jezicima iz srodne iranske porodice su Mazanderani i Gilaki na sjeveru odnosno Luri na jugozapadu zemlje (ukupno 12 %). Iako je Iran tradicionalno multietnička država, kulturna integracija pojedinih naroda u 20. stoljeću bila je djelomično prožeta i politizacijom − prvo etničkim nacionalizmom za vrijeme dinastije Pahlavi, a zatim vjerskom dimenzijom od revolucije nadalje.

### Urbana geografija
| Najveći iranski gradovi (po broju stanovnika) |           |           |
| 1.                                            | Teheran   | 7.088.287 |
| 2.                                            | Mašhad    | 2.427.316 |
| 3.                                            | Isfahan   | 1.602.110 |
| 4.                                            | Tabriz    | 1.398.060 |
| 5.                                            | Karadž    | 1.386.030 |
| 6.                                            | Širaz     | 1.227.331 |
| 7.                                            | Ahvaz     | 969.843   |
| 8.                                            | Kom       | 964.706   |
| 9.                                            | Kermanšah | 794.863   |
| 10.                                           | Urmija    | 583.255   |

Urbanistička tradicija u Iranu ima tisućljetnu povijest o kojoj svjedoče i neki od najstarijih kontinuirano naseljenih gradova svijeta kao što su Suza, Jazd, Hamadan i Raj. Druga važna povijesna odlika kod iranskih gradova u cjelini jest izrazita dinamičnost u promjenama prijestolnica (40-ak) odnosno geografskom razmještaju, što je više uvjetovano geopolitičkim nego gospodarskim čimbenicima. Najstariji gradovi su elamski i nicali su prvenstveno u plodnom Huzestanu zajedno sa susjednim mezopotamskim na zapadu, no zbog asirskog pustošenja i uspona prvih iranskih dinastija sredinom 1. tisućljeća pr. Kr. primat preuzimaju gradovi u unutrašnjosti (Ekbatana, Pasargad, Perzepolis). Kasni stari vijek karakterizira uravnoteženje urbanih žarišta između orografski zaštićene visoravni i plodne Mezopotamije (Opis, Ktezifont), dok su se u srednjom vijeku u potpunosti premjestili prema Horasanu i Središnjoj Aziji (Nišapur, Merv, Buhara, Samarkand) koji su bili raskrižjem Puta svile između Indije i Kine odnosno kalifata i Europe. Tijekom novog vijeka zbog geostrateških uvjeta počinje dominirati tzv. „središnja os” uz koju su razmješteni Isfahan, Širaz, Kazvin i Teheran, a takva se struktura zadržala do današnjeg dana. Izuzevši prijestolnice, razmještaj ostalih većih gradova uvjetovan je prvenstveno ekonomskim ili religijskim čimbenicima (npr. zoroastrijski Jazd i šijitski Ardabil i Mašhad). U užem geografskom kontekstu, najveće iranske gradove karakterizira smještaj na ravnicama tik uz podnožje planina što je fenomen koji se može objasniti lokalnim klimatskim razlikama odnosno tradicionalnim korištenjem kanata za navodnjavanje.
Ubrzana urbanizacija od sredine 20. stoljeća ishod je političke centralizacije, a najznačajnije suvremeno urbano žarište svakako je Teheran čija se zona utjecaja 1950-ih godina protezala sjeverozapadom i središtem zemlje, dok je prema jugozapadu bila ograničena Zagrosom. Gradovi uz Perzijski zaljev smješteni zapadno i južno od navedenog gorja istovremeno su gravitirali Abadanu, no prometnim razvojem tijekom 1960-ih i 1970-ih godina potpali su pod utjecaj teheranske zone, isto kao Kurdistan i Fars. Izuzevši Teheran, danas se značajnim urbanim žarištem smatra Mašhad kojem gravitiraju sve sjeveroistočne i istočne pokrajine, a među ostale spadaju Tabriz, Isfahan i Širaz. Prema popisu stanovništva iz 2006. godine, u Iranu se nalazi 1016 gradova s ukupno 48,259.964 žitelja.
- Teheran
- Mašhad
- Isfahan
- Tabriz
- Karadž

### Ekonomska geografija
| (hrv.) Glavna industrijska žarišta i poljoprivredne kulture |  | (hrv.) Glavna industrijska žarišta i poljoprivredne kulture |
| (hrv.) Glavna industrijska žarišta i poljoprivredne kulture |  |                                                             |

Proces industrijalizacije većih razmjera u Iranu započinje 1920-ih i postupno se razvijalo tijekom sljedećih desetljeća, a stupanj potpuno industrijalizirane zemlje dosegnuo je sredinom 1970-ih godina. Za vrijeme iransko-iračkog rata brojna su industrijska postrojenja (osobito naftna) na jugozapadu bila oštećena, temeljem čega je uslijedio trend njihovog dislociranja prema unutrašnjosti. Površina obradivog tla u Iranu iznosi oko 221.400 km² odnosno 13,43 % od ukupne površine, od čega se većina nalazi uz Kaspijsko jezero i u sjeverozapadnim dolinama zemlje. U sjevernim i zapadnim dijelovima poljoprivredne površine uspjevaju zahvaljujući kiši, dok je kod ostalih za uspješne usjeve nužno navodnjavanje.
Sve do početka 19. stoljeća Iran je bio gotovo u potpunosti nepristupačan sa svih strana, a sa susjedima su ga povezivali uski planinski prijevoji. Danas Iran ima razvijenu mrežu asfaltiranih cesta koje spajaju golemu većinu gradova i manjih naselja. Američke procjene iz 2006. godine navode kako je ukupna dužina svih iranskih cesta 172.927 km, od čega je 125.908 km (73 %) asfaltirano. Duljina željezničkih pruga je 8442 km, dok je trenutačno u izgradnji dodatnih 5000 km. Najznačajnija luka nalazi se u Bandar-e Abasu koji je smješten na obali Hormuškog tjesnaca, a pristigla se roba po državi raznosi kamionima ili vlakovima. Željeznička pruga između Teherana i Bandar-e Abasa otvorena je 1995. godine i zahvaljujući željezničkom spojnicom s Mašhadom igra važnu ulogu u opskrbi Središnje Azije. Ostale značajne iranske luke uključuju Bandar-e Anzali, Neka i Bandar-e Turkaman na kaspijskoj obali, odnosno Horamšaher i Bandar-e Homeini na obali Perzijskog zaljeva. Deseci iranskih gradova imaju vlastite zračne luke za prihvat putničkih i teretnih zrakoplova − diljem zemlje aktivno ih je 319, od čega 133 asfaltiranih.

## Geologija
Iran u općem geološkom smislu karakterizira pripadnost planinskom pojasu euroazijske litosferne ploče iz tercijarnog razdoblja, odnosno u užem smislu prostranoj Iranskoj visoravni proizišlom konsolidacijom prekambrijskog temelja kojeg neki geolozi smatraju odvojkom prekambrijske arapske ploče. Prirastanje više ili manje stabilnih ostataka prekambrijskih strukturalnih slojeva (tzv. „središnja masa”) i geološki mladih elemenata poput tercijarnih planinskih zona Alborza ili Zagrosa je neosporno, no tumačenje njihovog razvoja prošlo je kroz drastične promjene. Ne ulazeći u pojedinosti o znanstvenoj povijesti, sadašnje stanje može se sažeti na sljedeći način:
a) Alborz i srednjoiransko gorje u stratigrafskom i strukturalnom smislu prožimaju se mnogo više nego što je prvotno pretpostavljano.
b) Nedostaju paleozojski orogeni (između kasnog prekambrija i srednjeg trijasa) što ukazuje da je središnji Iran iskusio vjerojatno ujednačene kontinentalne i epikontinentalne uvjete odnosno tektonsku stabilnost.
c) Mezozojske i tercijarne zone karakterizira alpska orogeneza koja prekriva sve dijelove središnjeg Irana zajedno s periferijama. Konkretno, periferni nabori pojaseva poput Kopet-Daga, gorja Makrana ili Zagrosa uključeni su u geosinklinalni razvoj dok iranska jezgra zadržava svoj epikontinentalni karakter.
d) Za razliku od drugih regija svijeta, iranska gorja tercijarnog podrijetla zadržavaju snažne predtercijarne elemente, uključujući prekambrijske orogene.
e) Suvremena geološka istraživanja ukazuju da je tzv. „središnja masa”, prvotno spominjana u kontekstu ostatka paleozojske podloge, vjerojatno ograničena samo na manje dijelove središnjeg Irana odnosno tzv. „lutski blok”.
Ovaj pojednostavljeni sažetak i tumačenje geološkog razvoja može se potkrijepiti činjenicom da dosad nisu pronađeni nikakvi tragovi kaledonskih i hercinskih orogena. Također, sedimente prosječne debljine 3000 − 4000 m u središnjem Iranu uglavnom odlikuju homogeni kontinentalni materijali terestrijalnog podrijetla s relativno visokim stupnjem jednolikosti. Smješteni su iznad konsolidiranih erozivnih površina koje se datiraju u trijas ili starija razdoblja, a ponekad čak izravno pokrivaju prekambrijsku podlogu i erozivne platforme. Od posebnog značaja za proučavanje geološkog razvoja jest teorija o tektonici ploča; na temelju paleontoloških i paleomagnetskih podataka većina geologa smatra Iran dijelom stare Gondvane, a smještavaju ga između današnje lokacije i Afričkog roga. Iranska ploča današnji je položaj poprimila tek koncem krede i kasnijih razdoblja, dok njen tektonski sudar s arapskom nije izazvao samo nabiranje Zagrosa već i opsežne vulkanske odnosno potresne aktivnosti koje su učestale i dan danas.
Geološke zone Irana variraju ovisno o stručnim izvorima, no relevantnim među njima najčešće se smatraju razredbe J. Stöcklina i J. V. Harrisona iz 1968., metamorfna karta Iranskog geološkog zavoda iz 1986., te geološke analize N. Nezafatija iz 2000-ih godina:
| Zona               | Geološke osobine | Razdoblje                                                   | Metalne sirovine | Rudnici                                          |
| ------------------ | --- | ----------------------------------------------------------- | --- | ------------------------------------------------ |
| Alborz             | efuzivne i vulkanoklastične stijene | tercijar                                                    | olovo‒cink, bakar (±zlato), željezo | Kuh-e Duna (Pb, Zn, Ag)                          |
| Središnji Iran     | horstovi prekambrijske kristalizirane podloge; sedimenti paleozojske platforme; kambrijsko- trijaške sedimentne stijene; magmatske stijene | prekambrij, paleozoik, trijas, tercijar                     | bakar (±nikal‒kobalt), olovo‒cink, željezo (±magnezij), zlato, volfram‒bakar‒(±kositar)‒zlato, magnezij, antimon                                                             | Tal Mesi (Cu), Meskani (Cu), Čadormalu (Fe)      |
| Istočni Iran       | sedimenti fliša i molase | kreda‒                                                      | volfram‒zlato, bakar‒zlato, bakar (±olovo‒cink), kromit‒magnezij | Kale-Zari (Au, Cu, Bi)                           |
| Huzestanska nizina | aluvijalni nanosi | neogen, kvartar                                             | bez metalnih sirovina; golema nalazišta nafte | -                                                |
| Kopet-Dag          | sedimenti (uglavnom karbonati) | mezozoik, tercijar                                          | oskudnost ležišta | -                                                |
| Lutski blok        | stara stabilna platforma prekrivena gustim mezozojskim sedimentima i eocenskim vulkanskim stijenama                                        | mezozoik, eocen                                             | bakar, olovo‒cink (±bakar‒antimon), volfram (±kositar)‒bakar, željezo | Kuh-e Se-Čangi (Pb, Zn, Cu)                      |
| Makran             | obojeni melanž i gusti sedimenti fliša i molase                                                                                            | kasna kreda, paleocen (melanž); kreda‒ (fliš)               | titanij, krom‒mangan, bakar‒cink, bakar‒zlato | Giravan (Cu)                                     |
| Urmija‒Dohtar      | efuzivne stijene (bazalt i dacit); piroklastične stijene (tuf i ignimbrit); plutoniti (diorit i granit); numulitski vapnenac               | kasna jura‒, kvartar (vrhunac magmatskih aktivnosti); eocen | velike zalihe u porfirnim, vulkanskim sulfidnim, skarnskim, hidro- i epitermalnim ležištima raznih vrsta metala: željezo, bakar‒(molibden‒zlato), zlato, olovo, cink, mangan | Vešnavah (Cu), Sarčešme (Cu, Mo), Gol Gohar (Fe) |
| Sanandadž‒Sirdžan  | metamorfne i intruzivne stijene | fanerozoik; uglavnom mezozoik                               | volfram (±kositar)‒bakar (±zlato), željezo (±magnezij), zlato, olovo‒cink, kromit                                                                                            | De-je Husein (Cu, Sn, Au)                        |
| Nabori Zagrosa     | nabori gustih sedimenata (karbonatne stijene i karbonati) iznad metamorfne prekambrijske podloge; slani dijapiri na jugu                   | kasni prekambrij‒rani kambrij; karbon‒kasna kreda; kreda‒   | opća oskudnost ležišta; olovo, željezo, kromit | Surme (Pb, Zn), Hormuz (Fe)                      |
| Navlake Zagrosa    | istovjetno naborima; ofiolitni melanž | mezozoik                                                    | kromit | -                                                |

Bez obzira na razlike među detaljima razredbi i tumačenjima iranske geološke povijesti, geologija i tektonika također su odigrali iznimnu ulogu u orohidrografskom i geomorfološkom razvoju temeljem kojeg se Iran može podijeliti i na pet prirodnih regija: kaspijske nizine, gorje Alborza s Kopet-Dagom, središnju visoravan, gorje Zagrosa s Makranom, te obalne nizine Perzijskog zaljeva. Iranska visoravan kao zatvoreni slijev najznačaniji je geomorfološki čimbenik u geološkoj strukturi s obzirom na to da je u potpunosti fluvijalno odnosno hidrografski odsječena od svjetskih oceana. Gorja Alborza i Kopet-Daga na sjeveru odnosno Zagrosa i Makrana na zapadu i jugu stvaraju geološko-geomorfološku zapreku koja odvaja gotovo polovicu iranskog kopna od izravne interakcije s Indijskim oceanom. Ova ogromna površina središnjeg Irana, prvotno geološki pojednostavljena kao homogena „središnja masa”, zapravo je vrlo složena geološka struktura. Podrobniji pogled na geologiju središnjeg Irana otkriva njen utisak na geomorfologiju i ekologiju zemlje. Najveće razvodnice unutrašnjih drenažnih bazena razumljive su isključivo kao ishod geološkog razvoja odnosno tercijarne strukture alpskog orogena ‒ nabori i rasjedi su ne samo pridonijeli izuzetno složenom srastanju geoloških uzvisina i depresija već i cjelokupnim pukotinama tla odnosno sljevovima. Primjerice, susjedni zatvoreni sljevovi poput prostranih pustinja Dašt-e Kavira (>200.000 km²) i Dašt-e Luta (166.160 km²) nalaze se na različitim nadmorskim visinama i odvojeni su naboranim gorjima iz razdoblja tercijara.
- Slani nanosi uz obalu Urmije (Z. Azarbajdžan)
- Metamorfiti uz erozivni Bašti-Rud (K. i B.-Ahmad)
- Sedimentne stijene Alborza (Teheranska pokrajina)
- Sumpor na stijenama Damavanda (Mazandaran)

### Mineralne sirovine
Iran je iznimno bogat mineralnim sirovinama što je usko povezano s geološkim razvojem odnosno strukturom. Iako u demografskom i teritorijalnom smislu predstavlja nešto više od 1 % svjetskog stanovništva odnosno površine, podno Zagrosa i drugih iranskih gorja nalazi se više od 7 % ukupnih svjetskih zaliha mineralnih sirovina. Ležišta su rasprostranjena u svim dijelovima zemlje, no neka od njih nalaze se u udaljenim izoliranim područjima ili su nejednoliko raspoređena u tlu što otežava njihovo gospodarsko iskorištavanje. Ove zapreke jedan su od glavnih razloga zašto cjelokupno rudarstvo tijekom 20. stoljeća nije bilo ujednačeno s proizvodnjom ugljena, nafte i prirodnog plina.
Ležišta željeza karakteristična su za sve dijelove zemlje, a većina njih nalazi se između južnih padina Alborza i unutrašnje vulkanske zone odnosno njenih rubnih područja. Najznačajniji rudnici su Čadormalu koji se nalazi približno 200 km sjeveroistočno od Jazda, Gol Gohar pokraj Sirdžana, te posebno područje oko Kermana i Bafka čija ležišta sadrže više od milijardu tona željezne rude. Potonji rudnici također su glavni opskrbljivači velike čeličane u Isfahanu. Ležišta bakra uglavnom se nalaze među tercijarnim vulkanskim stijenama, a područja koja vrijedi istaknuti su Čahar Gonbad smješten 110 km jugozapadno od Kermana, Anarak s pripadajućom mikroregijom, te Sarčešme kod Kermana koji je još 1960-ih identificiran kao potencijalno najveće ležište bakra u svijetu. Ležišta olova i cinka koncentrirana su u središnjem Iranu i to prvenstveno oko Bafka, te u Zandžanskoj pokrajini na sjeverozapadu zemlje. Ostala ležišta mineralnih sirovina uglavnom nisu značajna u geološkom ili gospodarskom smislu i lokalnog su karaktera, a uključuju kromit (okolica Bafka, Sabzevara i Bandar Abasa) magnezit (južni Horasan i Ardestan), te mangan (okolica Bafka i Semnana).
Posebnu pažnju zaslužuju i ležišta ugljena i fosfata koja su također rasprostranjena širom zemlje. Vađenje ugljena u okolici Teherana odnosno podno Alborza ima veliku važnost još od 19. stoljeća zbog iskorištavanja šuma za proizvodnju drvenog ugljena. Na spomenutim područjima ugljen se vadi i dan danas, dok sve veću ulogu preuzimaju ugljenokopi u Kermanskoj pokrajini. Koncem 20. stoljeća ugljenokopi oko Kermana i Ziraba snabdijevali su veliku isfahansku čeličanu s 800.000 tona ugljena na godinu odnosno 80 % njenih potreba. Zalihe fosfata procjenjuju se na oko 0,5 milijardi tona što je dovoljno za zadovoljavanje godišnjih tuzemnih potreba od 2,5 milijuna tona fosfatnih gnojiva. Glavna ležišta fosfata nalaze se oko Bafka u Jazdskoj pokrajini, a sporedna oko Ramhormuza, Behbahana i Dašt-e Deha u Hormuzganu, Semnana i Šaheruda u Semnanskoj pokrajini, te u okolici Teherana i Zandžana.
Nafta i prirodni plin predstavljaju najvažniju geološku sirovinu od tuzemnog i međunarodnog gospodarskog značaja, a nalazišta fosilnih goriva koncentrirana su uz obalu Perzijskog zaljeva odnosno huzestanskim nizinama. U geološkom smislu, nalazišta su nastala nabiranjem Zagrosa. Stoljetna iskustva s curenjem nafte i plina u jugozapadnom Iranu na prijelazu iz 19. u 20. stoljeće dovela su do intenzivnog istraživanja odnosno razvitka iranske naftne industrije.

### Prirodne katastrofe
Geološke karakteristike u velikoj su mjeri odgovorne za razne oblike prirodnih katastrofa koje redovito pogađaju Iran, među kojima se prvenstveno ističu potresi uzrokovani sudaranjem euroazijske i arapske litosferne ploče. Subdukcijska zona proteže se približno 1800 km usporedno sa Zagrosom odnosno u smjeru sjeverozapad-jugoistok, no seizmički najaktivnije područje ipak je tzv. „iranski polumjesec” koji se proteže uz Azarbajdžan, Alborz, Kopet-Dag, Horasan, Sistan, istočni Dašt-e Lut i Makran.
Iran uz Kinu bilježi najveći broj smrtno stradalih od potresa, a pogođeni gradovi kroz povijest s desecima tisuća žrtava uključuju Damgan (856.), Ardabil (893.), Nišapur (1405.), Tabriz (1727. i 1780.), Kašan (1755.), Rudbar (1990.) i Bam (2003.). Zbog seizmoloških predviđanja o velikoj vjerojanosti da Teheran u bližoj budućnosti pogodi potres velikih razmjera, iranski je parlament 2010. godine raspravljao o premještanju glavnog grada na neku od tri sigurnije lokacije među kojima se najčešće spominju Isfahan, Šaherud ili Semnan.
Osim što potresi izazivaju tragične ljudske i materijalne gubitke uključujući pustošenja naselja i komunikacijskih mreža, oni su također i uzrok velikog broja ekoloških posljedica. Muljne i zemljane bujice kao i ostali oblici derazije vrlo su česta posljedica djelovanja potresa, a najizraženiji su u područjima gdje su padine sastavljene od smičnih pukotina ili skliskih glinenih tala. Muljne bujice osobito su učestale kod vulkanskih pepela i na svim oblicima stratigrafskih naslaga natopljenih vodom i(li) ledom koje su podložne utjecaju seizmičkih valova. Ove pojave karakteristične su za vlažna područja sjevernog Irana s pripadajućim vulkanima (npr. Damavand), ali i za vrlo osjetljive zone slanih dijapira na jugoistoku zemlje.
Potresi također uzrokuju i opasna klizišta, karakteristična i za guste regolite ili pak slabe kamene podloge. Potonje se osobito odnose na stratificirane temeljce pune geoloških pukotina, isprekidane mekanim i vodopropusnim materijalima koji ih čine lako erozivnim. Klizišta, muljne i zemljane bujice redovito izazivaju štetu na nižim padinama i dolinama koje su gusto naseljene, a nerijetka pojava jest da klizajuće krhotine zapriječe tokove potoka odnosno oblikuju privremena jezera koja naposljetku uvijek probiju nestabilnu branu i poplave okolne doline.
Snažnije vulkanske aktivnosti na teritoriju Irana nisu zabilježene stoljećima, a posljednje vulkanske erupcije datiraju se u eocen i kvartar. Ipak, aktivnosti nižeg inteziteta poput fumarola, solfatara ili mofeta učestale su i dan danas kod Damavanda, Bazmana, Sabalana i Taftana. Jedinstven slučaj predstavlja grad Ramsar u Mazandaranu, mjesto s najvećim stupnjem prirodnog ionizirajućeg zračenja u svijetu (do 260 mSv godišnje) koje dolazi od od izotopa radija-226 odnosno djelovanjem uranija i torija. Međutim, visok stupanj radioaktivnosti ne utječe na zdravlje lokalnog stanovništva koje je prema studijama kroz povijest razvilo prirodnu imunost.

## Geomorfologija
Reljefi u Iranu mogu se okvirno podijeliti u dvije kategorije:
Gorja:
- Alborz ‒ proteže se čitavim sjevernim dijelom zemlje, od Azarbajdžana do Horasana u regionalnom smislu. Južno od Kaspijskog jezera gorje se lagano zakrivljava prema unutrašnjosti što je rezultat pritiska gornjeg dijela euroazijske ploče. Prosječne je širine 100 km dok se nadmorska visina kreće se između 3000 i 3500 m, a njegova najviša i najvažnija točka je vulkan Damavand (5671 m).
- Zagros ‒ proteže se oko 1200 km od sjeverozapada zemlje do Hormuškog tjesnaca na jugoistoku. Prosječne je širine 600 km odnosno 3500 m visine s Denom (4448 m) kao najvišim planinskim vrhom.
- Srednjoiransko gorje (Kuhrud) ‒ proteže se u unutrašnjosti zemlje usporedno sa Zagrosom na kojeg se nadovezuje na jugu, kao i na Istočnoiransko gorje prema jugoistoku.
- Istočnoiransko gorje ‒ proteže se duljinom od oko 2800 km u smjeru sjever-jug, od doline Džam-Ruda u Razavi Horasanu do jugoistočnog Beludžistana gdje se nadovezuje na gorja susjednog Pakistana. Odvojci istočnoiranskog gorja uključuju planine Kuh-e Džam, Džebal Barez, Tun i Kuh-e Palangan.

Ravničarska područja:
- Unutrašnje depresije ‒ pustinje Dašt-e Lut i Dašt-e Kavir; zatvorena korita rijeka, jezera i močvare.
- Nizine ‒ Muganska stepa, Gilan, Mazandaran i Golestan uz kaspijsku obalu; huzestanska nizina; obalni pojas Omanskog i Perzijskog zaljeva.
- Polupustinjska područja ‒ Naz, Arzhan, Lali, Tal Ahugan, Čaldiran, itd.

### Planine
| Zračna fotografija središnjeg Alborza |  | Zračna fotografija središnjeg Alborza |
| Zračna fotografija središnjeg Alborza |  | Satelitska fotografija južnog Zagrosa |

Iranski planinski reljef prvenstveno je orogen nastao tijekom kenozojske ere, a dva najvažnija geološko-geomorfološka procesa koji su uvjetovali njegovom oblikovanju su siloviti tektonski sudari od zapada do jugoistoka Euroazije prilikom čega je izdignut alpsko-himalajski lanac (uključujući Alborz i Zagros), te koincidirajući odnosno daljnji vulkanski izljevi lave u rasjedima nabora karakteristični za regije Azarbajdžan, Mazandaran i Beludžistan. Iako vulkanske erupcije i izlijevanja nisu zabilježene već stotinama tisuća godina, tektonski procesi i dan danas aktivni su u reljefnom oblikovanju što se očituje na konvergentnim granicama Zagrosa gdje su GPS-om zabilježena pomicanja od 23 – 25 mm godišnje.
Reljef Zagrosa karakteriziraju usporedni linearni grebeni i doline koji se protežu i stotinama kilometara, a nastali su prvotnim nabiranjem sedimentnih stijena odnosno kasnijom erozijom koja je s vapnenaca i dolomita odstranila mekše naslage poput muljnjaka i blata. Deformacije ove linearne reljefne strukture odnosno pojava asimetričnih nabora primjetna je uz područje Hormuza gdje je tektonski pritisak dosegnuo viši stupanj prekoračenja. Denudacijski procesi koji utječu na reljef Zagrosa ovise o (paleo)klimatološkim odnosno hidrološkim i fitogeografskim čimbenicima: na sjeveru gdje vlada kišna planinska klima postoje slabiji fluvijalni procesi s obzirom na to da Iran nema većih rijeka, dok su u južnim sušnim područjima ograničeni na deraziju i eolsku koraziju. Na jugu Zagrosa odnosno polupustinjama središnjeg i istočnoiranskog gorja javlja se i egzaracija tzv. slanih ledenjaka (npr. perz. Kuh-e-Namak; „slana planina”). Ove naslage minerala poput halita akumulirane u kotlinama tijekom nekih davnih klimatskih uvjeta pod pritiskom mlađih slojeva stijena probijaju se na površinu kroz dijapire i stvaraju tzv. slane kupole, dok one potom pod utjecajem gravitacije kližu i brazdaju podlogu na isti način kao klasični ledenjaci. Ujecaj klime na geomorfologiju posebno je primjetan kod Alborza koji fizički sprječava dotok vlažnog zraka s Kaspijskog jezera ‒ dok su na surovim južnim padinama fluvijalni procesi ograničeni na potoke nastale otapanjem snježnih kapa koji brzo hlape ili na aluvijalne lepeze, na kišnim i vegetacijom bogatim (uključujući prašume i džungle) sjevernim područjima postoji niz rijeka s pripadajućim kanjonima i prijevojima koji ispresijecaju gorje na više mjesta.
Planinska područja:
- Sjeverni Zagros, Kermanšaška pokrajina
- Kanjon kod Zejara, Mazandaran
- Planinska oaza kod Čalusa
- Travertinski oblici, Badab-e Surt

Vulkani
U Iranu se nalazi ukupno osam vulkana smještenih na rubnom sjeverozapadu i jugoistoku zemlje, među kojima su u geomorfološkom smislu najvažniji Damavand, Sahand, Sabalan i Taftan. Damavand se klasificira kao stratovulkan i građen je od vulkanskog šljunka odnosno piroklastičnih materijala poput lapilija. Visinom od 5671 m najviši je planinski vrh ne samo Irana već i čitave Euroazije zapadno od Hindukuša, a okolne vrhove Alborza nadmašuje za 1500 – 2000 m. Njegov središnji krater nalazi se približno 20 km sjeverno od razvodnice unutrašnjeg i kaspijskog slijeva, dok se najdalji tragovi lave prostiru i do 28 km. Vulkan danas prolazi proces fumarole ‒ pare iz kratera krune ga prstenastim maglenim oblacima 500 – 600 m ispod razine vrha koji su žućkaste boje, a takva pojava rezultat je sumporovodika (H2S) koji je također utjecao i na boju stijena pri vrhu. Uz isparavajuću sumpornu maglu, s obronaka izvire i niz mineralnih voda među kojima su najvažnije one u Laridžanu, alkalne ionizirane vode kod Ture, te one sumpornog i magnezijskog sastava kod Muhamedabada. Na istočnim padinama Damavanda prolazi rijeka Haraz karakteristična po dubokom kanjonu i pitoresknom meandaru odnosno mineralnim izvorima i bikarbonatnim pritocima zbog obilnih taloga sedre u okolici. Vulkanološke analize pokazuju da je magma potpuno ohlađena i njena aktivnost ograničena je na solfatare i mofete odnosno termalne izvore sa sastavom H2S i CO2.
| Solfatarana Damavandu  |  | Solfatarana Damavandu                   |
| Solfatara na Damavandu |  | Erozivni magmatski oblici podno Sahanda |

Sahand je smješten u središtu prostrane depresije kod jezera Urmije prema zapadu, ravnica Tabriza prema sjeveru odnosno Mijandoaba prema jugu čija su brda oblikovana nezavisno od okolnih vulkanskih masa. Njegov oblik sastoji se od više vulkanskih planina što ga čini bitno različitim od planinskog reljefa u široj okolici odnosno ostalih iranskih vulkana, a rezultat je dugog procesa erozije koja je razorila stožastu strukturu zbog čega se središnja planina danas sastoji od tri vrha međusobno udaljena 10 – 12 km. Ostale vulkanske planine Sahanda uključuju ukupno 17 vrhova nadmorske visine iznad 3000 m, dok čitava vulkanska struktura ima opseg od približno 250 km. Zbog utjecaja vlažne sredozemne klime, padine koje gravitiraju prema zapadu i jugu bogatije su vodotocima koji oblikuju jaruge, kanjone i doline s bujnom vegetacijom. Vulkanska erupcija Sahanda nije zabilježena već tisućama godina, a njegove unutrašnje aktivnosti na površini razabiru razni termalni izvori, mofete i špilje koje ispuštaju sumporovodični plin.
U širem geomorfološkom smislu Sabalan dijeli sličnost sa Sahandom po tome da je položajem istaknut u odnosu na okolne depresije, uz razliku što je u cjelini stožastog oblika. Tlocrtna struktura mu je zakrivljena i proteže se u smjeru zapad-sjeveroistok, a reljefni masiv ograničen mu je dolinom rijeka Ahar-Čaj i Karasu. Zbog visine i izloženosti vlažnom zraku s Kaspijskog jezera na istoku, Sabalan je specifičan po stalnom visokom stupnju vlažnosti odnosno stalnom snježnom kapom zbog kojih se u krateru povremeno nakupi golema količina vode. Ovi čimbenici rezultiraju sezonskim procesima egzaracije pri vrhu odnosno fluvijalne erozije pri dnu, posebno kod strmih padina prema dolinama dviju spomenutih rijeka. Vulkanske aktivnosti Sabalana ograničene su na termalne izvore uz periferiju Ardabila odnosno okolne planine.
Taftan se nalazi jugoistočnoj regiji Beludžistan i dijelom je istočnoiranskog gorja. Vulkanska planina sastoji se od nekoliko vrhova iznad 3900 m nadmorske visine, a najviši među njima je Čeheltan koji se sastoji od dvije izbočine u obliku konjskog sedla ‒ Made-Kuh i Nar-Kuh. Potonja je niža i nastala je kao ostatak velikog vulkanskog kratera koji je snižen erozijom, dok je Made-Kuh sastavljen od kondenzirane andezitne lave i aktivan je dan danas. Čitavi vrh Čeheltan prekriven je metrima sumpornog sloja koji je iskorištavan kao vrijedna mineralna sirovina, a gusti plinovi koje proizvodi uključuju kemijske spojeve H2SO4, SO2, H2S i CO2. Kao rezultat termalnih izvora na jugu Taftana pojavljuju se naslage sumpora i soli sumporne kiseline zbog kojih potoci na njegovim istočnim i južnim padinama imaju korozivni učinak na sedimente. U okolici Džaska u Hormuzganu odnosno Bandar-e Turkamana u Golestanu javljaju se i fenomeni blatnih vulkana među kojima neki tvore depresijske kratere promjera 400 m.
Iranski vulkani:
- Damavand (5671 m),
Mazandaran
- Sahand (3710 m),
Istočni Azarbajdžan
- Sabalan (4811 m),
Ardabilska pokrajina
- Taftan (4061 m),
Sistan i Beludžistan
- Bazman (3490 m),
Sistan i Beludžistan

### Ravnice
Ravničarska područja u Iranu uvelike se razlikuju ne samo geografskim položajem ili fitogeografskim značajkama, već i svojim geomorfološkim razvojem. Najprostranije i ujedno najplodnije ravničarsko područje u zemlji jest aluvijska huzestanska nizina, ogranak Mezopotamije koji su tijekom kvartara oblikovale rijeke Karhe, Karun i Džarahi nanoseći taloge sa Zagrosa odnosno Arvand-Rud i Tigris s Taurusa. Na ovim prostorima neizostavan je i ljudski čimbenik s obzirom na to da je od najranijeg neolitika do danas u uskoj interakciji s civilizacijama temeljenim na navodnjavanju. Nizine uz obalni pojas Omanskog i Perzijskog zaljeva različitog su postanka, strukture i širine ‒ od uskih pješčanih i šljunčanih plaža nastalih abrazijom do širokih aluvijskih nanosa riječnih delti smještenih uglavnom na sjeveru. Oko 400 km dugački kaspijski obalni pojas također je nejednolike širine, no njegova pedološka struktura isključivo je hidromorfnog i automorfnog karaktera zahvaljujući obilnim kišama odnosno bogatim rijekama s Alborza. Ovaj se nizinski pojas nalazi uglavnom ispod razine mora i širi se ne samo zbog fluvijalne erozije već i opadanjem razine jezera što je uvjetovano klimatskim promjenama odnosno iskorištavanjem njegovih sjevernih pritoka za navodnjavanje. Dijelom kaspijske depresije smatraju se i moganske stepe na krajnjem sjeverozapadu zemlje, dok su sva druga ravničarska područja ograničena na unutrašnjost. Iransku visoravan sama po sebi je prošireni geomorfološki pojam koji u užem smislu podrazumijeva niz depresija, kotlina i dolina ispresijecanih planinama. Izuzevši dvije velike pustinje, najvažnija ravničarska područja u tom dijelu zemlje su horasanske stepe, niz dolina koje se protežu usporedno sa Zagrosom od Azarbajdžana do Beludžistana, te Sistan.
Ravničarska područja:
- Aliabad-e Katul, Golestan
- Sarein, Ard. pokrajina
- Goldašt, Luristan
- Eklid, Fars

Pustinje
Pustinjska područja prema strogim klimatološkim razredbama ograničena su na nenaseljeni Dašt-e Kavir (77.600 km²) i Dašt-e Lut (51.800 km²) koji zajedno čine nešto manje od 8,0 % ukupne površine Irana. Jezgra Dašt-e Luta sastoji se od linearnih odnosno usporednih pješčanih brazdi nastalih procesom eolske erozije ‒ duljine su preko 150 km, dok im se visina prosječno kreće oko 75 m. Pješčani nanosi najizraženiji su na jugoistoku i strukturom podsjećaju na saharske ergove, a dine visine do 300 m među najvećima su u svijetu. U ovoj pustinji zabilježena je temperatura zraka od čak 70,7 °C što je čini najtoplijim mjestom na Zemlji. Sjeverni rubovi Dašt-e Luta sastoje se od krškog reljefa s jarugama i ponikvama, odnosno isušenih slanih jezera koji su produkt dijapira. Slične geomorfološke karakteristike javljaju se i kod jugoistočnog dijela Dašt-e Kavira, iako se nalazi na višoj nadmorskoj visini. S obzirom na to da okolni planinski reljef nije toliko linearan kao lutski, sedimenti na njegovoj površini često imaju pjegaste oblike. Vodotoci koji se s okolnih gorja slijevaju u ova pustinjska područja imaju vrlo slab erozivni učinak jer brzo hlape pod visokim temperaturama koje dosežu do čak 70,7 °C, što pak ima snažan utjecaj na deraziju pustinjskih stijena. Slična pustinjska područja suphidratičnog tla prostiru se uz obalu Omanskog odnosno Perzijskog zaljeva, no oblikovana su nezavisno od unutrašnjosti u kojoj se nalaze i tzv. bijabani, perzijski izraz za polupustinje ili stepe djelomično pogodne za poljoprivredu. Zbog pretjerane ispaše i širenja pijeska takvim područjima prijeti opasnost od dezertifikacije.
Pustinjska i polupustinjska područja:
- Satelitski prikaz Dašt-e Kavira: erozija i korazija različitih geoloških slojeva
- Pješčane dine na
zapadu Dašt-e Kavira
(Isfahanska pokrajina)
- Tipičan reljef Dašt-e Luta uz vidljiv proces derazije stijena
- Trodimenzionalni digitalni prikaz halitskih slanih ledenjaka, južni Zagros
- Reljefni produkti eolske korazije kod Čah-Kuha na Kešmu, Hormuzgan

## Klima

### Klimatske zone
| Iran climate map showing locations of province capitals | ██ Cfsa ‒ umjerena kišna kaspijska ██ Csa ‒ umjerena kaspijska ██ Csa ‒ sredozemna ██ Csa ‒ sred. s proljetnim kišama ██ Dsa ‒ snježno-šumska ██ ET ‒ planinska ██ BSk ‒ hladna stepska ██ BSh ‒ vruća stepska ██ BWk ‒ hladna pustinjska ██ BWh ‒ vruća pustinjska ██ BWh ‒ vruća pustinjska obalna ██ BWh ‒ pustinjska obalna |

Precizno određivanje klimatskih zona Irana otežano je zbog relativno kasnog početka aktivnijeg klimatološkog istraživanja (koncem Drugog svjetskog rata) odnosno velikih udaljenosti između meteoroloških stanica zbog čega izoterme i izohijete na klimatskim kartama mogu prilično odstupati, pa tako i postojeće karte klimatskih zona utemeljene prema uvriježenoj Köppenovoj klasifikaciji. Iranom dominiraju dva Köppenova klimatska razreda ‒ suhe (B) u teritorijalnom odnosno umjereno tople kišne klime (C) u demogeografskom kontekstu, dok manja područja zauzimaju razredi snježno-šumskih (D) i snježnih klima (E).
Područja suhih klima na kojima je količina padalina manja od potencijalne evapotranspiracije obuhvaćaju 3/4 iranskog teritorija (~1.200.000 km²) odnosno većinu njegovih unutrašnjih, južnih i istočnih dijelova. Ovisno o složenim parametrima suha se okvirno dijeli na tipove stepske (BS) i pustinjske klime (BW) ‒ prva se odnosi na ravničarska područja od 1000 do 1600 m nadmorske visine koja se pružaju uz južni Zagros i Alborz odnosno središnje i istočnoiransko gorje, a druga na Dašt-e Kavir i Dašt-e Lut s rubnim područjima u unutrašnjosti odnosno ravničarski obalni pojas uz Omanski i Perzijski zaljev. Daljnji klimatski podtipovi određuju se ovisno o prosječnoj godišnjoj temperaturi zraka koja može biti veća ili manja od 18 °C, temeljem čega stepsku dijelimo na hladni (BSk) odnosno vrući podtip (BSh). Pojas vruće stepske klime obuhvaća južne dijelove planinskih ravnica odnosno od Ilama na zapadu do Zahedana na istoku, dok se pojas hladne stepske klime kontinuirano proteže od mikroregija Isfahana, preko onih Araka, Semnana i Teherana, do Sarahsa na krajnjem sjeveroistoku zemlje. Također, potonji podtip obuhvaća i mikroregiju Birdžanda, moganske stepe, te dolinu rijeke Atrak. Isti princip koristi se i u slučaju pustinjske klime koja se prema strogim Köppenovim klasifikacijama dijeli na hladni pustinjski (BWk) odnosno vrući pustinjski podtip (BWh), s time da se potonji prema podatcima Iranskog hidrološkog zavoda nadalje grana sukladno dodatnim lokalnim uvjetima. Hladna pustinjska klima ograničena je na dvije izolirane mikroregije Koma i Kermana kojima gravitira i stepska klima, a vruća na ostatke spomenute prostrane unutrašnjosti odnosno cijeli nizinski južni pojas. S obzirom na to da je uži obalni pojas znatno izloženiji fenomenu morske magle odnosno višoj relativnoj vlažnosti zraka, klima na tim prostorima dijeli se na vruću pustinjsku obalnu uz Perzijski zaljev odnosno pustinjsku obalnu uz Omanski zaljev tj. Indijski ocean. Zonu vruće pustinjske klime (BWh) ne treba miješati s kolokvijalnim shvaćanjem neplodne pješčane pustinje jer ona obuhvaća područja koja su dijametralno suprotnih geomorfološko-pedoloških karakteristika ‒ dok Dašt-e Lut obiluje golemim pješčanim dinama, Huzestan kojeg natapaju rijeke jedno je od naplodnijih područja svijeta.
Umjereno tople kišne klime prevladavaju u sjevernim i zapadnim područjima Irana odnosno zoni paraboličnog oblika s Azarbajdžanom kao tjemenom odnosno Farsom i Razavi Horasanom kao krajnjim točkama. Ona predstavlja oko 1/4 teritorija (~400.000 km²) na kojem živi većina iranskog stanovništva, a nadmorska visina (izuzevši sjeverni obalni pojas) kreće se između 1200 i 2000 m. Sukladno Köppenovim parametrima čitava se zona može svrstati u podtip sredozemne klime sa suhim ljetima (Csa), koju državni hidrološki zavod na osnovi lokalnih uvjeta grana na četiri dodatna pojasa. Opći sredozemni pojas kontinuirano se proteže visokim dolinama središnjeg Zagrosa (okvirno od Kermanšaha do Širaza), dok se onaj s karakteristikama izraženijih proljetnih kiša nalazi sjevernije tj. uz sjever Zagrosa, Alborz i Kopet-Dag. U potonjem klimatskom pojasu smješten je velik broj urbanih središta kao što su Tabriz, Ardabil, Zandžan, Kazvin, sjeverni Teheran, Bodžnurd i Mašhad. Druga dva pojasa nalaze se između obronaka Alborza i Kaspijskog jezera, a karakterizira ih vrlo visoka relativna vlažnost zraka. S obzirom na to da u zapadnom Golestanu i Gilanu prosječna količina padalina najsušeg mjeseca prelazi 40 mm klasificiraju se kao umjerena kišna kaspijska klima i nose oznaku Cfsa.
Razred snježno-šumske klime (prvenstveno Dsa) kod kojeg je prosječna temperatura najhladnijeg mjeseca ispod −3 °C pojavljuje se isključivo kod planinskih područja s nadmorskom visinom iznad 1500 m na sjeveru ili 2000 m na jugu zemlje, dok se snježna javlja iznad visina stalnog snijega i to u obliku planinske klime (ET). Takvi ekstremni klimatski primjeri postoje samo na Damavandu, Sahandu i Sabalanu. Velik broj iranskih gradova nalazi se na rubnim područjima nabrojanih klimatskih zona: Tabriz, Urmija i Sanandadž između planinske i sredozemne; Isfahan, Hamadan, Arak, Kazvin i Mašhad između sredozemne i stepske; Kom, Jazd, Kerman i Zahedan između stepske i pustinjske; itd. Poseban primjer je Teheran, megalopolis čija se aglomeracija prostire desecima kilometara odnosno na 3000 m visinske razlike − iako većinom pripada stepskom pojasu, određena satelitska naselja nalaze se u pustinjskoj, sredozemnoj, te planinskoj klimatskoj zoni.

### Klimatski uvjeti
Glavni fizičkogeografski uvjeti koji utječu na klimu u Iranu su smještaj u sjevernom umjerenom pojasu, opća orografska izoliranost visokim gorjima, te unutrašnja nadmorska visina od 1000-2000 m.
Godišnji prosjeci između 1950-ih i 2005. godine:
| Klimatska zona | Meteorološka stanica | Geografske koordinate               | Nadm. vis. (m) | Temperatura (°C) | Temperatura (°C) | Temperatura (°C) | Temperatura (°C) | Temperatura (°C) | Temperatura (°C) | Temperatura (°C) | Insolacija (sunč. sati) | Brzina vjetra (čv.) | Atm. tlak (QFF, hPa) | Rel. vlaž. zraka (%) | Padaline (mm) |
| -------------- | -------------------- | ----------------------------------- | -------------- | ---------------- | ---------------- | ---------------- | ---------------- | ---------------- | ---------------- | ---------------- | ----------------------- | ------------------- | -------------------- | -------------------- | ------------- |
| Klimatska zona | Meteorološka stanica | Geografske koordinate               | Nadm. vis. (m) | siječanj         | travanj          | srpanj           | listopad         | godina           | aps. maks.       | aps. min.        | Insolacija (sunč. sati) | Brzina vjetra (čv.) | Atm. tlak (QFF, hPa) | Rel. vlaž. zraka (%) | Padaline (mm) |
| Csa            | Mašhad               | 36°16′N 59°38′E / 36.267°N 59.633°E | 999            | 1,0              | 14,3             | 27,0             | 13,9             | 14,0             | 43,8             | −28,0            | 2892,4                  | 4,1                 | 1015,3               | 55                   | 255,2         |
| Csa            | Tabriz               | 38°05′N 46°17′E / 38.083°N 46.283°E | 1361           | −2,3             | 11,2             | 25,6             | 13,8             | 12,0             | 42,0             | −25,0            | 2794,3                  | 6,0                 | 1012,9               | 54                   | 288,9         |
| Csa            | Kermanšah            | 34°21′N 47°09′E / 34.350°N 47.150°E | 1319           | 1,4              | 12,9             | 28,3             | 16,3             | 14,5             | 44,1             | −27,0            | 2907,1                  | 4,9                 | 1012,1               | 47                   | 445,1         |
| Csa            | Širaz                | 29°32′N 52°36′E / 29.533°N 52.600°E | 1484           | 5,7              | 16,6             | 30,0             | 18,9             | 17,9             | 43,2             | −14,0            | 3358,6                  | 4,5                 | 1007,7               | 41                   | 346,0         |
| Csa            | Ramsar               | 36°54′N 50°40′E / 36.900°N 50.667°E | −20            | 7,3              | 13,2             | 25,2             | 18,1             | 16,0             | 38,0             | −10,0            | 1565,2                  | 3,2                 | 1015,3               | 83                   | 1217,8        |
| Cfsa           | Bandar-e Anzali      | 37°28′N 49°28′E / 37.467°N 49.467°E | −26            | 7,2              | 13,2             | 26,0             | 18,0             | 16,1             | 37,0             | −11,0            | 1797,4                  | 3,9                 | 1016,2               | 84                   | 1853,5        |
| BSk            | Teheran              | 35°41′N 51°19′E / 35.683°N 51.317°E | 1191           | 3,3              | 16,6             | 30,6             | 18,7             | 17,2             | 43,0             | −15.0            | 3030,2                  | 5,2                 | 1011,3               | 41                   | 232,8         |
| BSk            | Isfahan              | 32°37′N 51°40′E / 32.617°N 51.667°E | 1550           | 2,9              | 15,9             | 29,3             | 16,9             | 16,2             | 43,0             | −19,4            | 3274,2                  | 4,0                 | 1006,6               | 40                   | 122,8         |
| BSh            | Zahedan              | 29°28′N 60°53′E / 29.467°N 60.883°E | 1370           | 6,8              | 20,2             | 29,5             | 18,1             | 18,6             | 43,0             | −22,0            | 3258,9                  | 6,5                 | 1009,1               | 33                   | 90,6          |
| BWk            | Kerman               | 30°15′N 56°58′E / 30.250°N 56.967°E | 1754           | 4,7              | 17,2             | 28,6             | 17,2             | 17,0             | 42,0             | −30,0            | 3174,7                  | 6,1                 | 1009,3               | 32                   | 152,9         |
| BWk            | Jazd                 | 31°54′N 54°17′E / 31.900°N 54.283°E | 1237           | 5,5              | 19,7             | 32,5             | 19,6             | 19,3             | 45,6             | −16,0            | 3223,2                  | 5,1                 | 1010,8               | 31                   | 60,8          |
| BWh            | Bandar-e Abas        | 27°13′N 56°22′E / 27.217°N 56.367°E | 10             | 18,1             | 26,9             | 34,5             | 29,6             | 27,3             | 51,0             | 2,0              | 3101,2                  | 5,6                 | 1008,6               | 65                   | 182,5         |
| BWh            | Abadan               | 30°22′N 48°15′E / 30.367°N 48.250°E | 7              | 12,4             | 25,1             | 36,8             | 26,9             | 25,4             | 53,0             | −4,0             | 3052,2                  | 6,4                 | 1010,1               | 46                   | 156,0         |

U globalnom sustavu atmosferske cirkulacije odnosno strujanja zraka, Iran je smješten na graničnoj zoni djelovanja sjeveroistočnih pasata koji prevladavaju ljeti odnosno kišonosnih zimskih antipasata. Ritam sezonskih promjena u tim zonama atmosferskog tlaka ima velik utjecaj na klimu koja je dodatno određena lokalnim uvjetima poput reljefa odnosno raspodjele kopnenih i vodenih masa. Zimski sudari hladnih zračnih masa iz smjera Sibira i Središnje Azije odnosno nerijetko toplih sredozemnih struja sa zapada prevladavajući su uzrok vremenskih uvjeta u Iranu. Suha tj. stepska i pustinjska klima posljedica je cirkulacijske i orografske izolacije od Atlantskog i Indijskog oceana. Jako isparavanje sjeverozapadnih indijskooceanskih voda nema veći utjecaj osim na Makran, dok je istovremeno neusporedivo jači negativni utjecaj vjetrova koji pušu iz suhe azijske unutrašnjosti prema Indijskom oceanu. Na tom se putu vjetrovi zagrijavaju i suše, odnosno zrak se stabilizira pa nema konvekcije.
S druge strane, lokalni čimbenici mogu uzrokovati drastične razlike − od anticiklona nad hladnoj sjevernoj visoravni (1204 hPa) do toplih ciklona nad Kaspijskim jezerom (1018 hPa) ili Perzijskim zaljevom (1016 hPa). Takvi karakteristični kontrasti u atmosferskom tlaku između sjevera i juga zemlje još su izraženiji tijekom ljeta kada se javlja snažna lokalna anticiklona iznad relativno hladnog Kaspijskog jezera (1012 hPa), dok se na jugu istovremeno pojavljuje jedna od najsnažnijih ciklona na Zemlji (994 hPa). Razlike u atmosferskom tlaku po geografskoj širini imaju dominirajući utjecaj na vrijeme u zemlji tijekom cijele godine.
Atmosferski tlak donekle je oblikovan i regionalnim i lokalnim strujanjima zraka, prvenstveno planinskim vjetrovima koji se prenose niz obronke odnosno kroz doline, te onim obalnim ograničenim na relativno manji dio teritorija. Planinski vjetrovi tijekom jeseni pušu niz Alborz i Zagros čime donose topli i suhi zrak u kaspijske nizine, dok istovremeno uzrokuju povremene prekide visokog stupnja vlažnosti zraka u Huzestanu i dijelovima obale Perzijskog zaljeva. U Huzestan često donose mraz koji ugrožava usjeve šećerne trske, a njihova velika brzina na brdsko-planinskom području često uzrokuje štetu što se posebno odnosi na prijevoje Alborza na visini 2000-2500 m smještenih na kolebljivoj granici između suhih planinskih i vlažnih kaspijskih struja. U gornjim dolinama Safid-Ruda (pokraj Mandžila) i Talar-Ruda (okolica Gaduka i Firuzkuha) navedene se širokopojasne struje preklapaju s više lokaliziranih sustava odnosno prožimaju s njihovim zračnim masama, čime se u uskim kanjonima javlja izuzetno snažan vjetar koji puše u smjeru unutrašnjosti tj. Iranske visoravni.
Postoje i dva blaža ali jednako utjecajna regionalna sustava zračnih struja − tzv. 120-dnevni vjetar (perz. bād-e sad o bīst rūz) poznat po redovitosti između sredine srpnja i rujna odnosno jednolikom utjecaju na istočni Horasan, Sistan i dijelove Dašt-e Luta, te šamal (dosl. sjeverni vjetar) koji puše preko Mezopotamije i zahvaća sjeverni obalni pojas Irana. Oba nastaju na sjeverozapadu tijekom ljeta kao rezultat izražene ciklone nad Perzijskim zaljevom i Indskim slijevom. Među ostale značajnije vjetrove spadaju oni iz pravca Arabije koji pušu preko Perzijskog zaljeva i protuteža su šamalima. Nastaju u pustinjama kao vruć i suh zapadni vjetar natovaren prašinom i pijeskom, no prelaskom preko mora se vlaže pa stvaraju izrazito neugodan osjet na području Huzestana i podnožja Zagrosa. Zbog sudara atmosferskog tlaka u unutrašnjosti se tijekom ljeta često javljaju prašinske pijavice, dok se zimi ponekad javljaju i snježne vijavice koje mogu imati katastrofalne razmjere. Primjerice, godine 1972. u nezapamćenoj snježnoj vijavici na sjeverozapadu Irana život je izgubilo više od 4000 ljudi što je čini najsmrtonosnijom u povijesti.

### Padaline
Zbog specifičnog geografskog smještaja u sjevernom umjerenom pojasu, vrlo raštrkanog reljefa i ostalim čimbenicima Zemljine atmosfere, Iran u cjelini spada u suha područja svijeta jer prosječna količina padalina u zemlji iznosi 860 mm godišnje odnosno približno 1/3 manje od svjetskog prosjeka. S obzirom na to da u većini dijelova zemlje izuzevši sjeverne i zapadne količina padalina iznosi ispod 100 mm, broj stalnih i bogatih rijeka vrlo je ograničen.
| Rijeka Zajande-Rud ispod isfahanskog mosta Si-o-se Pol;puno korito zimi (lijevo) i potpuno presušeno ljeti (desno)  |  | Rijeka Zajande-Rud ispod isfahanskog mosta Si-o-se Pol;puno korito zimi (lijevo) i potpuno presušeno ljeti (desno) |
| Rijeka Zajande-Rud ispod isfahanskog mosta Si-o-se Pol; puno korito zimi (lijevo) i potpuno presušeno ljeti (desno) |  | |

Količina padalina nejednoliko je raspoređena u prostoru i vremenu pa tako postoje razni ekstremi. Primjerice, brojna pustinjska područja sezonski znaju primiti golemu količinu padalina da dolazi i do velikih poplava, dok je u nekim dijelovima pustinja količina padalina toliko mala da ishlapi prije slijevanja u zemlju. Također, postoje i ekstremi poput pustinje Dašt-e Lut u kojoj kiša ispari prije nego što padne na tlo. Područje najbogatije padalinama nalazi se na sjeveru zemlje uz kaspijsku obalu i obuhvaća svega 11 % ukupne površine Irana, no zbog klimatskih i geografskih čimbenika prima 22 % ukupne količine padalina. Druga područja bogata padalinama su gorja Zagrosa i Alborza čiji vrhovi otapanjem snijega snabdijevaju veliku većinu iranskih rijeka. U ostalim dijelovima zemlje koji sačinjavaju 57 % ukupne površine Irana količina padalina iznosi svega 140 mm i klasificira se u sušnu zonu.
Regije najbogatije vodom su područja uz kaspijsku obalu gdje je prosječna količina padalina oko 2000 mm godišnje, dok maksimalna količina u stanici Kuhrang iznosi 1400 mm, u Borudžerdu 1200 mm, te iznad 500 mm u planinama Sahand i Sabalan. Od sjeverozapada do jugoistoka zemlje prosječna količina padalina postepeno se snižava odnosno učestalost suše je veća. Također, razmjerno se snižava i broj stalnih odnosno bogatih rijeka pa su u južnim i istočnim dijelovima zemlje uglavnom sezonske tj. potpuno suhe tijekom toplih mjeseci, osobito ljeti.

## Hidrologija

### Hidrografija

#### Mora
Iran na jugu izlazi na Perzijski i Omanski zaljev koji su spojeni Hormuškim tjesnacem, te nadovezuju potonju vodenu masu na Arapsko more odnosno Indijski ocean. Duljina obale je 2045 km i ima vrlo mali koeficijent razvedenosti što podrazumijeva ograničen broj većih otoka, poluotoka i zaljeva. Perzijski zaljev karakterizira plitkost (do 50 m) i u svom geomorfološkom smislu predstavlja depresiju koja se ispod razine mora našla prije 10 − 15 tisuća godina zbog transgresije, a njena obala s iranske strane je dalmatinskog tipa odnosno pruža se usporedno s linearnim reljefnim oblicima Zagrosa. Manja odstupanja u ovoj litoralnoj strukturi postoje zbog riječnih delti Zohre, Hele, Manda i Mehrana, dok estuarija nema jer morske mijene nisu izražene. Obala se u užem smislu dijeli na stjenovitu s klifovima i pješčanu − prva je nastala abrazijom strmijih antiklinala i karakteristična je za jug Bušeherske pokrajine odnosno Beludžistan na istoku Omanskog zaljeva, a druga je produkt plime i oseke kod priobalja blažeg nagiba u Huzestanu i Hormuzganu. Bočate obalne močvare najbogatija su biogeografska područja i pojavljuju se na krajnjem aluvijalnom sjeveru Perzijskog zaljeva, između kopna i otoka Kešm, te na riječnim ušćima u Omanski zaljev koji je neusporedivo više izložen djelovanju otvorenog oceana. Iranski otoci uglavnom su raspoređeni na središnjem dijelu južne obale tj. uz Hormuški tjesnac, a najveći među njima su Kešm (1491 km²), Kiš (91,5 km²), Lavan (76 km²), Larak (49 km²) i Hormuz (42 km²). Njihove funkcije uvelike se razlikuju − dok su neki popularna turistička odredišta (npr. Kiš), drugi su zbog gospodarsko-geopolitičkih okolnosti u potpunosti podređen industriji i transportu nafte odnosno oružanim snagama (npr. Larak, Harg i Abu Musa). Najvažnije morske luke su Bandar-e Homeini, Bušeher i Bandar-e Abas, dok postoji i niz drugih obalnih naselja orijentiranih na ribarstvo ili vađenje bisera.
Kaspijsko jezero može se smatrati morem na temelju više osobina − fizičkih okvira, saliniteta vode (13,1 ‰), geomorfološkog postanka (ostatak Paratetisa), te prometne povezanosti sa svjetskim morima preko ruskih kanala. Ova je vodena masa ranije bila poznata i kao Hirkanijsko more dok je Iranci danas nazivaju Mazandaranskim morem, no sva tri naziva su perzijskog podrijetla. Iranska obala proteže se 765 km i kao u slučaju Perzijskog zaljeva karakterizira je mali koeficijent razvedenosti odnosno odnosno plitkost teritorijalnih voda. Litoralna struktura je uglavnom aluvijskog tipa zahvaljujući djelovanju rijeka s Alborza i Kopet-Daga, a njenu monotonost razbijaju dvije velike lagune pokraj Bandar-e Anzalija na zapadu odnosno Bandar-e Turkamana na istoku, te močvarna područja u deltama Safid-Ruda, Gorgan-Ruda i Atraka. Osim dvije spomenute luke, važni obalni gradovi su i Astara, Rudsar, Ramsar, Čalus, Novšaher i Babolsar. Ribarstvo na ovim prostorima igra značajnu gospodarsku ulogu, osobito zbog proizvodnje skupocjenog kavijara.
- Satelitski prikaz Kešma, najvećeg iranskog otoka
- Klifovi Hengama
(Perzijski zaljev)
- Obala Hormuza
(Perzijski zaljev)
- Pogled na Kaspijsko more s Namakabruda
- Plaža u Mazandaranu
(Kaspijsko more)

#### Rijeke
Iran se u strogom hidrološkom smislu može okvirno podijeliti na dva slijeva − otvoreni indijskooceanski na rubnom jugu i zapadu, te zatvorene sljevove u ostatku zemlje. Njihova razvodnica nije orografski određena tj. ne prati planinske vrhove Zagrosa već je smještena istočnije i proteže se od Hamadana kroz suhe doline prema jugu. Ova hidrološka anomalija rezultat je geomorfološke strukture orogena koji preusmjerava otjecanje u smjeru suprotnom od njihovih površinskih korita i provodi ga do Perzijskog zaljeva. Hidrolozi indijskooceanski slijev ograničavaju na perzijskozaljevski u užem smislu (uključujući Omanski zaljev) dok unutrašnje dijele na tri osnovna dijela, temeljem čega se Iran sastoji od četiri glavna slijeva:
1. Perzijskozaljevski slijev
2. Kaspijski slijev
3. Urmijski slijev
4. Unutrašnji slijev

Perzijskozaljevski najvažniji je među navedenima jer obuhvaća područje od ~336.000 km² koje snabdijevaju najvodonosnije iranske rijeke − među njima Karun (575 m³/s) i Dez (375 m³/s). S obzirom na to da je zapadni Zagros izravno izložen kišonosnim sredozemnim strujama i da većina otopljenog snijega zbog spomenutog geomorfološkog fenomena otječe prema zapadu, rijeke i potoci tijekom proljeća mogu imati i deseterostruko veći istjek od minimalnog (kasnoljetnog). Kaspijski slijev obuhvaća uski sjeverni pojas od ~193.000 km² na kojem teče više stotina manjih potoka, dok se veća porječja svode na Aras, Safid-Rud, Gorgan-Rud i Atrak. Slijev jezera Urmije izdvaja se među glavne prvenstveno zato što je perzijskozaljevskim i kaspijskim odvojen od unutrašnjosti, a obuhvaća područje od ~55.000 km² kojim prevladavaju porječja Zarin-Ruda i Talhe-Ruda. Unutrašnji slijev se zbog veličine (~1.023.000 km²) i složenih orografskih osobina dijeli na osam manjih dijelova, uglavnom depresije sa sezonskim tekućicama. Među stalne rijeke u unutrašnjosti spadaju samo Zajande-Rud koja snabdijeva isfahansku makroregiju, granična Hari-Rud, te ušće Helmanda u sistanskoj kotlini čiji se ostatak toka u potpunosti proteže Afganistanom. Ušća unutrašnjih rijeka uglavnom su u močvarama, slanim jezerima ili oazama, a čest fenomen su tzv. unutrašnje delte. Plovnih rijeka u Iranu nema, izuzevši tok Arvand-Ruda do Horamšahera kojeg dijeli s Irakom.
- Haraz
(kaspijski slijev)
- Namarestak-Rud
(kaspijski slijev)
- Talekan
(unutrašnji slijev)
- Dez kod Dezfula (perzijskozaljevski slijev)

#### Prirodna jezera
Veća jezera u Iranu su depresijskog tipa i karakteriziraju ih visoki salinitet odnosno plitkost. Najveće jezero u zemlji i ujedno 3. najveće slano jezero u svijetu jest Urmija (5200 km²) u Azarbajdžanu s više od 100 otoka i otočića, čija je površina (~1300 m n. v.) gotovo prepolovljena tijekom 2000-ih zbog izgradnje niza brana na njenim pritocima. Jezera sličnih karakteristika nalaze se i središnjem Zagrosu odnosno pokrajini Fars − uglavnom su slana zbog prodiranja dijapira (npr. Bahtegan, Maharlu i Tašk), ali ima i slatkovodnih (npr. Parišan i Aržan). Njihova površina može se protezati i preko 1000 km², dok za vrijeme sušnih sezona ili godina mogu u potpunosti presušiti. Slični limnološki fenomeni pojavljuju se i u depresijama širom zemlje kao što su Hamun-e Džaz-Murijan između Kermanske pokrajine i Beludžistana, Namak u Komskoj pokrajini, Namakzar u Razavi Horasanu ili Hamun-e Helmand u Sistanu. Tijekom većeg dijela godine takva se jezera pretvaraju u močvare i ispresjecani su rukavcima unutrašnjih delti sezonskih tekućica. Slatkovodna jezera karakteristična su za sjever zemlje poput padina Alborza gdje se javljaju tektonska i ledenjačka jezera, dok se na Sabalanu povremeno puni i jedino kratersko jezero. Najznačajnija prirodna slatkovodna jezera su Zarivar, Gohar, Valašt i Tar, a diljem zemlje nalaze se i stotine umjetnih jezera nastalih podizanjem brana.
- Urmija
(1984. i 2014.)
- Maharlu (W), Tašk (N) i Bahtegan (S)
- Hamun-e Helmand
(Sistan)
- Zarivar
(Kurdistanska pokrajina)
- Valašt
(Mazandaran)

### Hidrotehnika

#### Vodoopskrba
Izvori za vodoopskrbu i navodnjavanje u Iranu su:
- Kišnica
- Površinske vode
- Podzemne vode
- Desalinizirane vode

U sjevernim, sjeverozapadnim i zapadnim dijelovima zemlje kao i u predjelima visokih planina (osobito Zagrosa i Alborza) koriste se kišnica i površinske vode, a glavni i najvažniji izvori u pustinjskim područjima južno od Alborza su površinske i podzemne vode. U središnjim, južnim i istočnim dijelovima Irana (izuzevši planinska područja) poljoprivreda je manje ovisna o kišnici i površinskim vodama s obzirom na to da su padaline i stalne tekućice rijetkost, zbog čega se opskrba vrši uglavnom korištenjem podzemnih voda koje se crpe pomoću kanata, bunara i pumpi. U jugoistočnim dijelovima zemlje (pokrajina Sistan i Beludžistan) površinske vode korištene su na uštrb podzemnih sve do 1970-ih kada nastupa obrat. Na krajnjem jugu Irana što se prvenstveno odnosi na obalna naselja uz Perzijski zaljev i pripadajuće otoke vrši se desalinizacija i to isključivo za dobivanje pitke vode.
Zbog ograničenja u zalihama vode na relativno naseljenim sjeverozapadnim dijelovima unutrašnje visoravni, od sredine 20. stoljeća pokrenut je niz hidrotehničkih projekata sa svrhom preusmjeravanja bogatih tokova perzijskozaljevskog i kaspijskog slijeva prema unutrašnjosti zemlje. Prvi među takvim projektima bio je tunelsko-branski sustav Kuhrang kojim je tunelom duljine 2,7 km dio Karunovog toka preusmjeren na Zajande-Rud koja snabdijeva Isfahansku pokrajinu, a ranih 1980-ih slično je napravljeno i s rijekom Lar zbog vodoopskrbe Teherana. Godine 2012. pokrenuta je i prva faza opsežnog projekta kojim se crpi voda iz Kaspijskog jezera (sal. 13,1 ‰), desalinizira u obalnim postrojenjima, te potom pumpa u cjevovode koji snabdijevaju Semnansku pokrajinu (~200,000.000 m³ godišnje). Površina navodnjavanih područja u Iranu je 82.970 km² (5. u svijetu).

#### Brane i umjetna jezera
Oskudnost vode na području Irana još je od starog vijeka rezultirala gradnjom brana (perz. sad) i nasipa (perz. band) koji su predstavljali učinkovita građevinska sredstva u borbi protiv suše i odljeva vode, jednako kao i podzemni kanali poznati kao kanati. Iz povijesne perspektive, Iran je jedna od malobrojnih zemalja koja ima višetisućljetnu kontinuiranu tradiciju u izgradnji velikih brana među kojima su neke od najstarijih:
- Band-e Bahram − nalazi se južno od Širaza i izgrađena tijekom ahemenidskog razdoblja odnosno prije oko 2500 godina.
- Darijeva brana − podignuta je na rijeci Hari za vrijeme vladavine Darija Velikog; iako ostaci nisu pronađeni postojanje ove pokretne brane ovjereno je u Herodotovim djelima.
- Band-e Kaisar (Cezarova brana) − sagradili su je rimski zarobljenici u Šuštaru za sasanidskog vladara Šapura I.; dijelom je složenog hidrauličkog sustava upisanog na UNESCO-ovu Svjetsku baštinu.
- Band-e Mizan − također iz sasanidskog razdoblja (3. − 7. st.) odnosno na Karunu, i danas u upotrebi.
- Band-e Amir − smještena 35 km sjeveroistočno od Širaza, izgrađena je prije približno 1000 godina tijekom vladavine dinastije Dejlamita, koristi se i danas.
- Band-e Save (lokalno i Abasova brana) − visoka je 40 m i nalazi se 37 km od Sava; njena izgradnja datira se u ilhanidsko (13. − 14. st.) odnosno obnova u safavidsko razdoblje (oko 1600. g.); zbog velike rupe pri dnu danas je neupotrebljiva.
- Band-e Karab − nalazi se u Razavi Horasanu; visoka 28 m odnosno široka 40 m; također iz safavidske epohe.

Otkrićem cementa u 19. stoljeću kao i razvojem građevinarstva i hidraulike došlo je do drastičnog napretka u tehnologiji gradnje brana diljem svijeta, pa tako i u cijelom Iranu. Zbog promjena u gospodarskoj politici i povećanja interesa za nenaftna područja energetike, iranska je vlada proglasila izgradnju brana strateškim interesom što je došlo do izražaja tijekom 1990-ih i 2000-ih godina kada se diljem zemlje gradi veliki broj novih brana. Njihova važnost je višestruka s obzirom na to da služe ne samo kao golemi vodospremnici već i za energetiku, poljoprivredu, industriju i promet. S obzirom na orografske i hidrografske okolnosti većina takvih projekata smještena je u planinskim dijelovima zemlje, a najimpozantniji među njima je onaj tzv. karunskih kaskada u Huzestanu. Sastoji se od ukupno 16 planiranih brana odnosno umjetnih jezera na porječju Karuna i Deza čijim se ukupnim energetskim kapacitetom može mjeriti isključivo kineski sustav Tri klanca, a uključuje najvišu nasutu (Masdžed-Sulejman) odnosno najvišu betonsku branu na svijetu (Bahtijari − u izgradnji). Do 2010. godine dovršeno je pet od 16 brana (uz dodatne četiri u izgradnji) čime su stvorena umjetna jezera zapremnine ~10 km³ odnosno površine ~200 km² na nadmorskoj visini između 300 − 1800 m. Izuzevši karunske kaskade Iran je koncem 2000-ih gradio još 135 brana odnosno izrađivao studije za dodatnih 170 projekata čime se pozicionirao kao treći najveći graditelj brana u svijetu, iza Kine i Turske. Godine 2011. u zemlji je bilo operativno ukupno 538 brana.
- Drevni Band-e Kaisar
(3. st.) u Šuštaru
- Umj. jezero Talekan, Kazvinska pokrajina
- Umj. jezero Amir Kabir kod Karadža
- Brana Dez
(Andimešk, Huzestan)
- Brana Karun-3
(Ize, Huzestan)

#### Kanati
Od ranog starog vijeka Perzijanci i drugi iranski narodi bili su poznati po gradnji kanata, podzemnih vodovoda koji su smanjivali ovisnost o sezonskim kišama, površinskim vodotocima i bunarima. Zahvaljujući kanatima, velike količine prikupljenih podzemnih voda gravitacijom su izlijevane na površinu pa su neplodna pustinjska i stepska područja postala pogodnim za poljoprivredu. Neki od njih specifični su po tome da se pod površinom tla protežu i desecima kilometara. Inovacijom, usavršavanjem i širenjem upotrebe kanata tijekom više tisuća godina iranske povijesti diljem surovih dijelova Iranske visoravni nicala su nova polja i farme, a time i nova naselja. Cjelokupno, kanati su u Iranu odigrali jednaku ulogu kao i velike rijeke u civilizacijama Egipta, Mezopotamije, Indije i Kine − doveli su do gospodarskog uspona i socijalnog zadovoljstva, a sredinom 1. tisućljeća pr. Kr. i do velike demografske odnosno političke ekspanzije ahemenidskog Irana. Kanati su kasnije širenjem tehnologije Putem svile došli u upotrebu i u Kini na istoku, te islamskom ekspanzijom i španjolskom kolonizacijom do Maroka odnosno Meksika na zapadu. Ovi se drevni sustavi u Iranu za navodnjavanje koriste i dan danas iako u manjoj mjeri nego ranije, a najstariji među njima u kontinuiranoj upotrebi datiraju se oko 1000. pr. Kr. Početkom 1980-ih prema stručnim procjenama u zemlji je bilo aktivno oko 25.000 kanata.

## Biogeografija

### Fitogeografija
██ Šumska područja
██ Šumostepe s rjeđim drvećem
██ Travnate stepe
██ Suhe pustinjske ravnice
██ Polupustinjska područja
██ Aluvijske poluslane močvare
Usprkos činjenici da 2/3 Irana čine stepe, polupustinje i pustinje, na njegovom tlu zabilježeno je oko 6000 vrsta paprati i kritosjemenjača što je neusporedivo više od ostalih zemalja u široj regiji. Također, biljni pokrov odnosno biome karakterizira izuzetna raznolikost − suptropske kišne i mješovite šume na jugu Kaspijskog jezera i sjevernim obroncima Alborza, sušne šume na zapadu Zagrosa, nisko grmlje i drača u unutrašnjosti, te polupustinjsko nisko raslinje (uključujući afričke tropske kserofite) uz obalna područja Perzijskog zaljeva. Ova raznolika geobotanička slika odražava velike kontraste u klimi diljem zemlje odnosno evoluciju flore koja se uglavnom odvijala na iranskom tlu, osobito u planinskim predjelima. Među takve autohtone primjere spadaju taksoni Astragalus, Acantholimon, Acanthophyllum, Nepeta, Onosma i Cousinia. Flora i vegetacija Irana također su obogaćene ostacima taksona koji su nekoć bili daleko rašireniji.
| Džungle uz kaspijski pojas |  | Džungle uz kaspijski pojas |
| Džungle uz kaspijski pojas |  |                            |

Bez obzira na razlike među stručnim klasifikacijama svjetskih fitogeografskih područja, teritorij Irana se prema podrijetlu može podijeliti u dvije ekozone − holarktičku (ili palearktičku) unutrašnjost odnosno južnu obalnu zonu koja pripada paleotropisu (ili afrotropisu). Nadalje, holarktičko se područje dijeli na tri regije − eurosibirsku na sjeveru omeđenu dolinama Bodžnurda, rijekom Atrak i obroncima Alborza do 2500 m n. v., irano-turansku u prostranoj unutrašnjosti koja se nadovezuje na istočnu Anatoliju odnosno Afganistan i Pakistan, te saharo-arapsku u južnim nizinama tj. od Ilamske pokrajine i Huzestana do Makrana. Klasifikacija potonje regije nije ujednačena ovisno o stručnim izvorima i njezin se zapadni dio ponekad sa Sindom pripaja paleotropisu, a granicom se najčešće smatraju sjeverni rubovi rodova Ziziphus i Acacia.
Sjeverne šume rasprostiru se na 110.750 km² (~7 % teritorija; otprilike dvije Hrvatske) i mogu se okvirno podijeliti na nizinsku i planinsku bjelogoricu čija je granica određena gornjim rubovima vrsta osjetljivih na mraz kao što su Pterocarya fraxinifolia, Diospyros lotus, Albizia julibrissin i Parrotia persica. Karakteristične nizinske vrste su Quercus castaneifolia, Parrotia persica, Zelkova carpinifolia, Carpinus betulus, Carpinus orientalis, Albizia julibrissin, Gleditsia caspica, Acer velutinum i Fraxinus excelsior, dok uz rijeke najčešće rastu Pterocarya fraxinifolia, Alnus subcordata i Populus caspica. Fizionomiju ovih šuma djelomično određuje i zimzeleno grmlje, npr. Laurocerasus officinalis, Ilex spinigera, Ruscus hyrcanus, Hedera pastuchovii i Danae racemosa, te Buxus hyrcana na zapadu. U planinskim i nizinskim područjima postoji i obilje epifita poput mahovine, osobito endemskih vrsta Leucodon immersus, Palamocladium euchloron i Pseudoleskeella laxiramea koje nerijetko u potpunosti prekrivaju debla i grane stabala odnosno grmlja. Šume mangrova javljaju se uz obalu Makrana i Perzijskog zaljeva (osobito zapadno od Bandar-e Abasa odnosno između kopna i otoka Kešm), a među prevladavajuće vrste spadaju Avicennia marina, Halocnemum strobilaceum na većim visinama slanih močvara, te Rhizophora mucronata u izoliranim mjestima. Prorijeđene šume osjetljive na mraz u kojima prevadavaju Cupressus sempervirens i Thuja orientalis raspoređene su diljem zemlje − od dolina sjevernog gorja Alborz, preko Firuzabada u Farsu, do okolice Taftana u Beludžistanu. Na svim navedenim područjima rasprostranjena je i Juniperus excelsa, a djelomično se javlja i u dolinama Zagrosa odnosno planinama u Kermanskoj pokrajini. Vrste koje prevladavaju na nižim visinama Zagrosa i u unutrašnjosti su hrast (Quercus brantii, Quercus infectoria, Quercus boissieri, Quercus libani i Quercus brantii), te Fraxinus rotundifolia, Acer monspessulanum, Pistacia khinjuk, Amygdalus communis i Pyrus syriaca.
- Krajolik
Mazandarana
- Šomalska bjelogorica,
Alborška pokrajina
- Polja šafrana kod Bihuda, Južni Horasan
- Sarv-e Abarku u Jazdskoj, čempres star 4000 godina

Zimzeleno grmlje javlja se isključivo u podnožju Alborza, dok na njegovim većim visinama i u ostatku zemlje prevladavaju listopadne vrste. U sušnim krajevima postoji i niz kserofitskih vrsta grmova (npr. Tamarix), među koje se zbog niskih fizionomskih karakteristika ubrajaju i rodovi Acer odnosno Pistacia. Područja pustinjske klime uz Perzijski zaljev obiluju i invazivnim vrstama polupustinjskih grmova iz nubijsko-sindske regije − npr. Acacia nubica, Acacia sejal, Euphorbia larica, Periploca aphylla, Stocksia brahuica, Salvadora persica, te grmoviti Ziziphus. Ostale rasprostranjene vrste biljaka su razni sukulenti i halofiti u unutrašnjim slanim pustinjama ili na morskim obalama, trave i zeljasto bilje (npr. Aethionema, Medicago, Trigonella, Papaver, Anthemis, Senecio, Gnaphalium, Lactuca, Sonchus i Plantago) koje se rasprostiru na približno 900.000 km² travnjaka odnosno pašnjaka, dok se ograničen broj vrsta nalazi i u pustinjskim dinama (Stipagrostis pennata, Calligonum stenopterum, Calligonum bungei) ili na ekstremnim planinskim visinama (Oxytropidetea persicae). Diljem Irana zabilježeno je više od 1500 endemskih vrsta.
Fitogeografske značajke zajedno s klimatskim i pedološkim predispozicijama odnosno ljudskim djelovanjem odigrale su veliku ulogu u razvoju iranske poljoprivrede koja je prema produktivnosti jedna od najvećih u svijetu. Među voća po kojima se ističe među deset najvećih proizvođača spadaju badem, breskva, datulja, jabuka, kivi, lijeska, limun, marelica, naranča, pistacija, smokva, trešnja, šljiva, višnja, a među povrća krastavac, leća, lubenica, luk, rajčica, tikva, anis i slanutak. Među žitaricama najviše uspjeva pšenica čija je proizvodnja ravna ukrajinskoj, a veliku ulogu ima i proizvodnja začina poput šafrana (Crocus sativus) koji se naziva „iranskim crvenim zlatom”.

### Zoogeografija
| Azijski lavovi i perzijski tigrovi iščezli su s iranskog teritorija sredinom 20. stoljeća |  | Azijski lavovi i perzijski tigrovi iščezli su s iranskog teritorija sredinom 20. stoljeća |
| Azijski lavovi i perzijski tigrovi iščezli su s iranskog teritorija sredinom 20. stoljeća |  |                                                                                           |

Zoogeografsku strukturu Irana kao u fitogeografskom slučaju karakterizira je pripadnost palearktiku. Diljem zemlje zabilježeno je oko 800 vrsta kralješnjaka, deseci tisuća vrsta beskralješnjaka, oko 500 vrsta ptica, 80 vrsta gmazova, te niz morskih i slatkovodnih vrsta riba. Glodavci su rasprostranjeni u svim dijelovima Irana, primjerice zečevi u šumskim odnosno miševi u pustinjskim i polupustinjskim krajevima. Šupljorošci općenito broje manje vrsta od drugih životinja, no njihova se brojna stada i čopori mogu naći u svim krajevima − veprovi u močvarama uz Aras, losovi na Kavkazu, baktrijske deve u unutrašnjosti, te jeleni, divlje koze, kozorozi, divokoze i mufloni širom zemlje. Neparnoprstaši osim domesticiranih konja uključuju i perzijskog kulana, podvrstu azijskog divljeg magarca koji je ugrožena vrsta. Zvijeri uključuju psolike životinje (Canoidea) poput šakala, vukova, lisica i medvjeda (na Alborzu i u Beludžistanu), te niz mačaka. Iran je do sredine 20. stoljeća bio jedino svjetsko stanište triju od ukupno četiri vrste pantera − lavova (Fars), tigrova (kaspijska zona) i leoparda (Horasan), no danas se očuvala samo potonja i to u par stotina jedinki. Ostale mačke uključuju euroazijske risove, manje divlje mačke, te azijske geparde koji su kritično ugrožena vrsta.
- Perzijski leopard
- Azijski gepardi
- Riđi škanjac
- Pjegavi dupin

## Poveznice
- Širi relevantni pojmovi: Iranska visoravan • Jugozapadna Azija • Geografija Azije
- Geografije susjednih država: Afganistan • Armenija • Azerbajdžan • Irak • Pakistan • Turkmenistan • Turska
- Selektivni izbor statističkih podataka: Iran u međunarodnim statistikama: Geografija

## Referencije